# Église Saint-Denis de Neuilly-en-Thelle
L'église Saint-Denis est une église catholique paroissiale située à Neuilly-en-Thelle, dans le département de l'Oise, en France. Sa construction a commencé après la donation de la collation de la cure à l'abbaye Saint-Vincent de Senlis en 1187. Mais les seuls éléments significatifs qui subsistent de la première campagne de construction sont la façade et une partie de la base du clocher, avec sa voûte d'ogives. Des réparations ont été nécessaires après la Grande Jacquerie en 1358, et ont laissé les chapiteaux au sud de la base du clocher et deux baies à remplage. La modeste nef a si souvent été retouchée qu'elle a perdu tout caractère, et son unique bas-côté a été rebâti en 1842. Le clocher a quant à lui été reconstruit après un incendie en 1711. L'église Saint-Denis vaut donc surtout pour son vaste chœur Renaissance de trois travées, terminée par une abside à trois pans, et accompagné d'un collatéral au nord. Ce chœur est de dimensions généreuses, et s'il ne constitue pas un chef-d'œuvre, offre néanmoins une modénature atypique, et des supports des voûtes d'une conception originale. Au nord, les deux arcs-doubleaux retombent sur des cariatides, et dans le collatéral, les consoles qui reçoivent les voûtes prennent la forme de têtes humaines se dégageant devant des draperies. Le mobilier de l'église a été presque entièrement remplacé au XIXe siècle. Pour ses différentes singularités, l'église Saint-Denis a été classée monument historique par arrêté du 17 juin 1930. Elle est aujourd'hui affiliée à la paroisse Saint-Louis-en-Thelle avec siège à Chambly, et des messes dominicales anticipées y sont célébrées environ tous les deux mois à 18 h 30.

## Localisation

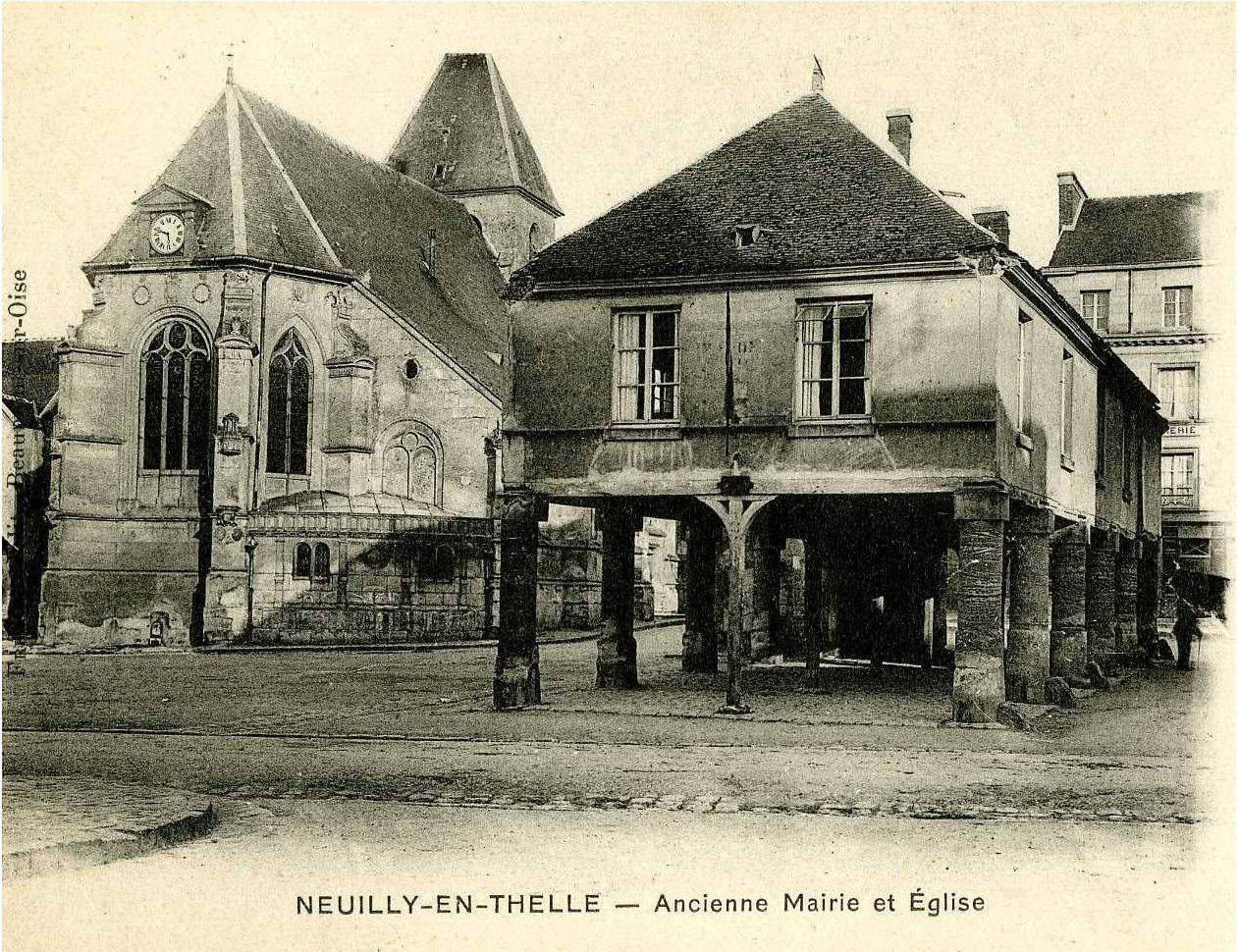
L'église et la halle avec l'ancienne mairie, vers le début du XXe siècle.

L'église Saint-Denis est située en France, en région Hauts-de-France et dans le département de l'Oise, en pays de Thelle, dans la commune de Neuilly-en-Thelle, au centre du bourg, rue du Mouthier (RD 609) / place du maréchal Leclerc. En venant depuis l'ouest, la rue arrive devant la façade occidentale de l'église, et s'élargit légèrement, afin de permettre à ses deux voies de contourner l'édifice, l'une par le sud, l'autre par le nord. Elles rencontrent, à l'est de l'église, la grande place. Cependant, la voie du sud (sens ouest-est) délimite en même temps la place au sud, et l'église ne donne ainsi sur la place qu'au niveau du chevet et des dernières travées du collatéral sud. Si le chevet et la façade sont ainsi bien visibles et bien mises en valeur, les élévations latérales se trouvent enserrées dans le tissu urbain et ne peuvent être contemplées en prenant suffisamment du recul. Cependant, l'église est entièrement entourée de la voie publique, et n'est pas mitoyenne d'autres constructions. Elle occupe une place de choix dans le paysage urbain, dans lequel elle est parfaitement intégrée, puisque la plupart des commerces sont concentrés autour de la place. Elle accueillait, au début du XXe siècle encore, également la mairie au-dessus de la halle, et une grande fontaine publique. Déjà disparu avait une croix monolithe remarquable par sa hauteur et son élégance, que Louis Graves a encore vu vers le début des années 1840, et dont le fût seul mesurait encore cinq mètres de hauteur. Il avait été enterré pendant les principaux conflits, de même que sous la Terreur, quand elle perdit toutefois deux mètres de hauteur.

## Histoire
L'on ignore la date de fondation de la paroisse. La première mention connue de Neuilly-en-Thelle figure dans le testament de Vendimir et d'Ercamberthe sa femme, qui en 686 font don de la localité à l'abbaye Saint-Étienne de Paris (probablement le chapitre de la cathédrale Saint-Étienne de Paris). Mais il n'est pas avéré que Neuilly corresponde alors à une paroisse. En effet, le village fait longtemps partie de la seigneurie de Fresnoy-en-Thelle, et n'est pas un centre du pouvoir malgré sa population nombreuse. D'autre part, le patron de la paroisse, saint Denis, important évangélisateur dans la région, peut renvoyer à une fondation fort ancienne, ou sinon à un rapport quelconque avec l'abbaye de Saint-Denis, comme dans les villages voisins de Foulangues (église Saint-Denis de Foulangues) et Le Mesnil-en-Thelle (anciennement Le Mesnil-Saint-Denis). En 1187, Philippe de Dreux, évêque de Beauvais, confère la collation de la cure à l'abbaye Saint-Vincent de Senlis. Cet acte enclenche sans doute le début des travaux pour l'église actuelle, dont les grandes arcades en tiers-point assez frustes au nord de la nef peuvent remonter à la fin du XIIe siècle ou au début du XIIIe siècle. La donation du patronage de la cure peut en même temps coïncider avec l'érection de la paroisse, comme c'est souvent le cas. L'abbaye Saint-Vincent envoie un chanoine à Neuilly-en-Thelle, qui y assure le ministère du curé. Formellement, Neuilly-en-Thelle devient donc le siège d'un prieuré, dont l'effectif se limite en général à un seul religieux qui porte le titre de prieur : c'est l'un des nombreux prieuré-cures dans le milieu rural. Sous tout l'Ancien Régime, la paroisse relève du doyenné de Beaumont-sur-Oise, de l'archidiaconé de Clermont et du diocèse de Beauvais.

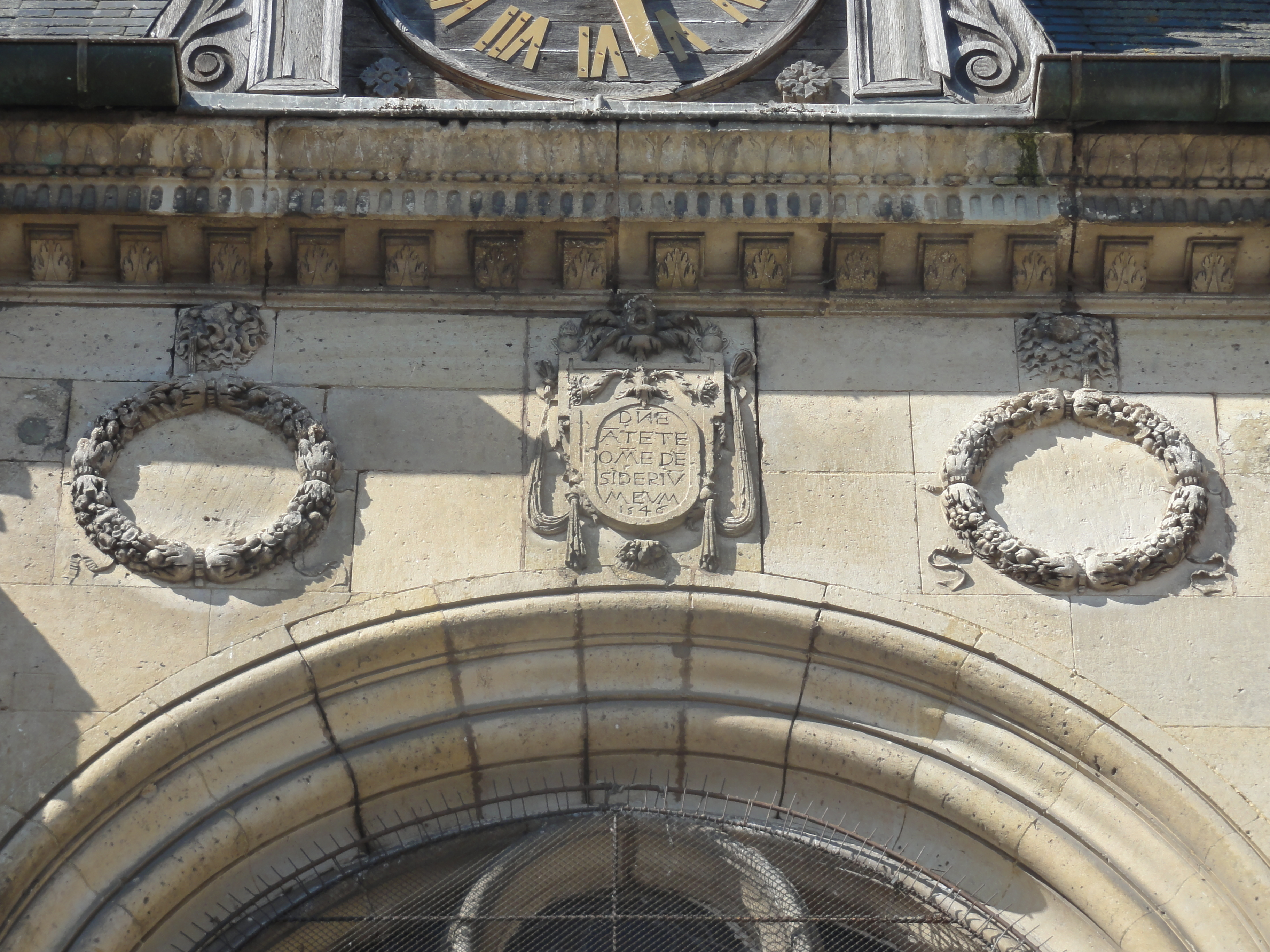
Cartouche avec la date de 1546 au-dessus de la baie d'axe du chevet.

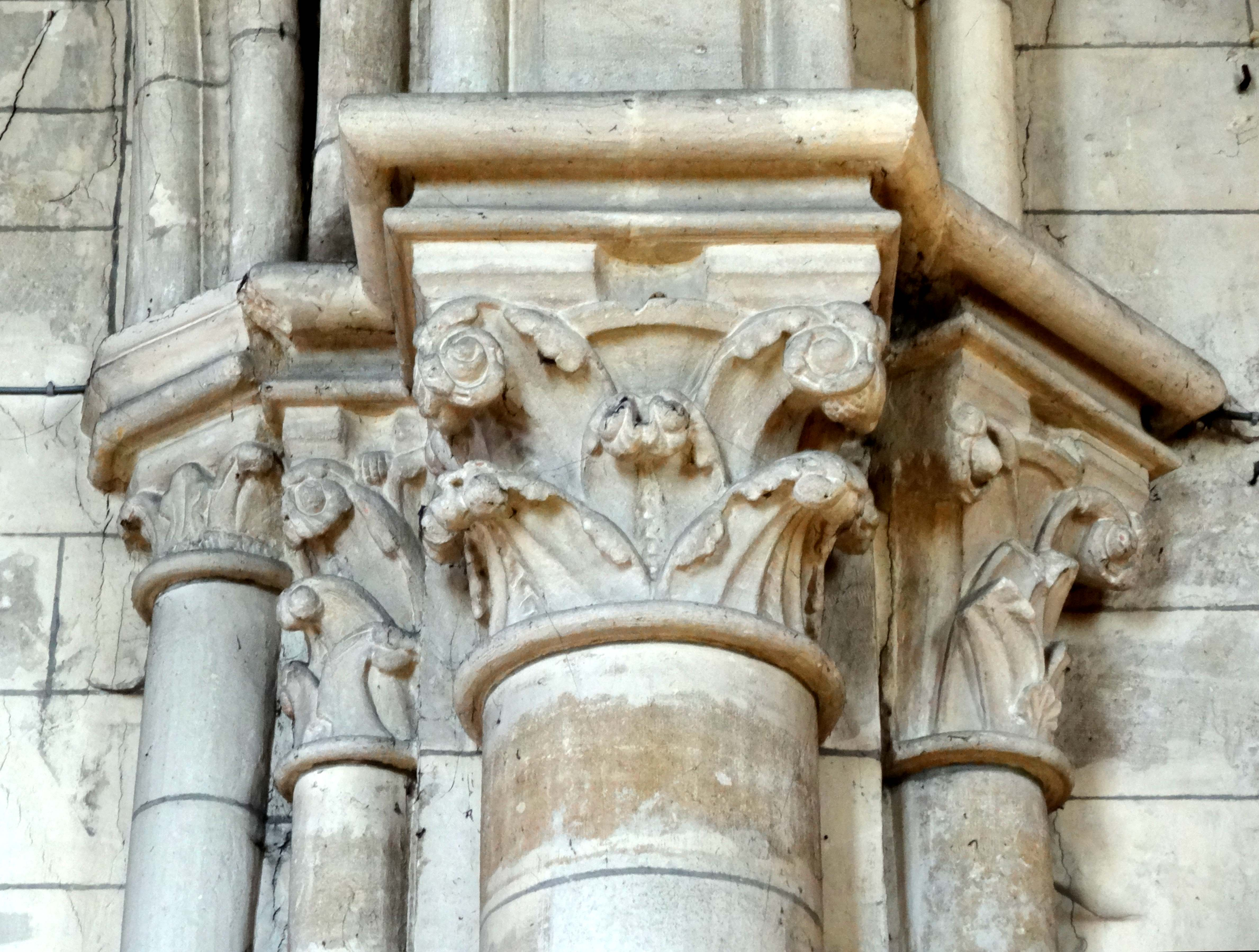
Pile nord-est du clocher, chapiteau gothique (à g.) et trois chapiteaux potentiellement néo-gothiques.

Les campagnes de construction de l'église antérieures au XVIIIe siècle ne sont pas documentées par des sources d'archives ou des inscriptions. Eugène Müller date les parties les plus anciennes de la fin du XIIe siècle ou des débuts du siècle suivant. Il s'agit du gros-œuvre de la nef et des grandes arcades du nord, ainsi que des deux arcs-doubleaux qui séparent la base du clocher de la nef et du chœur, avec les supports de la pile nord-ouest et le chapiteau de l'ogive dans l'angle nord-est. Ces éléments appartiennent à la première période gothique. Sous la Grande Jacquerie en 1358, l'église, couverte de chaume, est incendiée, rapporte Louis Graves. Ainsi, s'expliquent aisément le style du XIVe siècle du portail occidental, des supports au sud des deux doubleaux de la base du clocher, et du chapiteau dans l'angle sud-est de la demi-travée au nord du clocher. Les fenêtres au sud de la nef et du base du clocher sont repercées à la période gothique flamboyante, comme l'indiquent les moulures concaves qui les entourent. Le chœur et son collatéral sont entièrement bâtis à neuf pendant la première moitié du XVIe siècle, à la charnière entre la période flamboyante et la Renaissance, peut-être grâce à la générosité des marquis de Fresnoy, qui avaient leur sépulture justement dans le chœur. Sa datation est facilitée par un cartouche visible à l'extérieur, au-dessus de la baie d'axe. Il affiche l'inscription énigmatique : « DNE / ÀTETE / OME DE / SIDERIV / MEUM / 1546 » (un trait au-dessus de certains consonnes indique des omissions, notamment dans le cas de consonnes doubles). Le 2 février 1701, la flèche du clocher est emportée par un ouragan. La nouvelle toiture est provisoirement couverte de chaume. Le 30 juin 1711, un immense incendie dévaste toute la partie méridionale du bourg, et anéantit les nouveaux ouvrages sur le clocher. En 1755, la nef est plafonnée.
Sous la Révolution française, les hiérarchies ecclésiastiques traditionnelles sont bouleversées, et le prieuré est dissout. La chapelle de l'Ecce homo, bâtie en 1711 à la limite sud du bourg, là où l'incendie s'était arrêté, est démolie en 1793. L'ancien doyenné de Beaumont, traversé par la limite administrative entre l'Oise et la Seine-et-Oise, est départagé entre le diocèse de Beauvais et le nouveau diocèse de Versailles. Pour Neuilly-en-Thelle, le diocèse reste inchangé. Puis, sous le concordat de 1801, le diocèse de Beauvais est annexé au diocèse d'Amiens, avant d'être rétabli en 1822. Le régime concordataire n'accorde, sous le Premier Empire, qu'une unique paroisse par canton. En l'occurrence, elle est sise à Chambly, alors que Neuilly-en-Thelle, chef-lieu de canton, doit se contenter du statut d'une succursale. La Révolution n'a pas emporté le mausolée de Charles-Henri de Fresnoy, dit Tempête, qui servit à Henri III, Henri IV et Louis XIII, et fut assassiné le 1er mai 1624 en descendant de carrosse. « Anne de Vaudetar, sa femme, lui fit ériger un tombeau qui consistait en une table élevée de huit pieds sur deux colonnes de marbre noir, portant sa statue de grandeur naturelle en marbre blanc ; il était représenté armé de toutes pièces, à genoux sur un prie-Dieu, son casque à terre près de lui. Cette statue qui passait pour un chef-d'œuvre de sculpture, fut transférée vers 1800, après avoir été mutilée, au château de Lamberval, puis à la vente du domaine, dans la ferme d'Ercuis qui en dépendait, et d'où elle a été retirée depuis » (Louis Graves). Un bas-côté (de toute évidence celle de la nef) est reconstruite en 1842. Les chapiteaux dans le style du milieu du XIIIe siècle, qui ont l'allure néo-gothiques, pourraient dater de la même campagne de travaux. Aucun autre élément de l'église ne date en effet du milieu ou de la seconde moitié du XIIIe siècle. L'église est classée monument historique par arrêté du 17 juin 1930. — Aujourd'hui, Neuilly-en-Thelle est affilié à la paroisse Saint-Louis-en-Thelle avec siège à Chambly, qui rassemble les communes de l'ancien canton de Neuilly-en-Thelle jadis comprises dans le doyenné de Beaumont. Cette paroisse réunit quatorze églises, et les célébrations du dimanche sont réservées à deux parmi eux, ce qui ne laisse que la messe anticipée du samedi à 18 h 30 pour les douze restantes. La fréquence des messes ne dépasse donc pas une tous les deux mois.

## Description

### Aperçu général

Plan de l'église.

Régulièrement orientée, avec une légère déviation de son axe vers le sud-est du côté du chevet, l'église répond à un plan dissymétrique à deux vaisseaux et clocher central. Elle se compose d'une nef de trois travées ; d'une base de clocher, accompagnée d'une demi-travée entre les deux contreforts septentrionaux ; d'un bas-côté sans style au nord de la nef et de la demi-travée près de la base du clocher ; d'un chœur de trois travées, plus une abside à trois pans ; et d'un collatéral au nord des trois travées droites du chœur. Une tourelle d'escalier flanque la façade à sa gauche, et une sacristie occupe l'angle entre l'abside et le chevet plat du collatéral. Tout le vaisseau central conserve la même largeur sur toute sa longueur, sauf la base du clocher du côté nord, ce qui explique la présence du demi-travée. Le vaisseau central prend le jour du côté sud, et présente deux niveaux d'élévation, avec un étage de grandes arcades surmonté d'un étage de murs aveugles, du côté nord. La nef est simplement plafonnée de bois. Le bas-côté est muni d'un plafond plat, dont la nature reste à préciser. La base du clocher et les sept travées du chœur et de son collatéral sont voûté d'ogives, avec des voûtes à liernes et tiercerons dans les trois dernières travées du vaisseau central. La première travée de la nef et du collatéral sont encombrées par des tribunes, dont celle de la nef accueille un orgue. L'on accède à l'église par le portail occidental de la nef, ou par un portail latéral dans la première travée du collatéral. La toiture du vaisseau central débute par un pignon en façade, et se termine par trois croupes au-dessus de l'abside. Les toits en appentis du bas-côté et du collatéral prennent appui contre la toiture du vaisseau central. Une flèche de pierre conique est réservée à la tourelle d'escalier, tandis que le clocher, à un unique étage de beffroi, est coiffé d'un toit à la hache.

### Intérieur

#### Nef et bas-côté

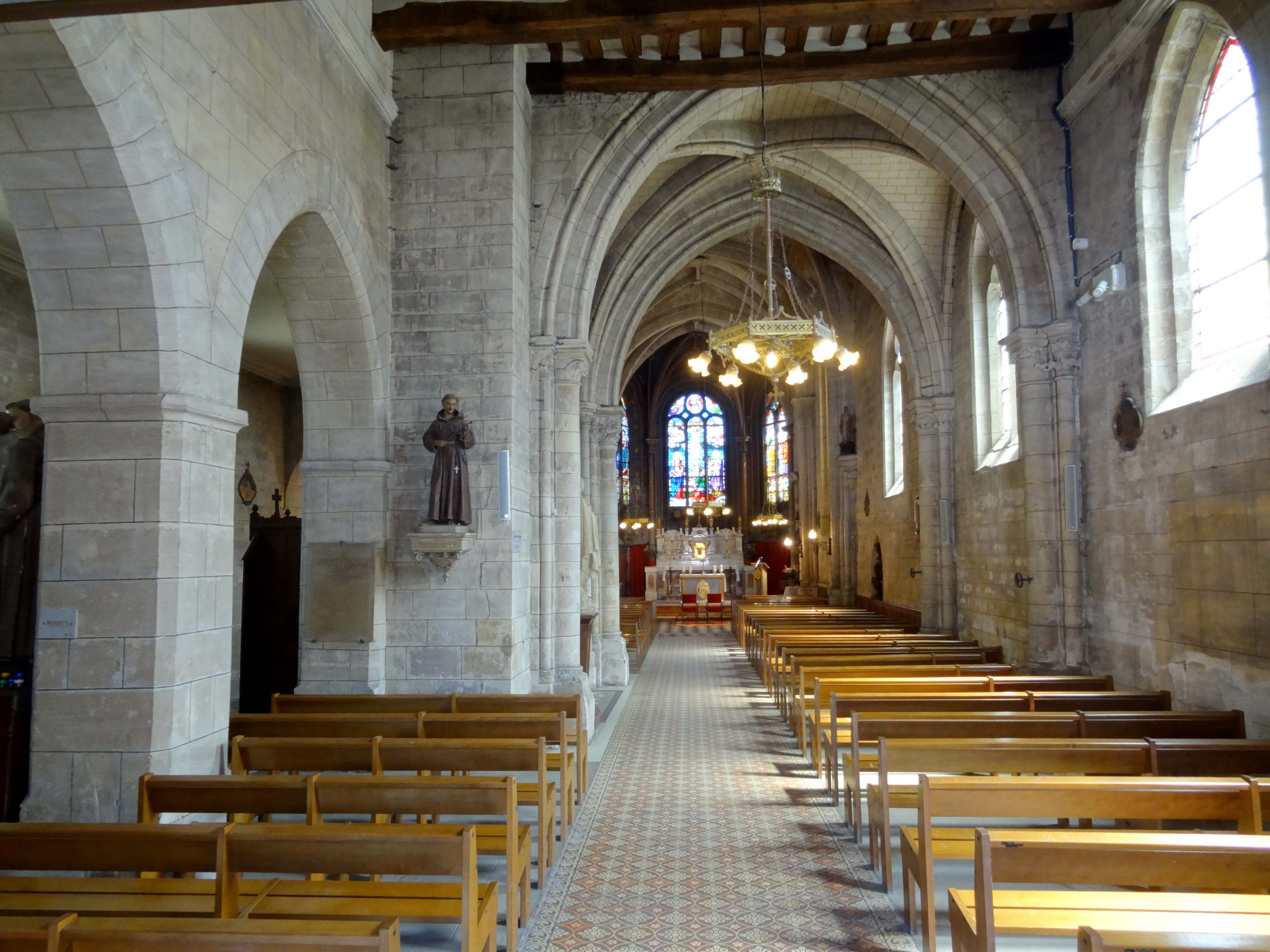
Nef, vue vers l'est.

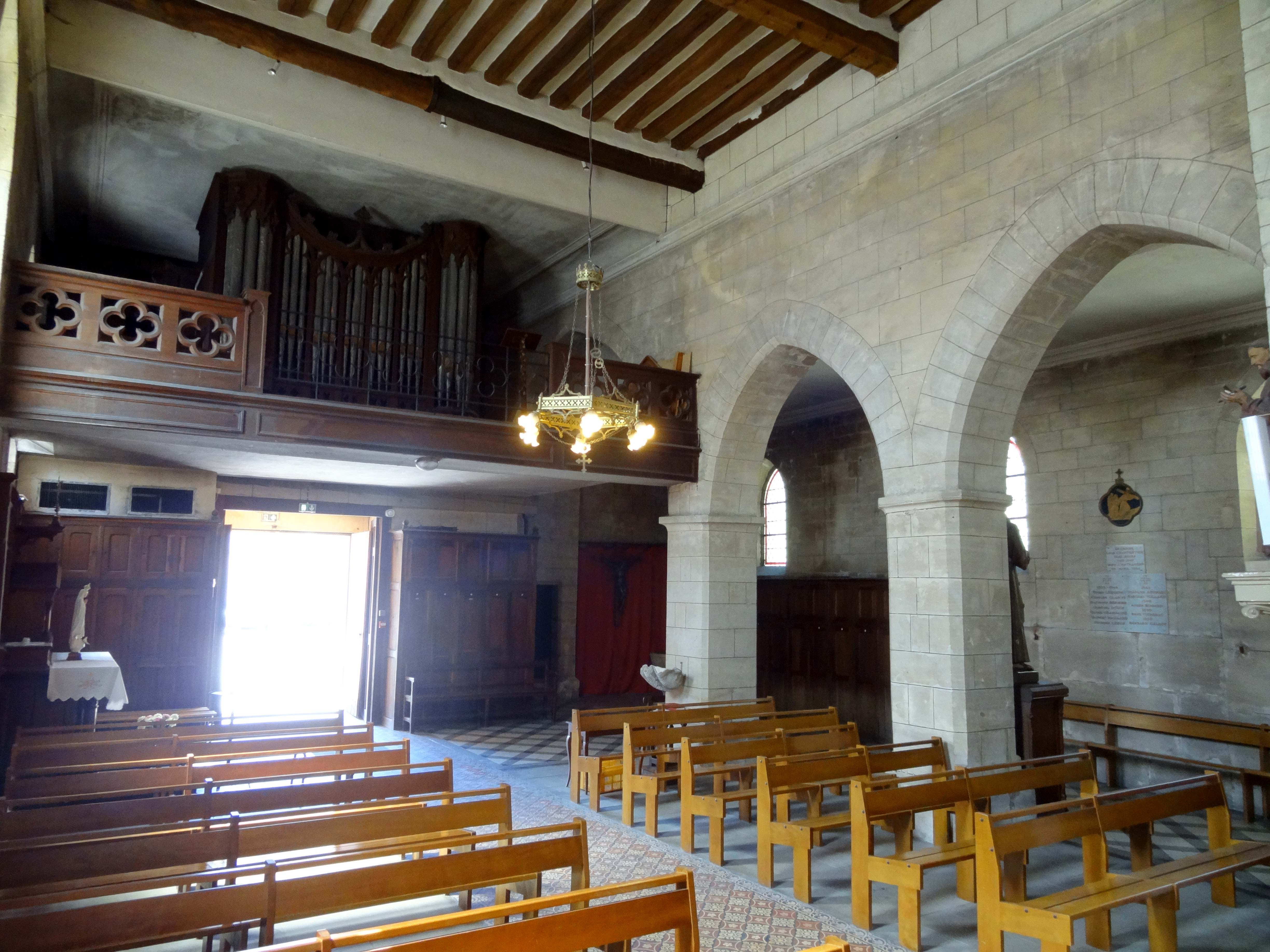
Nef, vue vers le nord-ouest.

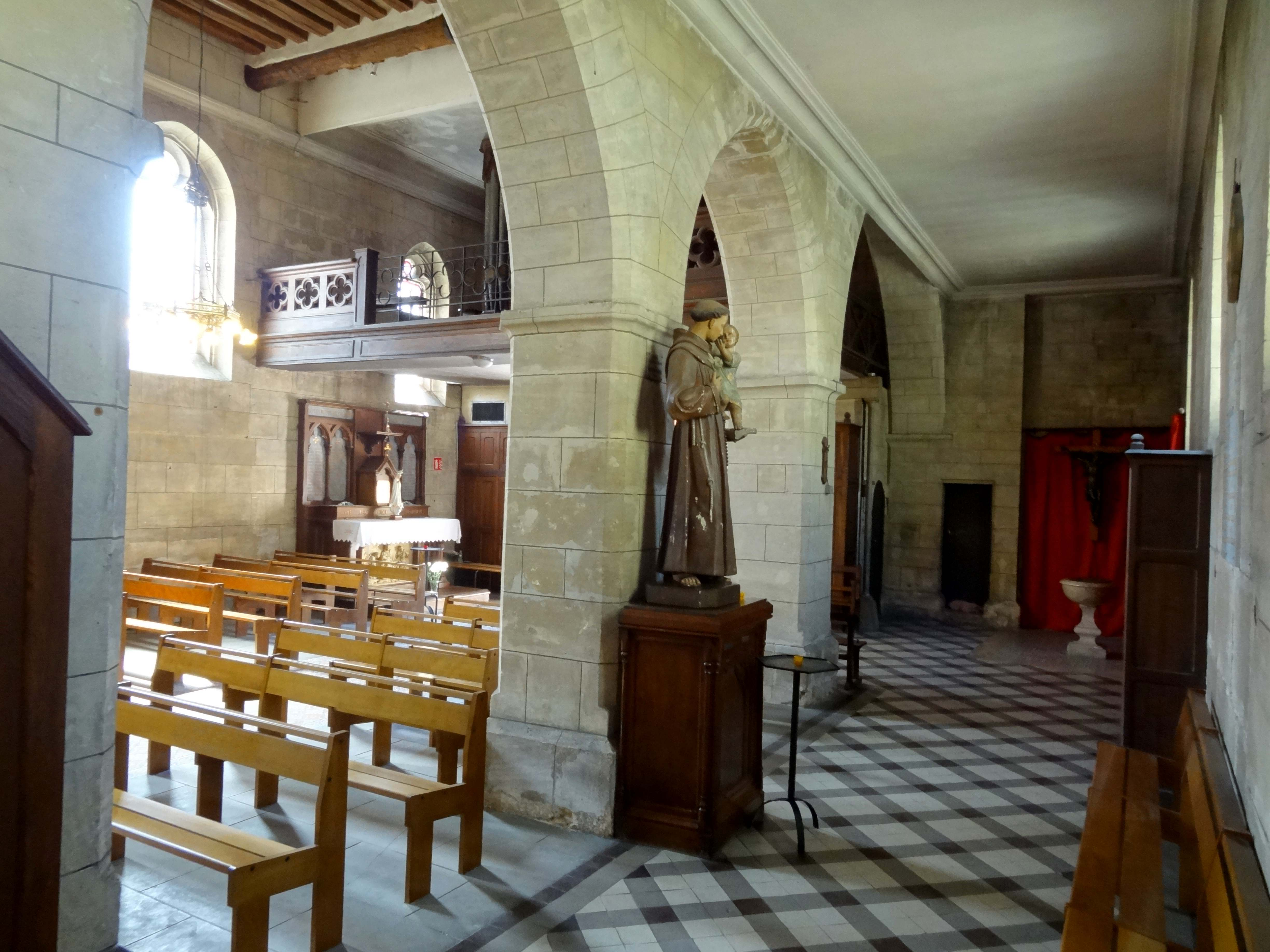
Bas-côté, vue vers le sud-ouest.

La nef des fidèles frappe par son insignifiance, tant sur le plan de l'architecture, sans réel caractère, tant par son volume, moitié inférieur à l'ensemble base du clocher et chœur. C'est une salle rectangulaire, moitié plus profonde que large, que les trois fenêtres du côté sud, les trois arcades du côté nord et les deux poutres maîtresses permettent de subdiviser en trois travées. Il n'y a pas trace d'un voûtement. Le plafond plat coupe le sommet de l'arc-doubleau vers la base du clocher. Dans la deuxième et dans la troisième travée, les poutres et solives sont apparentes. Dans la première travée, au-dessus de la tribune d'orgue, le plafond est lisse et orné d'un discret cadre mouluré, ce qui correspond sans doute à la configuration d'origine de 1755 (date fournie par Louis Graves). On voit encore que la première poutre était dissimulée par un châssis, dont subsiste encore un seul panneau. La corniche moulurée, qui court immédiatement en dessous, sur les murs nord, ouest et sud, est à considérer comme un autre élément du décor du plafond de 1755. Les fenêtres sont des lancettes simples en tiers-point, entourées d'une large moulure concave. Les deux premières sont pourvues d'un remplage consistant seulement d'une tête trilobée entre deux écoinçons ajourés, ce qui indique le style flamboyant du dernier quart du XVe siècle ou du premier tiers du XVIe siècle.
Les grandes arcades, à un seul rang de claveaux, sont également en tiers-point. La première est plus haute que les suivantes. Toutes les trois ne sont pas moulurées, et ont seulement les arêtes chanfreinées. Ceci n'est pas rare, mais elles ne retombent pas non plus sur des chapiteaux, mais sur des piliers rectangulaires tout à fait frustes, par l'intermédiaire de tailloirs sous la forme d'une tablette au-dessus d'une gorge. Ce profil ne se rencontre pas ailleurs dans l'église. En cohérence avec les arcades, les angles des piliers sont taillés en biseau. Dominique Vermand souligne que la datation de tels piliers reste incertaine. De surcroît, la nef est-elle entièrement badigeonnée de gris et peinte en faux-appareil, ce qui gomme les traces des remaniements, très visibles par exemple sur l'extérieur du mur sud de la nef. Il est concevable que la nef fut d'une architecture plus élaborée avant la dévastation de l'église sous la Grande Jacquerie, ou avant l'ouragan et l'incendie qui emportèrent les parties hautes du clocher au début du XVIIIe siècle. Des simplifications ont pu intervenir lors du plafonnement en 1755, ou lors de la reconstruction du bas-côté en 1842. Sans doute la nef a-t-elle initialement été construite à une date voisine de celle de la base du clocher, puisqu'elle n'a rien de romane, et puisqu'elle semble mal concevable à l'apogée de la période gothique sous le règne de Louis IX. Toutefois elle ne saurait pas être exactement contemporaine de la base du clocher, qui est nettement désaxée vers le sud, de sorte qu'un volumineux contrefort carré fasse saillie dans la nef au nord.
Le bas-côté compte une travée de plus que la nef. Il se poursuit donc au nord du clocher. Le plafond plat est lisse, et entouré d'une succession de moulures en stuc, différentes de celles de la nef. Après la troisième grande arcade de la nef, suit une quatrième arcade encore plus simple, en plein cintre et à arêtes vives, qui a pour piliers les deux contreforts septentrionaux du clocher. En plein cintre, à arêtes vives, et dénuée de supports, est également l'arcade qui établit l'intercommunication avec le collatéral du chœur. Depuis le nord, le jour entre par quatre petites fenêtres en arc brisé. Leur pourtour n'est pas mouluré. L'examen extérieur montre un mur homogène, monté avec des gros parpaings, et des pierres de taille de dimensions diverses, sans doute de récupération. Malgré une rupture verticale dans l'appareil entre la première et la deuxième travée, le soubassement et la corniche en forme de doucine sont continues, ce qui donne à penser que l'ensemble fut effectivement rebâti de toutes pièces au début des années 1840. Seulement la base de la tourelle d'escalier tout au début du bas-côté, près de la retombée de la première grande arcade, a dû rester en place du bas-côté ancien. On y accède par une petite porte.

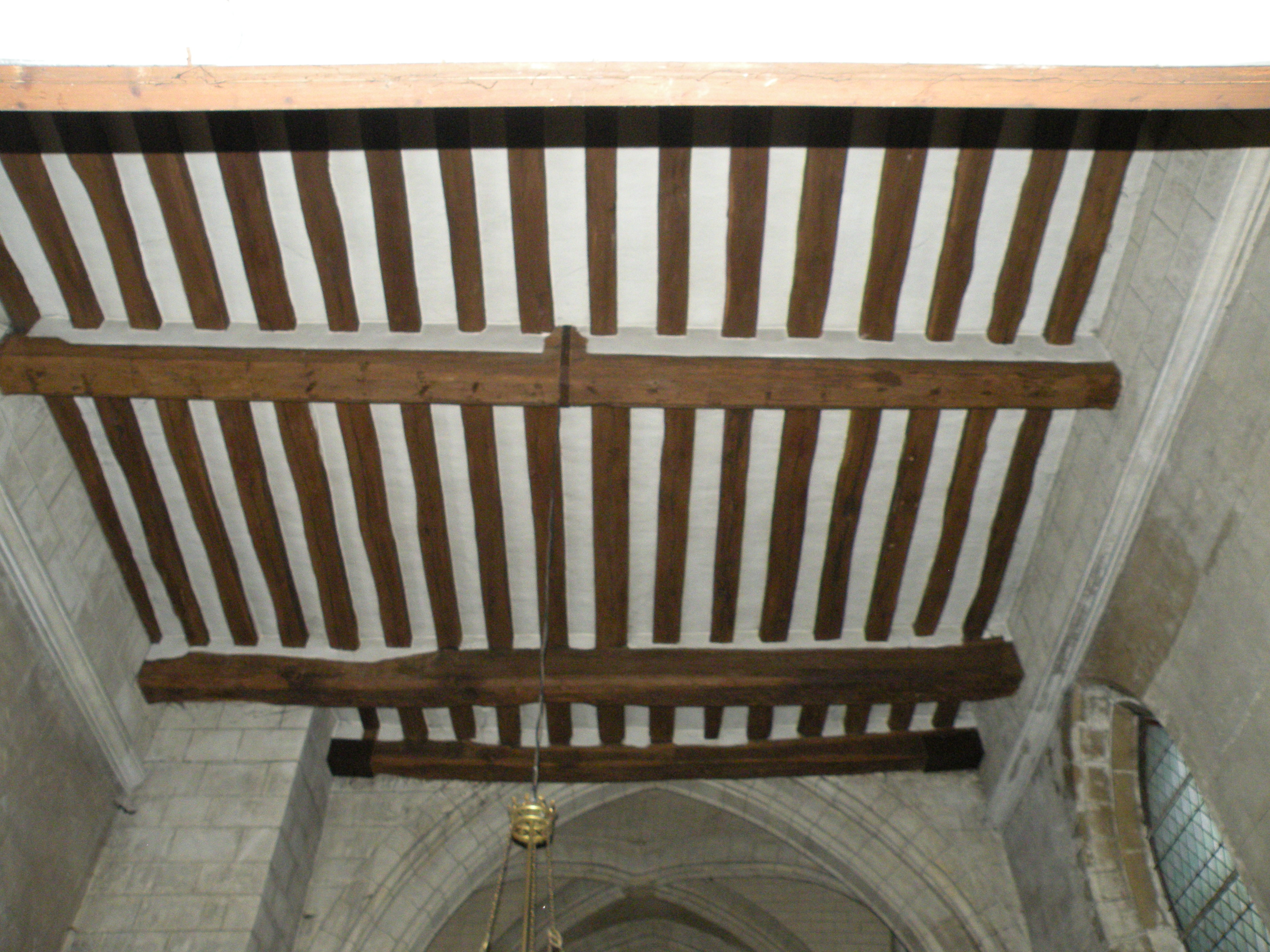
Plafond de la nef.
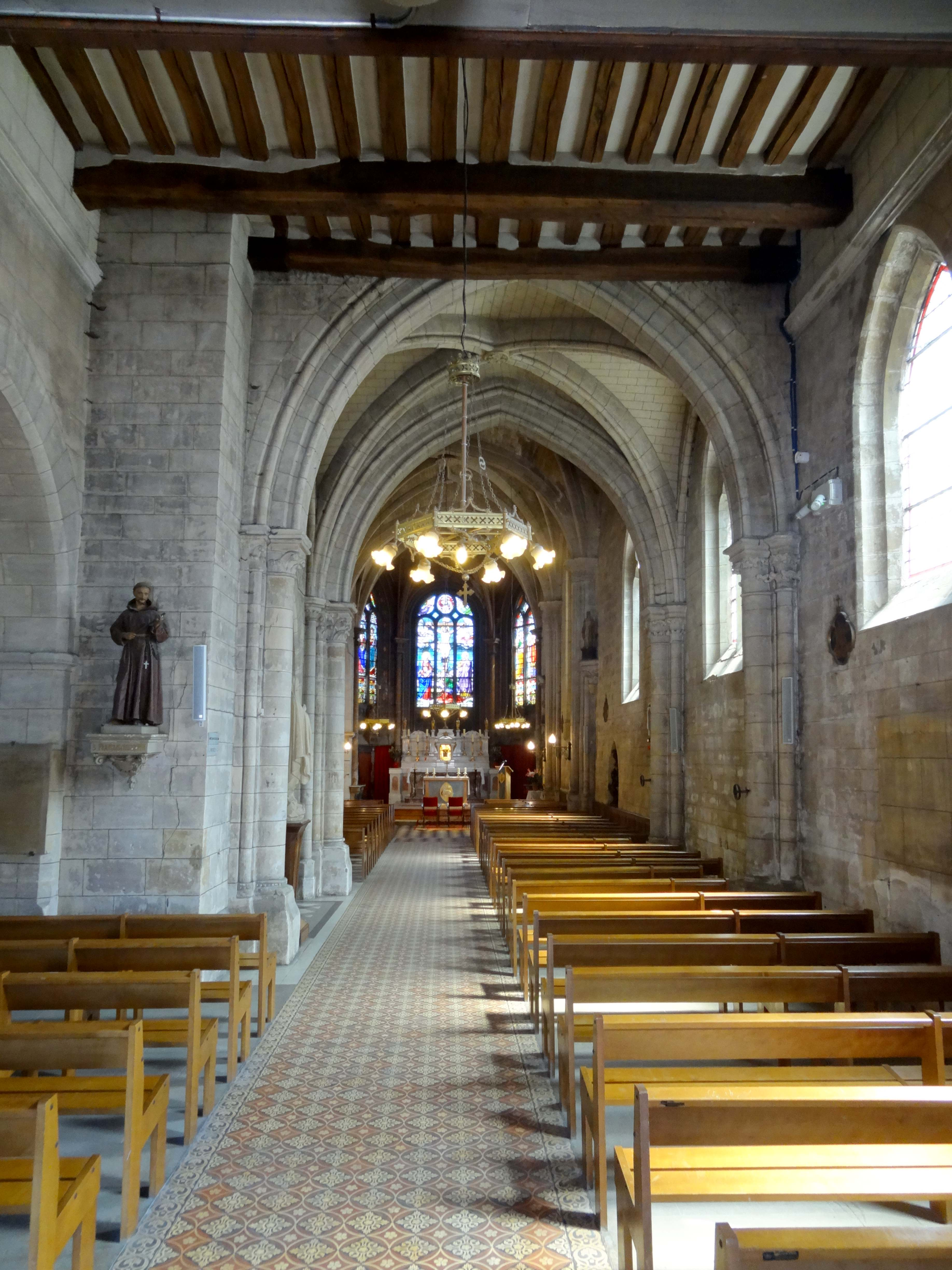
Nef, vue vers l'est.
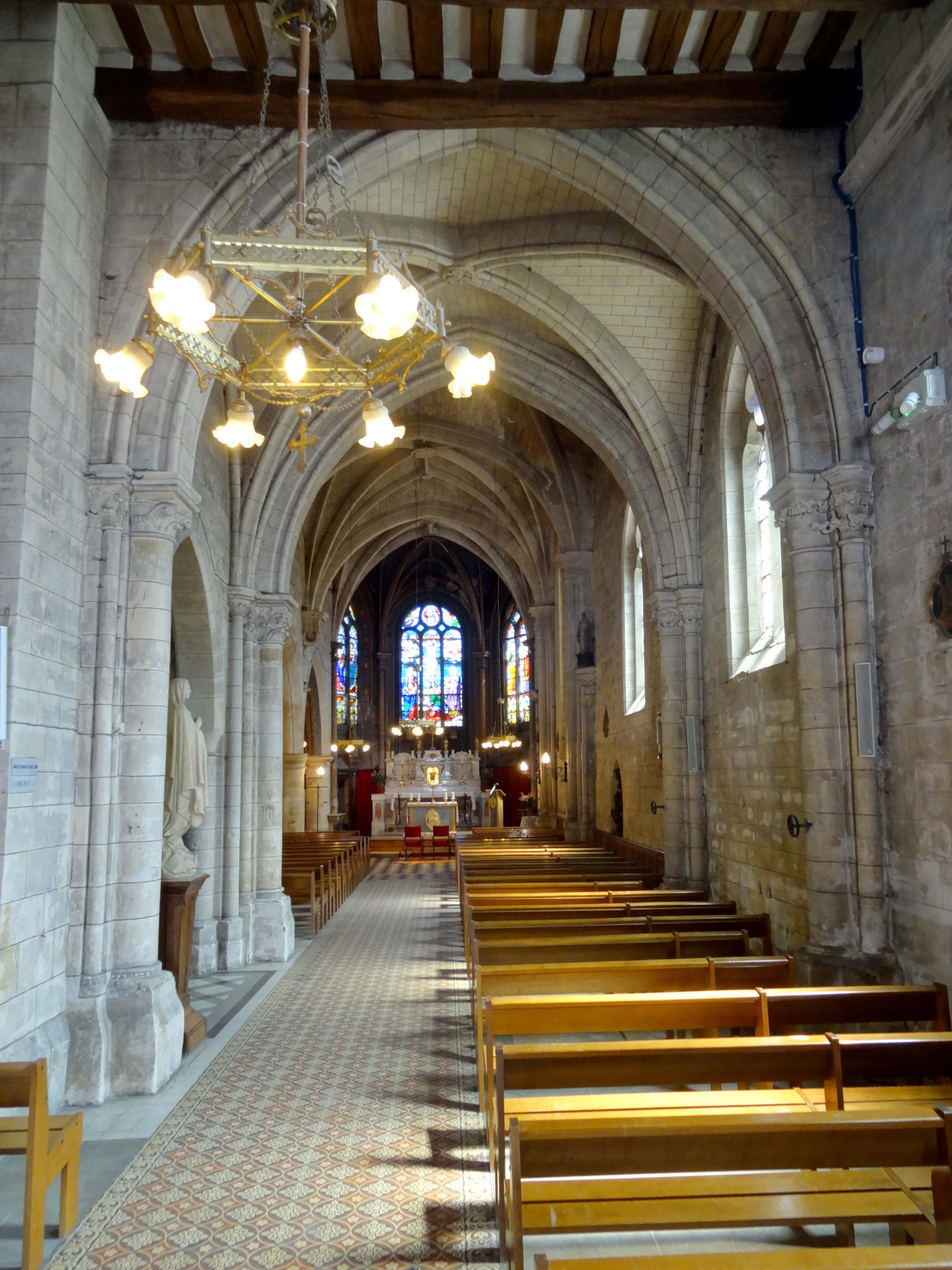
Nef, vue vers l'est.
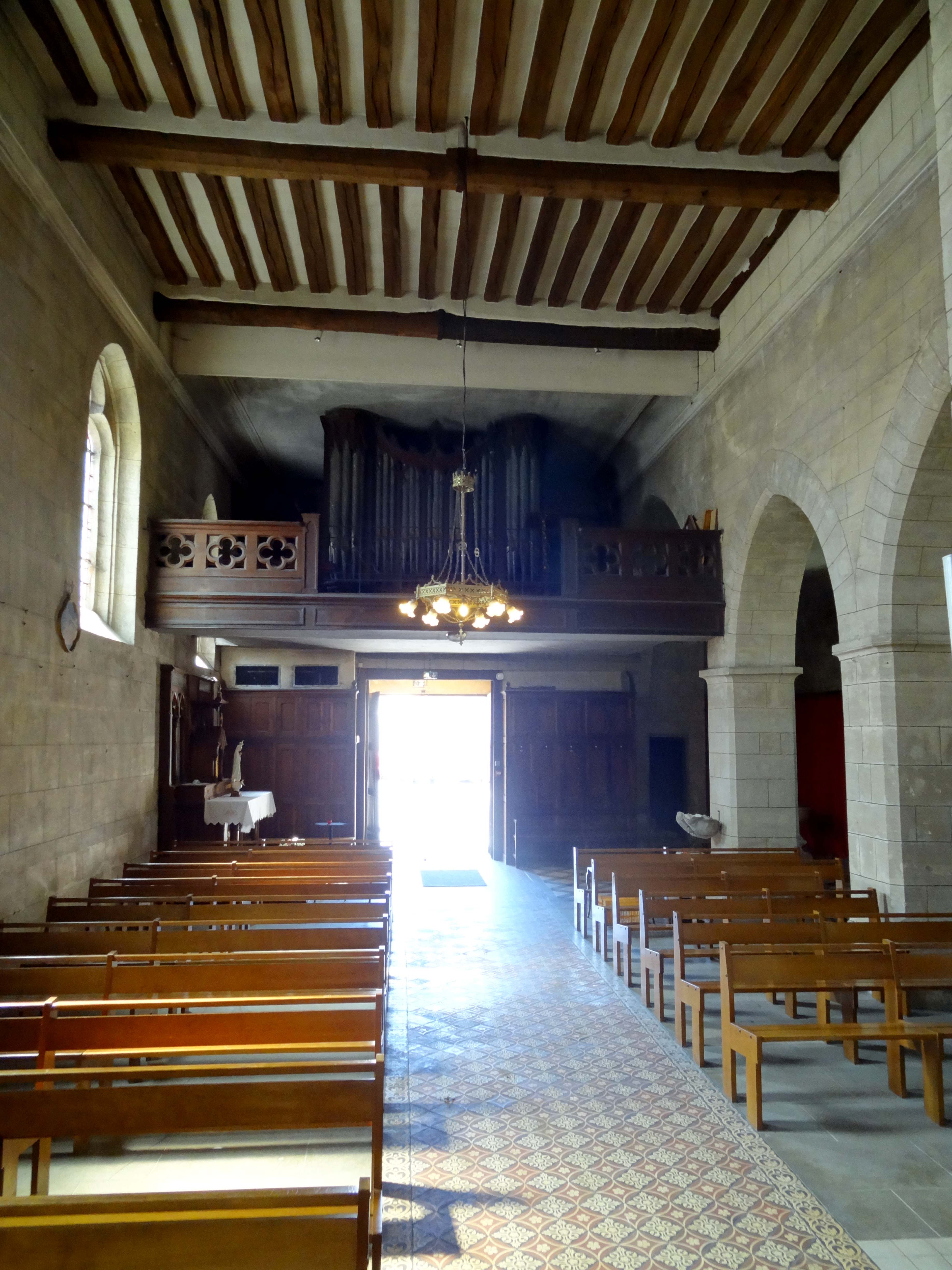
Nef, vue vers l'ouest.
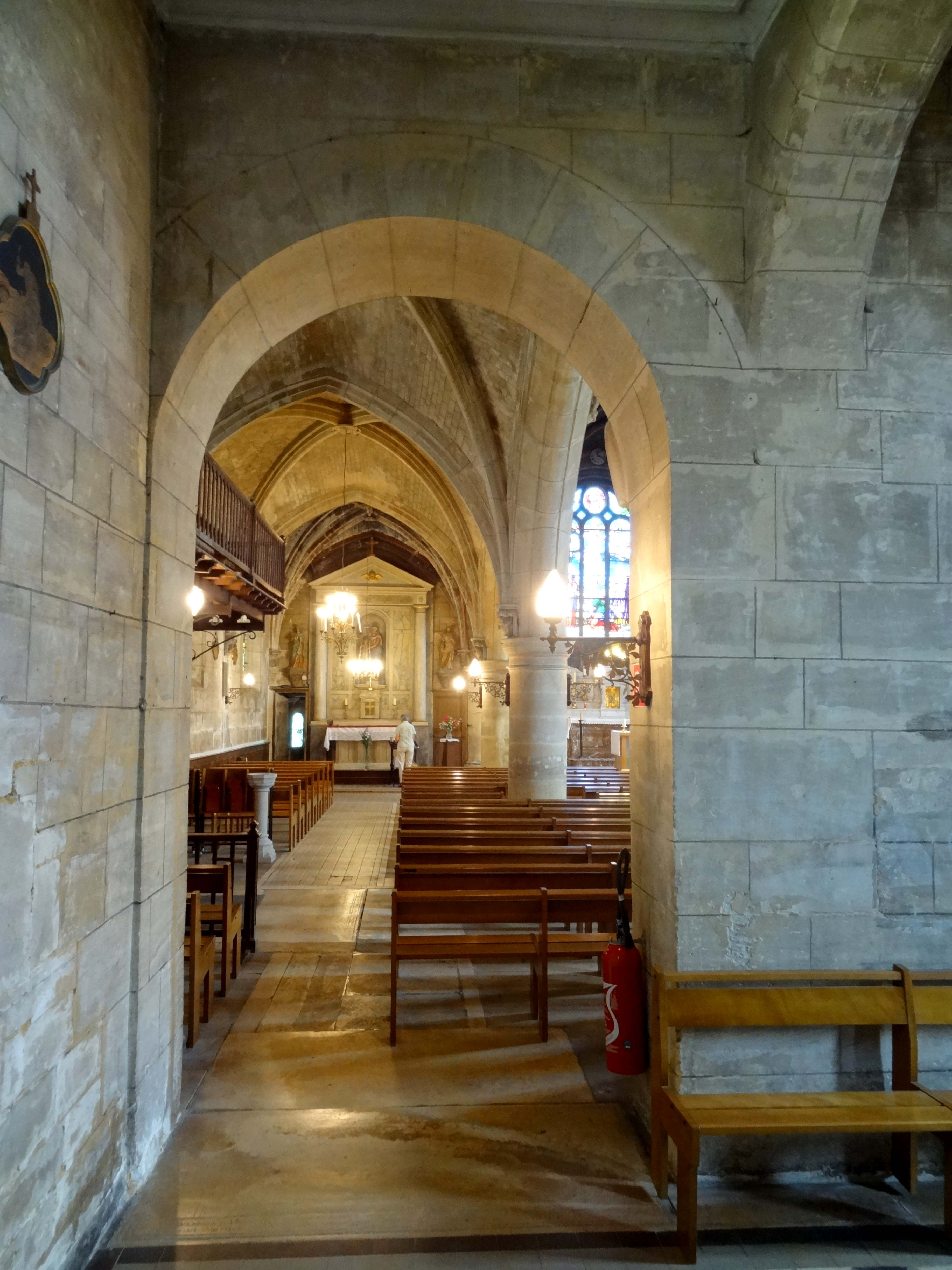
Bas-côté, vue vers l'est dans le collatéral.
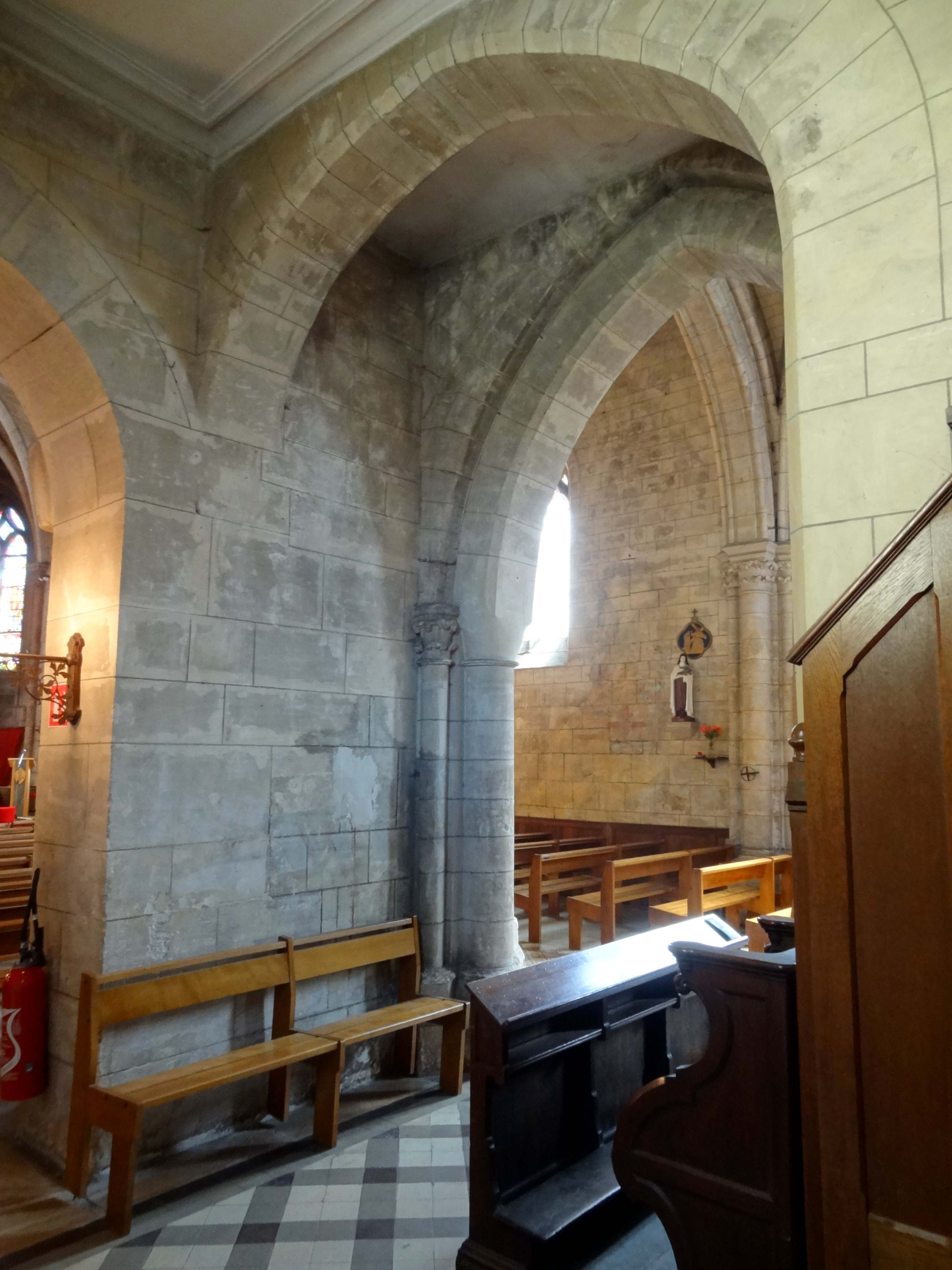
Demi-travée au nord du clocher, vers le sud-est.

#### Base du clocher

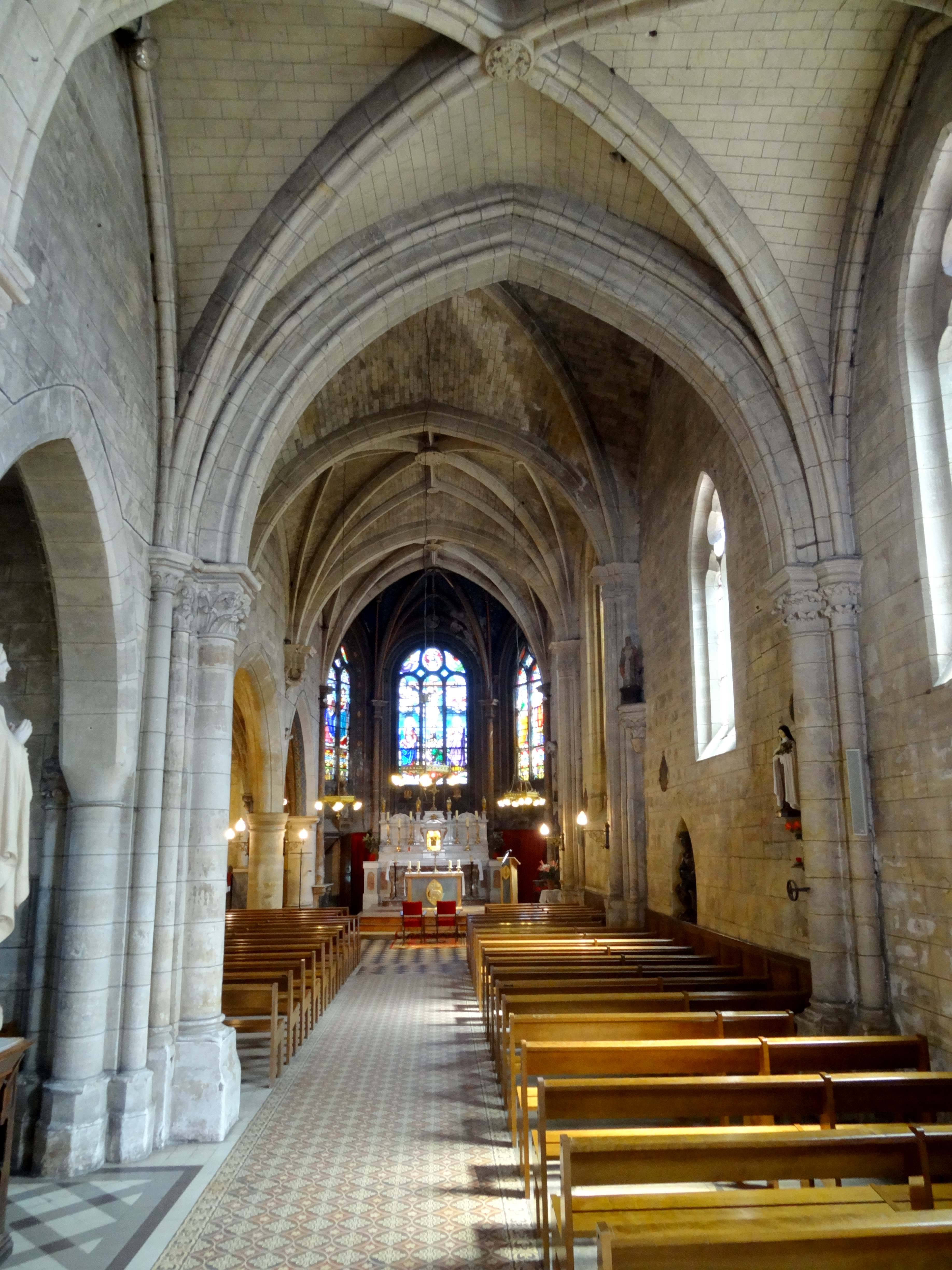
Vue vers l'est.

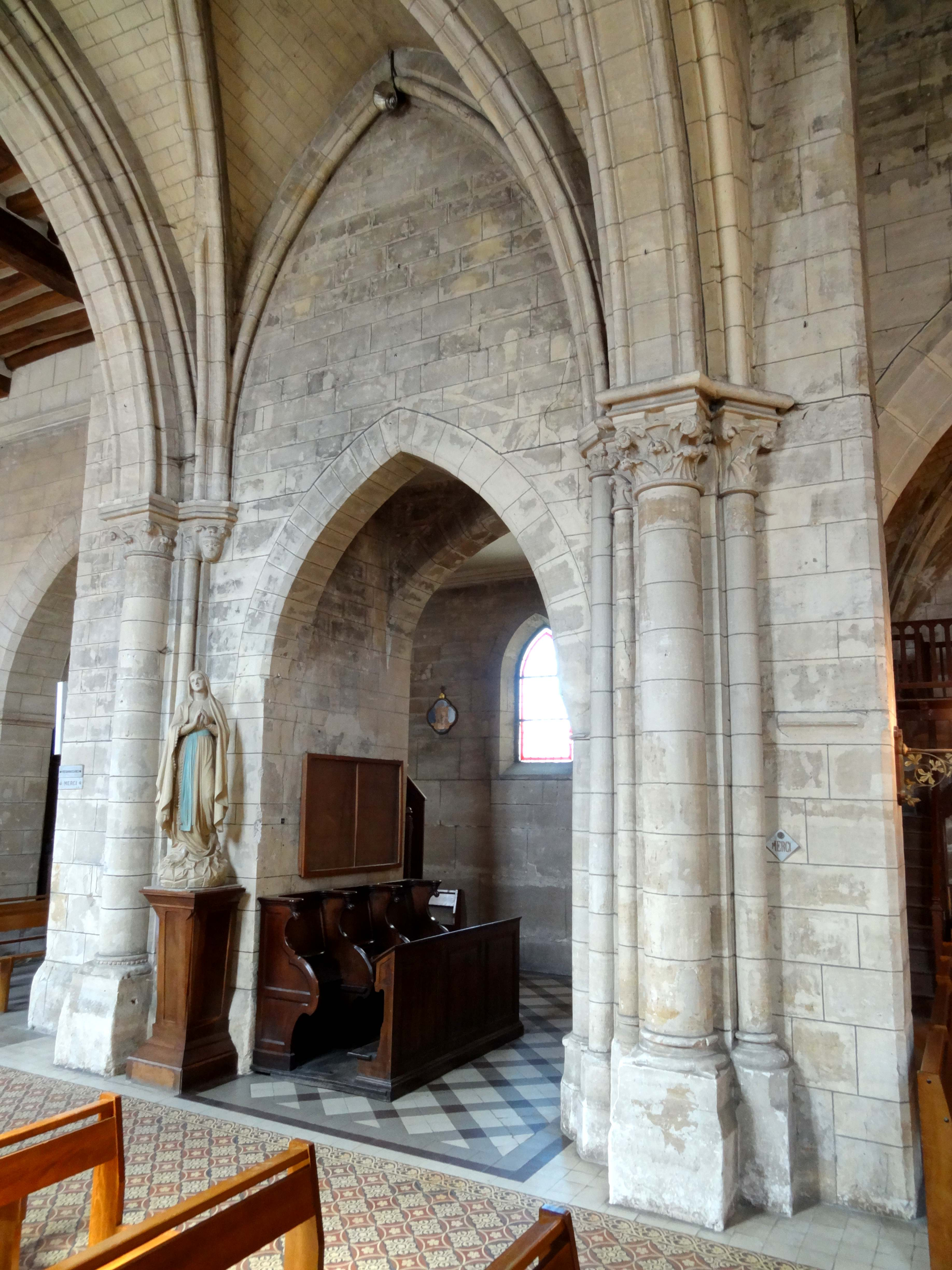
Vue vers le nord-ouest.

La base du clocher est de plan barlong dans le sens nord-sud, tout en étant moins large que le reste du vaisseau central. L'étage de beffroi est également de plan rectangulaire. Globalement, la travée apparaît comme une travée ordinaire voûtée d'ogives. S'il n'y avait pas de contreforts faisant saillie dans la nef et dans le chœur du côté nord, sa fonction en tant que base du clocher passerait inaperçue, car les supports ne sont pas renforcés. Tout au plus, les deux arcs-doubleaux sont-ils à double rouleau, mais cela se rencontre aussi à l'intersection entre deux campagnes de construction. La hauteur au sommet de la voûte est légèrement supérieure à la hauteur sous plafond de la nef, et d'un quart inférieure à la hauteur du chœur. Mais selon le projet initial, les travées du chœur devaient certainement être analogues à la base du clocher. En effet, la fenêtre de la première travée du chœur est identique, et on peut y observer les traces d'une ancienne voûte de la même hauteur. La Jacquerie, la guerre de Cent Ans et la reconstruction au XVIe siècle ont effacé toutes les autres traces de l'ancien chœur.
La voûte présente, dans les grandes lignes, les caractéristiques habituelles à la période de construction. Seulement sa clé de voûte se démarque. C'est un petit disque sculpté d'un homme vert ou homme feuillu en bas-relief. Ce motif est associé à la Renaissance, et la première travée du chœur possède également une clé de voûte sous la forme d'un disque sculpté d'une tête en bas-relief. Les deux sont sûrement contemporaines. Les ogives sont profilées de deux tores séparés par une gorge, comme dans la troisième travée de Crouy-en-Thelle, la quatrième travée de Bouillancy et Mareuil-sur-Ourcq, la base du clocher de Catenoy ou l'abside de Saint-Martin-des-Champs. Il y a, au nord et au sud, des arcs formerets en tiers-point moulurés d'un tore. Les rouleaux supérieurs des doubleaux sont analogues. Les rouleaux inférieurs affichent un méplat entre deux tores dégagés. De chaque côté, les doubleaux retombent sur une colonne engagée dans un dosseret, et deux colonnettes logées dans les angles rentrants. Au sud, ni les ogives, ni le formeret ne disposent de supports dédiés. Ce sont les ogives qui retombent directement sur les colonnettes. Les rouleaux supérieurs des doubleaux et le formeret se fondent dans l'ogive aux points de contact. Au nord, les rouleaux supérieurs des doubleaux n'ont pas à partager leurs supports. Ce sont les ogives et les formerets qui se partagent un cul-de-lampe, dans l'angle nord-ouest, et une colonnette à chapiteau, dans l'angle nord-est. Les supports proviennent de trois campagnes de construction différentes, comme l'indiquent les profils différents des tailloirs et la facture différente des chapiteaux. D'origine datent visiblement les supports au nord du doubleau occidental, et dans l'angle nord-est. Les tailloirs s'y composent d'une plate-bande, d'un cavet et d'un tore, et les chapiteaux sont sculptés de crochets, tandis que le cul-de-lampe arbore une tête humaine assez fruste. Au nord du doubleau oriental, les tailloirs accusent un gros tore fortement débordant, une gorge et une baguette, et les chapiteaux sont sculptés de plusieurs rangs de crochets. Les bordures des feuilles y comportent de petits enroulements, et les extrémités des crochets forment des volutes, mais ce qui est plus déroutant encore, sont les deux crochets superposés aux angles. Faute d'autres chapiteaux de ces caractéristiques dans l'église, et dans toute la région, l'on est tenté de conclure à une réfection néo-gothique. Enfin, au sud, les tailloirs présentent un tore, un cavet et une arête aigüe. Les tailloirs des colonnettes sont à angle coupé, ce qui correspond à un plan octogonal. Les chapiteaux affichent deux rangs de petites feuilles déchiquetées, qui évoquent le style du XIVe siècle. L'on note enfin le profil aigu des astragales, qui annonce le style flamboyant.
Les élévations latérales sont rapidement décrites. Au sud, la fenêtre, assez étroite, a le pourtour mouluré d'une gorge, comme dans la nef, et possède un remplage composé de deux lancettes à têtes trilobées surmontées d'un quatre-feuilles entre deux écoinçons ajourés. La modénature est fruste, avec des meneaux simplement chanfreinés, sans chapiteaux ou anneaux, ni bases, ce qui paraît cohérent avec la date des chapiteaux. Au nord, l'arcade vers la demi-travée insérée entre la base du clocher et le bas-côté est désaxée vers l'est (vers la droite). Elle n'est pas moulurée et a seulement les arêtes taillées en biseau. À gauche, l'arcade est dépourvue de support, et se fond directement dans un massif de maçonnerie. À gauche, elle retombe sur le chapiteau rudimentaire (tout juste épannelé) d'une colonne engagée, sans le biais d'un tailloir. Il paraît donc envisageable que l'arcade fut jadis plus aboutie, et la présence d'une colonnette à chapiteau dans l'angle sud-est de la demi-travée semble confirmer cette hypothèse. Si son tailloir se résume à un tore, elle est sinon identique aux colonnettes au sud des doubleaux du clocher, et était destinée à recevoir le doubleau supérieur de l'arcade, qui ne se distingue aujourd'hui plus du rouleau inférieur.

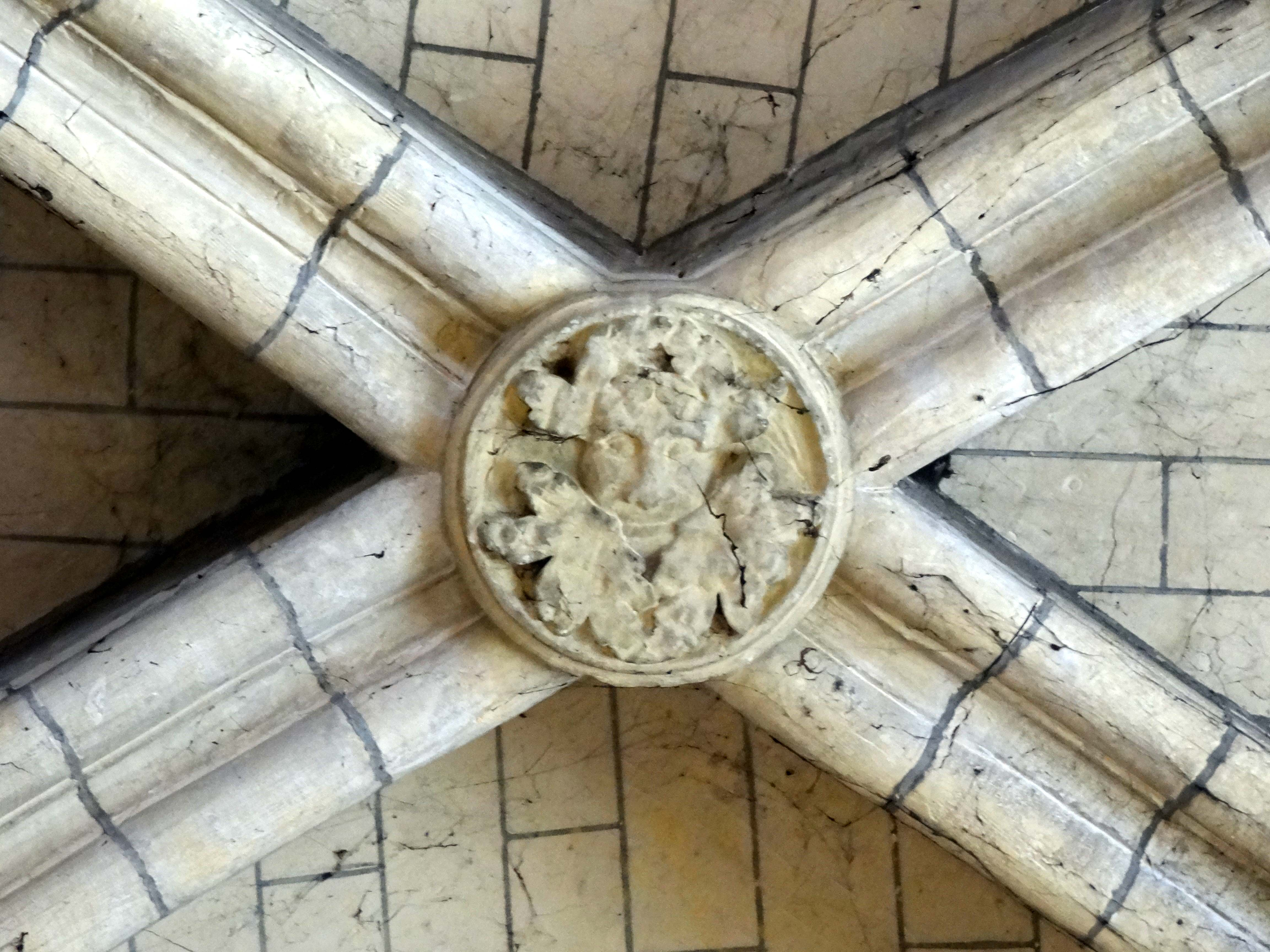
Clé de voûte refaite.
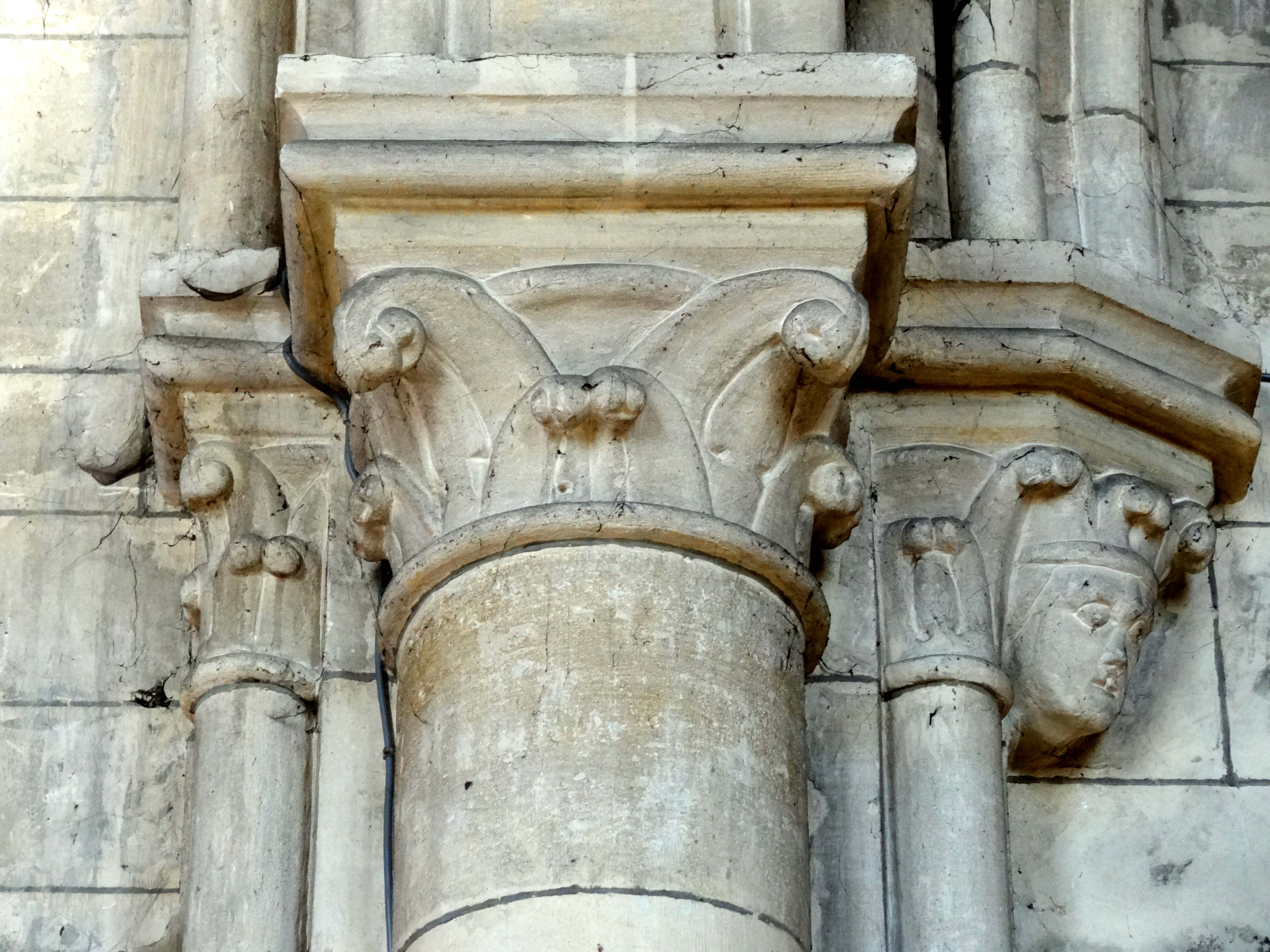
Chapiteaux du doubleau occidental, côté nord.
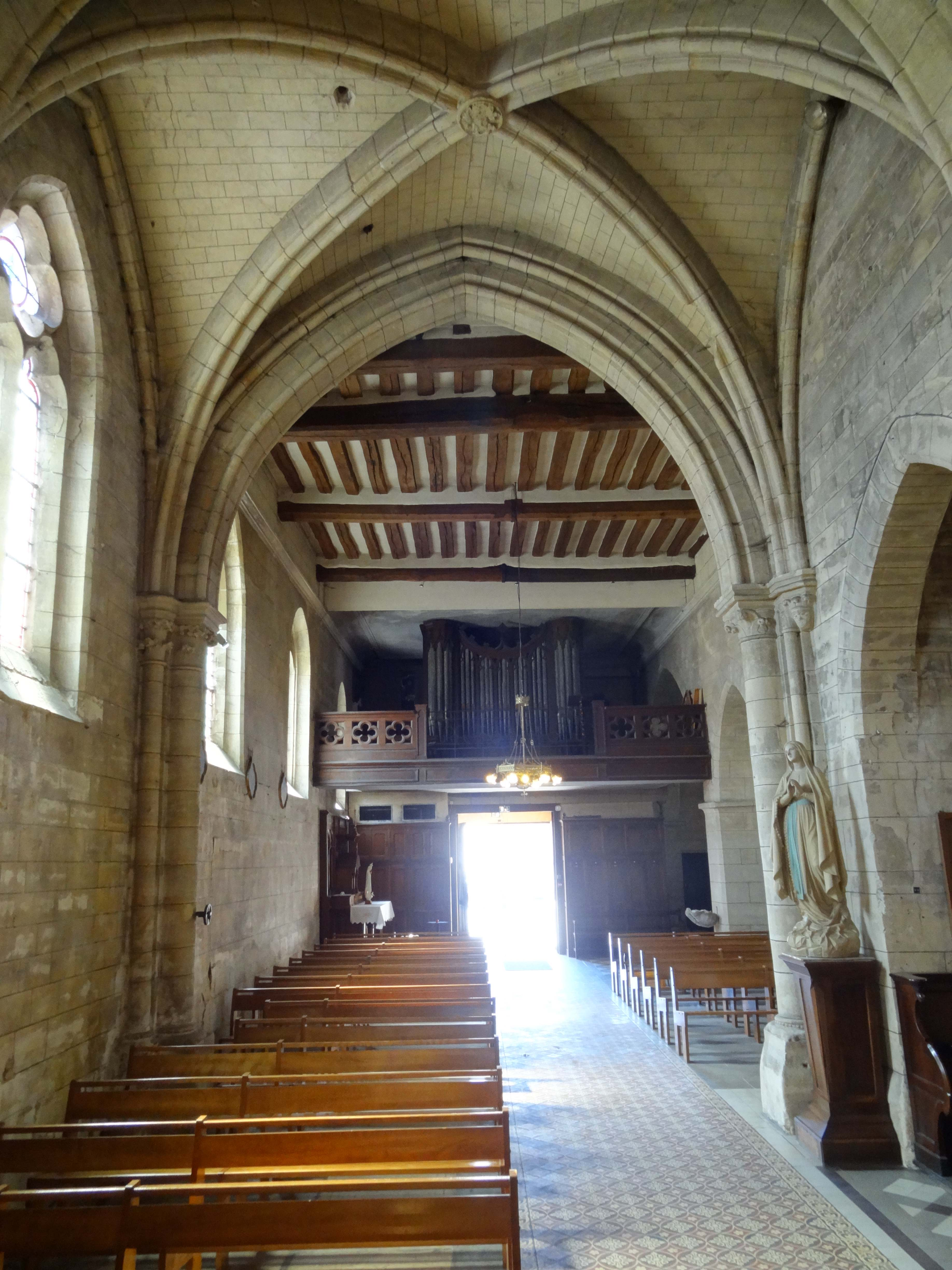
Vue vers l'ouest.
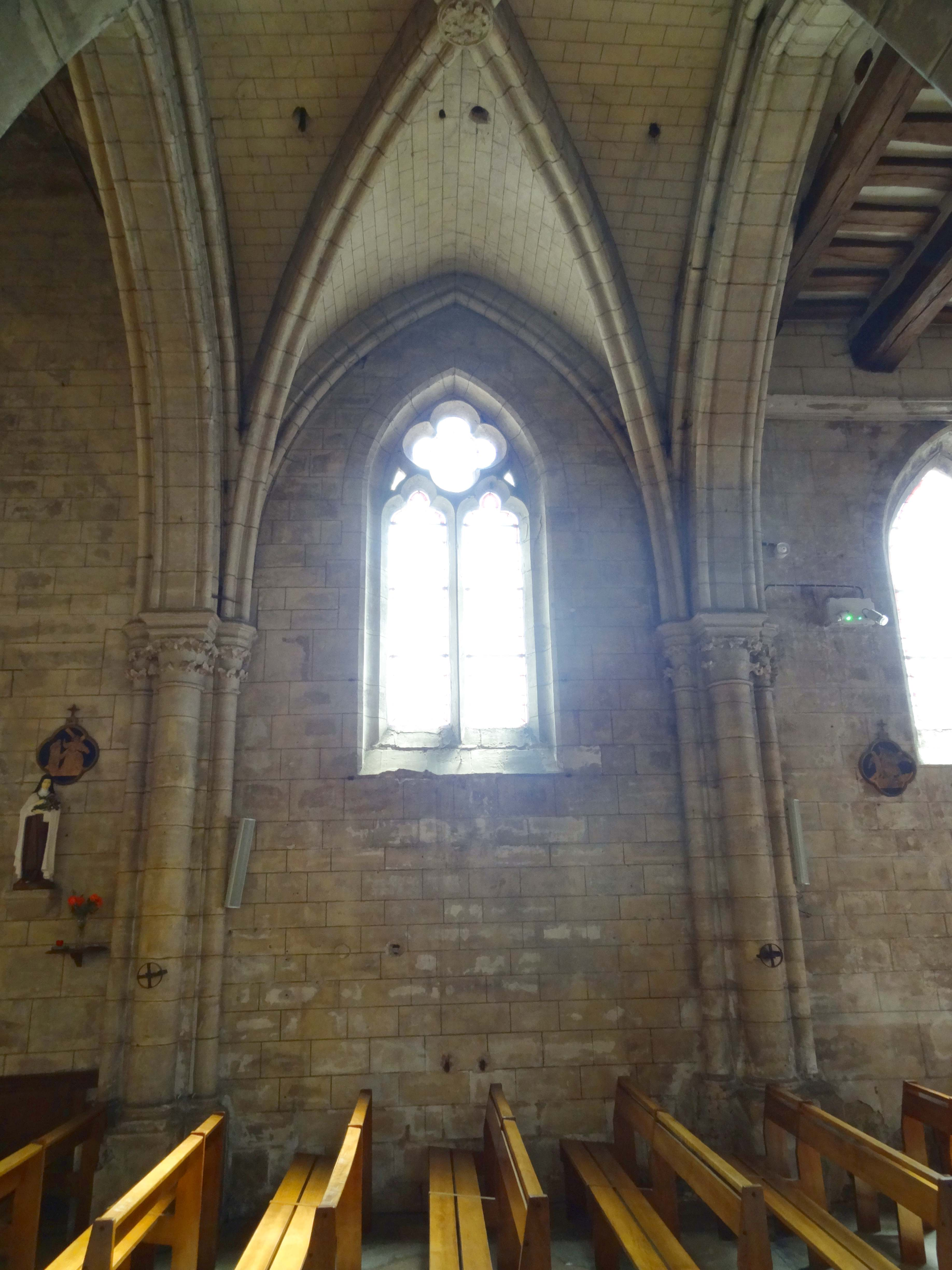
Vue vers le sud.
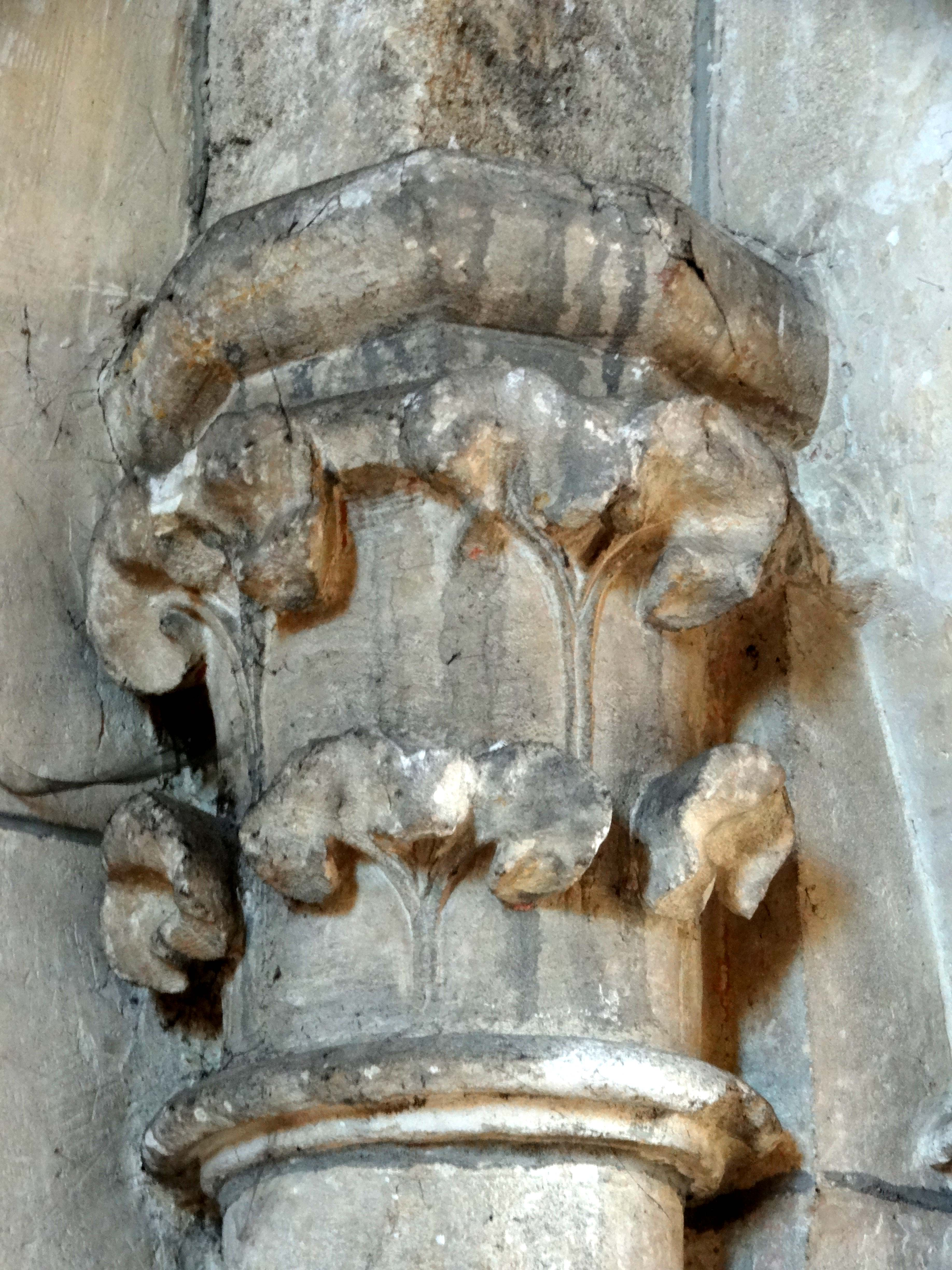
Demi-travée, chapiteau dans l'angle sud-est.
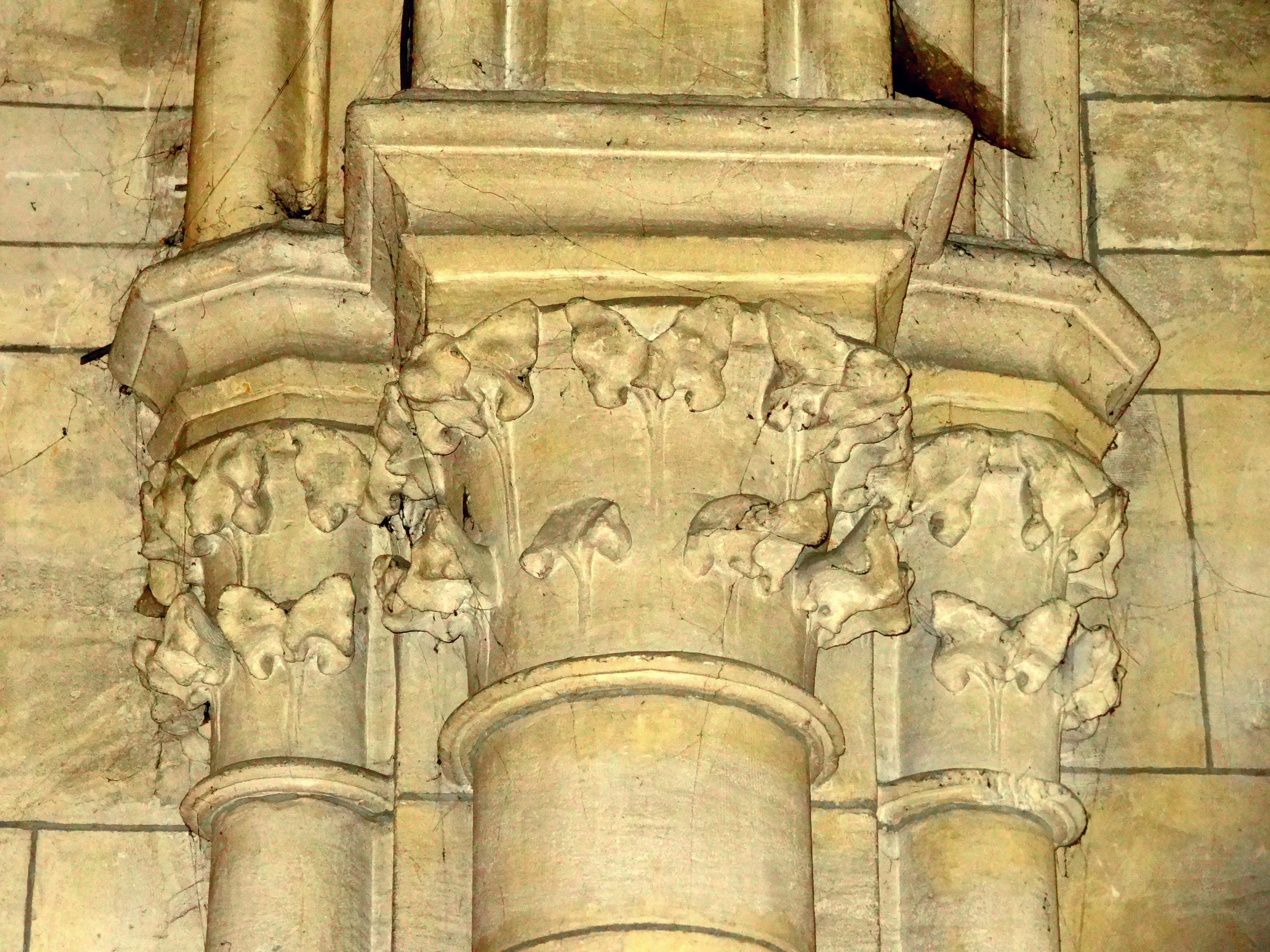
Chapiteaux du doubleau oriental, côté sud.

#### Chœur

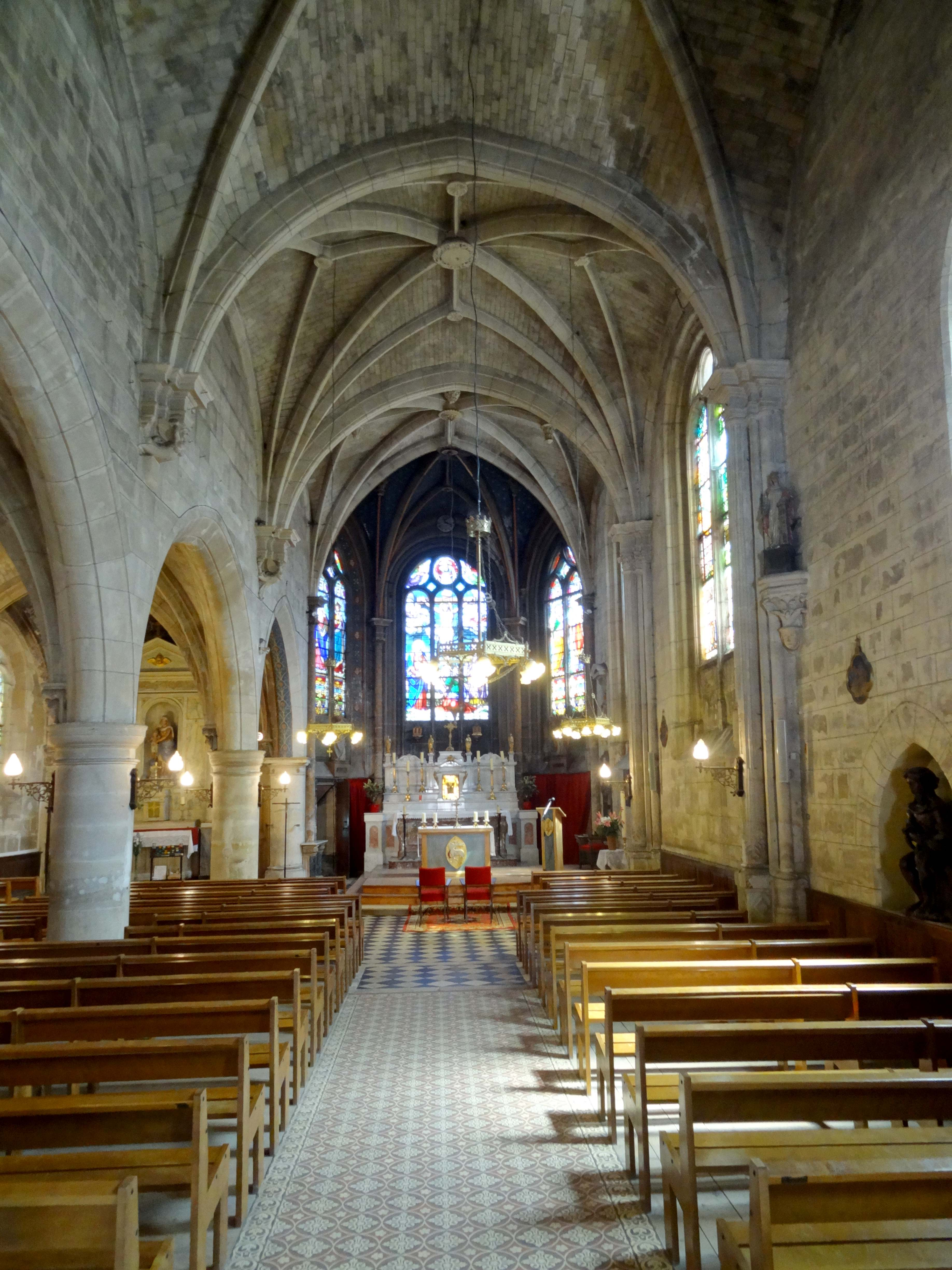
Vue vers l'est.

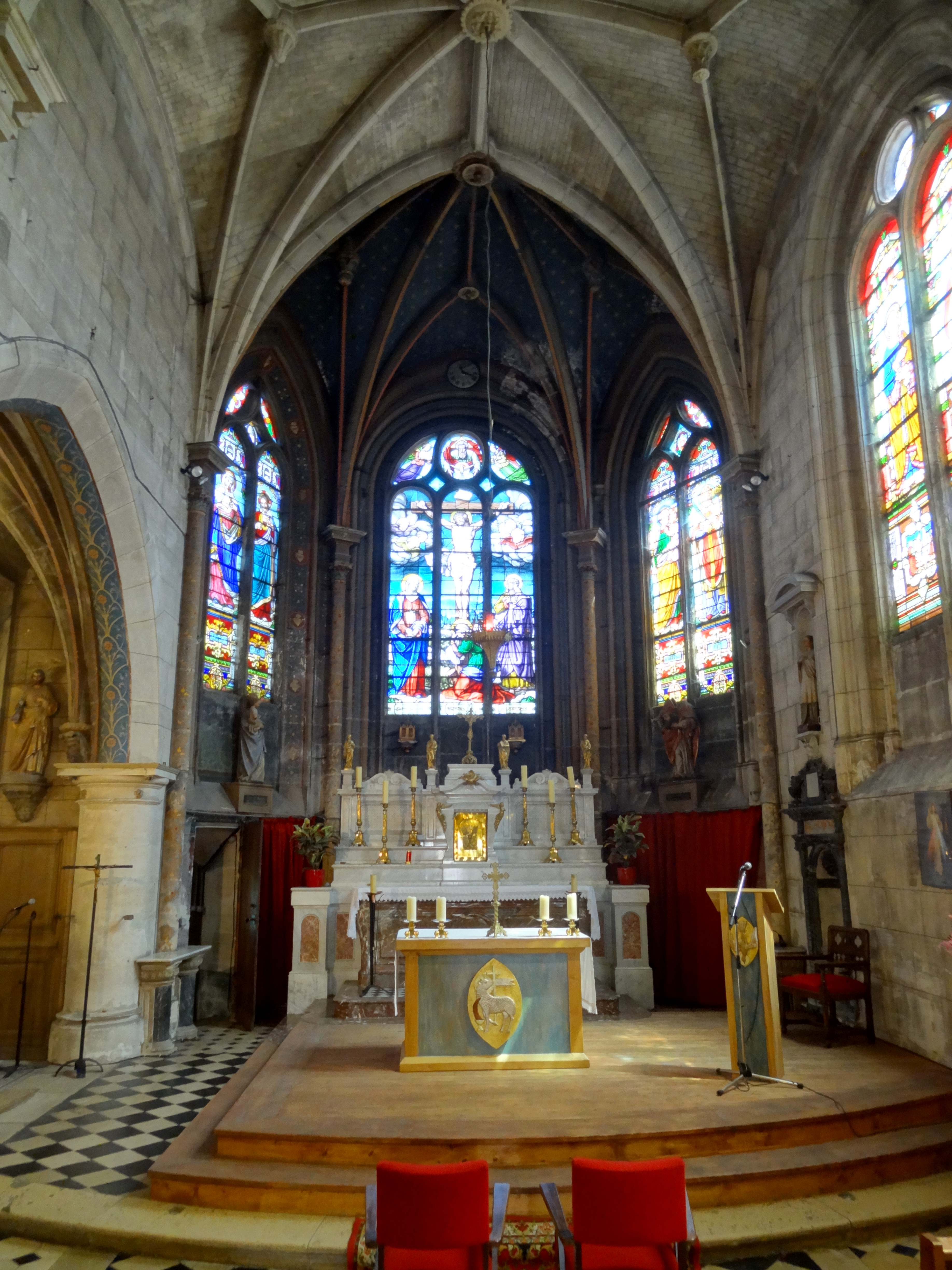
Vue vers l'est.

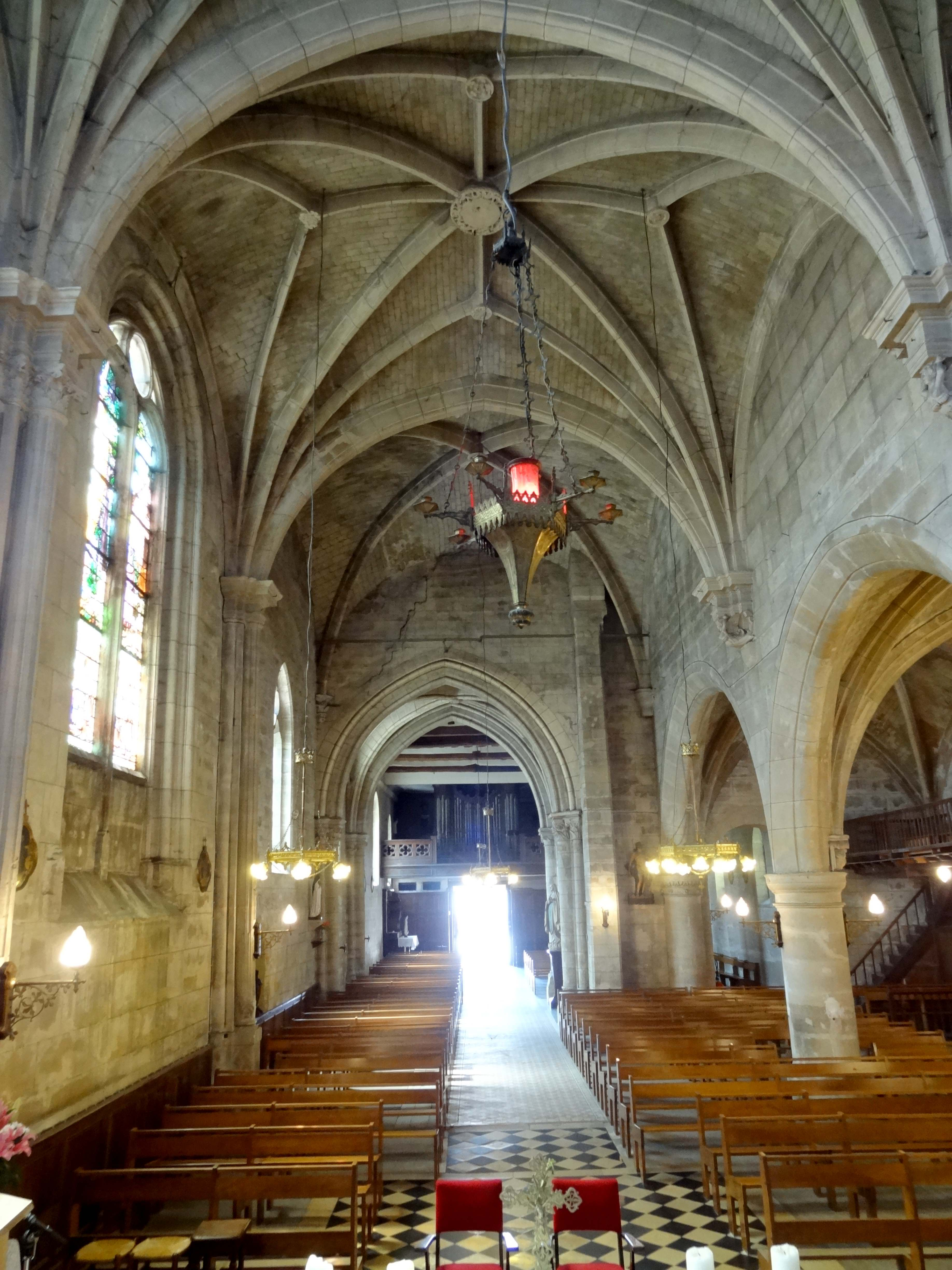
Vue vers l'ouest.

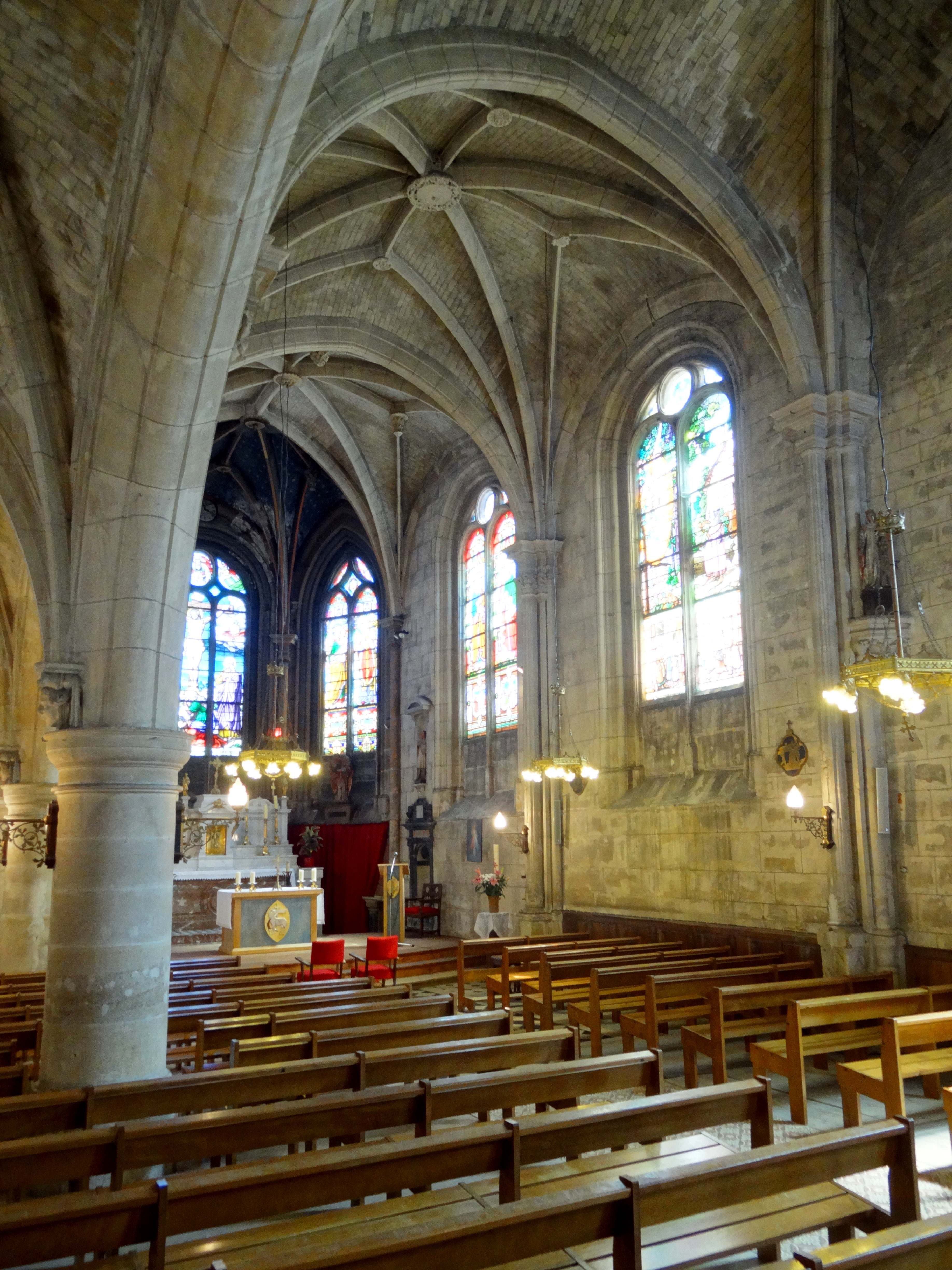
Vue diagonale vers le sud-est depuis le collatéral.

Le chœur est la plus grande parmi les cinq parties de cette église. Son architecture et son exécution sont soignées, bien que les proportions paraissent mal étudiées, notamment en ce qui concerne la faible hauteur des grandes arcades ouvrant sur le collatéral, et le plan carré des travées droites. Les arcades très basses font regretter l'absence de fenêtres hautes sur le deuxième niveau d'élévation, et les travées carrés donnent de larges pans de murs à côté des fenêtres, et enlèvent la tension entre arcs longitudinaux aigus et arcs transversaux moins aigus, qui fait partie de l'esthétique gothique. Le plan carré aurait permis le recours généralisé à l'arc en plein cintre, mais l'architecte du chœur de Neuilly-en-Thelle est resté fidèle à l'arc brisé, comme la plupart de ses confrères dans la région. Seulement les formerets des trois travées droites et la première grande arcade sont en plein cintre. Si le manque de place n'a pas permis de bâtir un chœur à double collatéral, ce qui a sans conteste l'avantage d'un meilleur éclairage du vaisseau central par la lumière naturelle, l'architecte n'a rien fait pour conférer au chœur un minimum de symétrie malgré le déséquilibre des élévations latérales. Ainsi, il fait retomber les chapiteaux sur des culs-de-lampe du côté nord, mais sur des colonnettes et dosserets du côté sud. Il ne semble pas être tenté par les nombreuses possibilités d'agencement qu'offrent les trois ordres dorique, ionique et corinthien, et esquive le défi de concevoir des supports dans le respect des règles de la superposition des ordres, dont la parfaite maîtrise distingue les meilleurs architectes de la Renaissance. Par conséquent, il n'y a aucune interaction entre les supports des hautes-voûtes et des grandes arcades, ce que seul l'originalité des culs-de-lampe permet de faire oublier. Avant d'entrer dans la description proprement dite du chœur du second quart du XVIe siècle, il convient encore de rappeler que la première travée conserve au sud une petite fenêtre analogue à celle de la base du clocher, et que l'arrachement d'une voûte comparable à celle de la base du clocher a laissé ses traces sur le mur méridional, que son badigeonnage et sa peinture en faux-appareil ne sont pas parvenus à effacer entièrement.
Les voûtes du chœur ont des nervures très saillantes, dont les arêtes sont taillées en biseau à 60° environ. Les profils méplats comme celui-ci ont la cote à la Renaissance, mais ils sont rarement aussi rudimentaires. Les formerets correspondent à la moitié des ogives. Il n'y a pas de formeret à l'ouest de la première travée, où la voûte est plaquée devant le mur plus ancien de la base du clocher. Les liernes et tiercerons, présents à partir de la deuxième travée, sont plus fines que les ogives. Dans la troisième travée toutefois, la lierne à l'est de la clé centrale et les deux tiercerons qui la relient aux deux angles nord-est et sud-est ont la même épaisseur que les ogives. La raison est l'absence de doubleau entre la troisième travée et l'abside, et la clé secondaire à l'est de la troisième voûte est ainsi en même temps la clé centrale de l'abside. Les doubleaux sont quant à eux nettement plus forts que les ogives. Leurs angles sont agrémentés par des quarts-de-rond, et leurs flancs sont garnis d'un bandeau plat près des voûtains. Les clés de voûte sont assez ordinaire. Dans la première travée, l'on trouve un médaillon affichant le portrait d'un homme aux oreilles surdimensionnées. Dans la deuxième travée, la clé centrale est un disque aujourd'hui vide, qui est entouré de volutes découpées à jour et d'un cordon tressé. Trois parmi les quatre clés secondaires sont des disques sculptés en bas-relief, dont deux affichent des fleurs très simples, et le troisième, un motif indéterminé, entouré d'un rang de perles. La quatrième clé secondaire est un tout petit disque flanqué de quatre volutes découpées à jour. Dans la troisième travée, la clé centrale est sculptée de feuillages dans le goût de la période flamboyante, faisant saillie devant un disque entouré d'oves d'une facture simple. Les trois clés secondaires à l'ouest, au nord et au sud sont légèrement pendantes, et sculptées de feuillages ou ornées de moulures, dans le goût de l'époque. La clé de voûte centrale de l'abside est un disque entouré d'une succession de petites volutes. Elle a été repeinte dans le cadre de la décoration de l'abside par une polychromie architecturale au XIXe siècle. Pour la voûte, cette polychromie prévoit un fond bleu nuit, rehaussé par de petites étoiles, et scandé par des lignes en or et en rouge, représentées par les nervures principales et les nervures secondaires. Les clés de voûte secondaires sont un disque qui a perdu sa sculpture, et deux petites clés pendantes.
On distingue dans le chœur quatre types de supports pour les hautes-voûtes. Ce sont une colonnette cannelée devant un large dosseret flanqué de deux minces colonnettes lisses, à l'intersection des travées droites, du côté sud ; des culs-de-lampe en face au nord ; des fines colonnettes lisses à l'intersection avec l'abside et dans les deux angles de l'abside ; et enfin un cul-de-lampe néo-gothique dans l'angle sud-ouest de la première travée. Il est du même style que les chapiteaux au nord du doubleau oriental de la base du clocher, avec donc des crochets superposés aux angles, et prend appui sur une petite tête. On pourrait ajouter dans l'énumération un cul-de-lampe parfaitement fruste dans l'angle nord-ouest de la première travée. Les colonnettes portent des chapiteaux corinthiens, et les dosserets sont sculptés à la façon de chapiteaux corinthiens au niveau des chapiteaux. Les chapiteaux et les dosserets portent quant à eux des sections d'entablement, qui se remarquent par la forte saillie de leur corniche, et non par leur décoration, qui se limite strictement aux moulures. Point de denticules, d'oves ou de perles. En ce qui concerne les supports à l'intersection des travées droites, ils ont des sections d'entablement à deux angles rentrants de part et d'autre de la face frontale, ou trois angles si l'on tient compte des angles avec le mur de fond. Cette disposition s'applique tout aussi bien au sud, où elle est justifiée par le nombre de supports, qu'au nord, où elle paraît superflue, car la retombée s'effectue sur un cul-de-lampe unique. Il faut dire que des deux côtés, l'ensemble des nervures retombe sur la tablette de la corniche de la section d'entablement du milieu. Les sections placées en retrait n'ont aucune fonction réelle. De ce fait, des colonnettes uniques ont suffi dans l'abside. Pour venir aux culs-de-lampe du nord, ce sont des cariatides en buste, qui émergent d'un décor de feuillages dissimulant leur corps en dessous de leur poitrine, et sont flanquées de volutes du chapiteau corinthien à gauche et à droite, en arrière-plan. Restent encore à évoquer les bases, qui sont dépourvues de griffes aux angles, et surtout les hauts socles des colonnettes et dosserets. Au sud des deux doubleaux intermédiaires, les socles de la colonnette cannelée du milieu sont décorés, sur leurs trois faces, de panneaux sculptés de losanges. Ce motif est plus habituel pour les pilastres. Les socles des colonnettes des formerets sont au plan d'un quart-de-rond, et agrémentés de quelques moulures.
Les élévations latérales sont marquées par les grandes arcades, au nord, et les fenêtres, au sud. Les arêtes des grandes arcades sont taillées en biseau, comme les nervures des voûtes, mais l'intrados est toutefois convexe. La retombée s'effectue sur de grosses colonnes doriques, dont le tailloir est profilé d'un listel saillant, d'une plate-bande et d'un quart-de-rond, et dont le chapiteau se résume à une frise aniconique délimitée supérieurement et inférieurement par une baguette. Seule la colonne engagée au début des grandes arcades possède un décor sculptée. Un rang d'oves et de dards et un cordon tressé s'y substituent au quart-de-rond de l'échine du tailloir, et la frise du chapiteau est sculptée de roses. Les fenêtres à partir de la deuxième travée ont un remplage Renaissance. Seulement la baie d'axe du chevet est à trois lancettes, bien que la place aurait été suffisante pour des baies plus larges du côté sud. Les baies des pans obliques de l'abside sont curieusement en tiers-point. Les autres sont en plein cintre. Au sud, le remplage est constitué de deux formes en plein cintre surmontées d'un petit oculus entre deux écoinçons ajourés. Au sud-est et au nord-est de l'abside, le réseau des baies affiche deux formes en plein cintre surmontées d'un petit losanges entre deux mouchettes. Le réseau de la baie d'axe en est dérivée : les trois formes en plein cintre sont surmontées de deux petits losanges, et d'un oculus allongée entre deux mouchettes. La modénature du pourtour est plus élaborée que ne le présage la simplicité de la modénature des nervures des voûtes et des grandes arcades. Chacune des formes est entourée d'une fine arête saillante. L'ébrasement est garni de deux tores dégagés, qui vont tout autour, et rappellent les colonnettes à chapiteaux et archivoltes qui décoraient les fenêtres au XIIIe siècle, d'autant plus que l'arête et les tores ont des bases ébauchées. Ce type de décor est atypique pour une période aussi avancée que le second quart du XVIe siècle, quand les fenêtres sont souvent entourées de moulures au profil méplat, ou d'une doucine. Sur toutes les baies, le panneau inférieur des verrières a été remplacé par un carreau de plâtre.

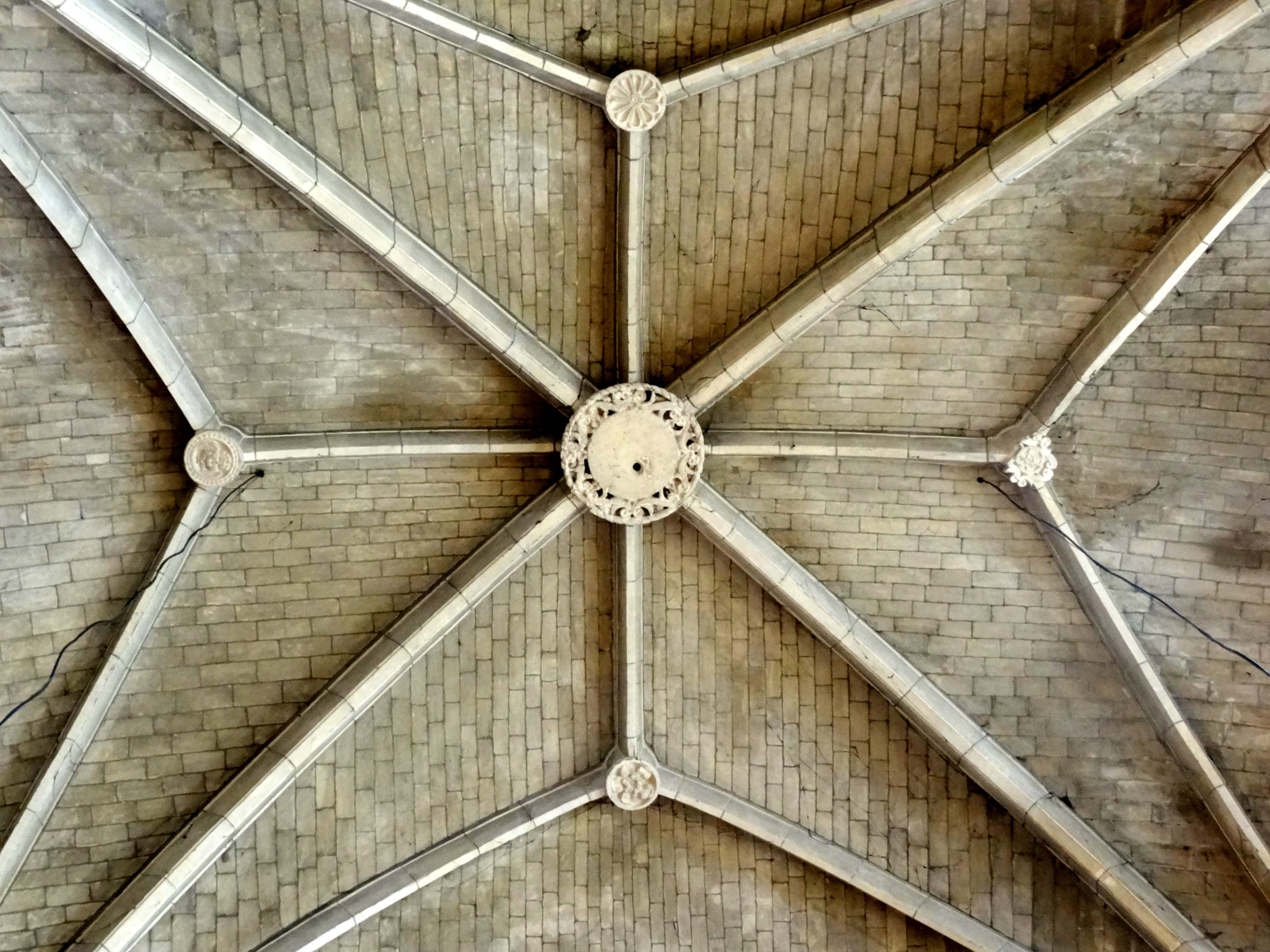
Voûte de la 2e travée.
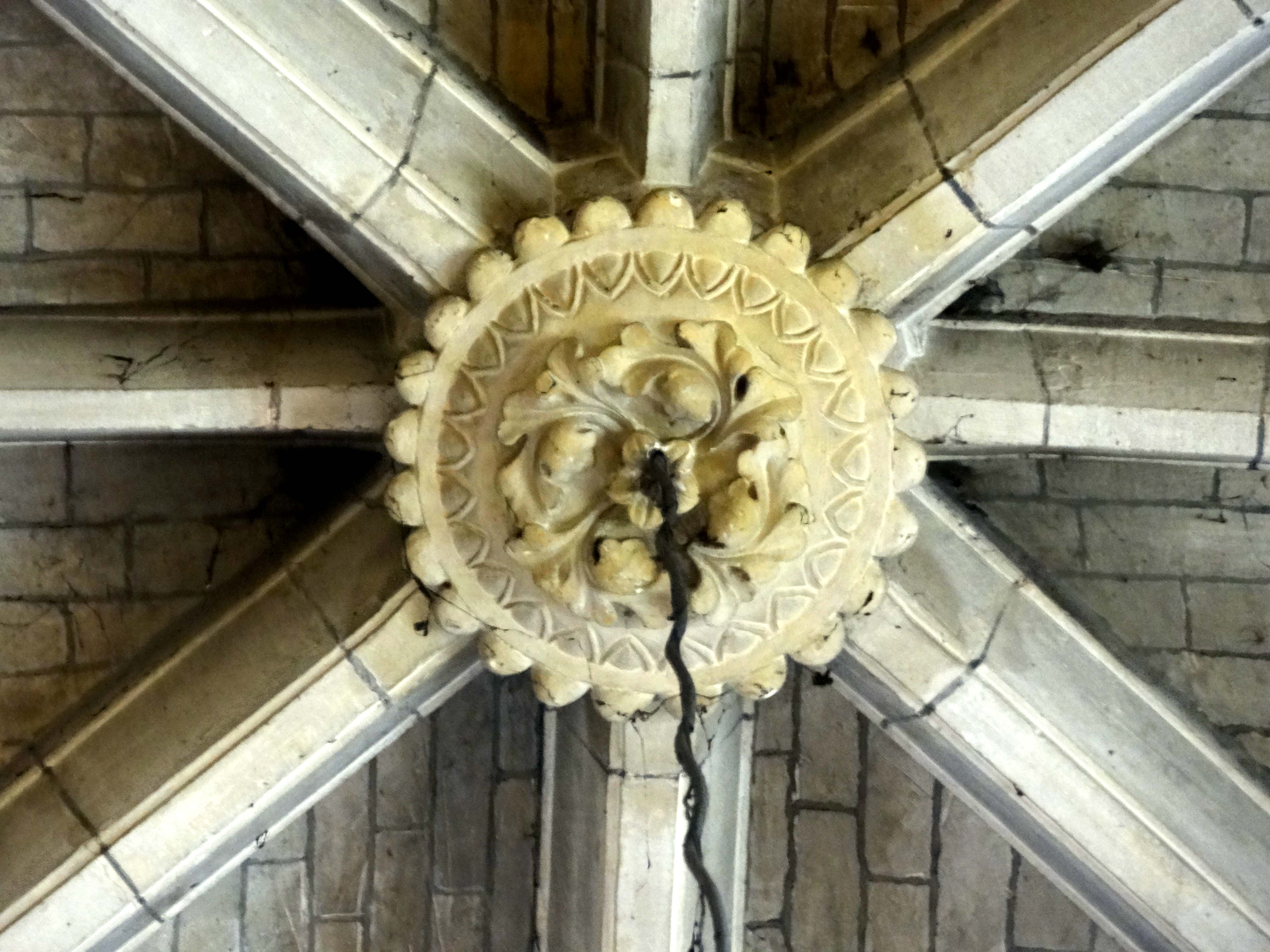
Clé de voûte centrale de la 3e travée.
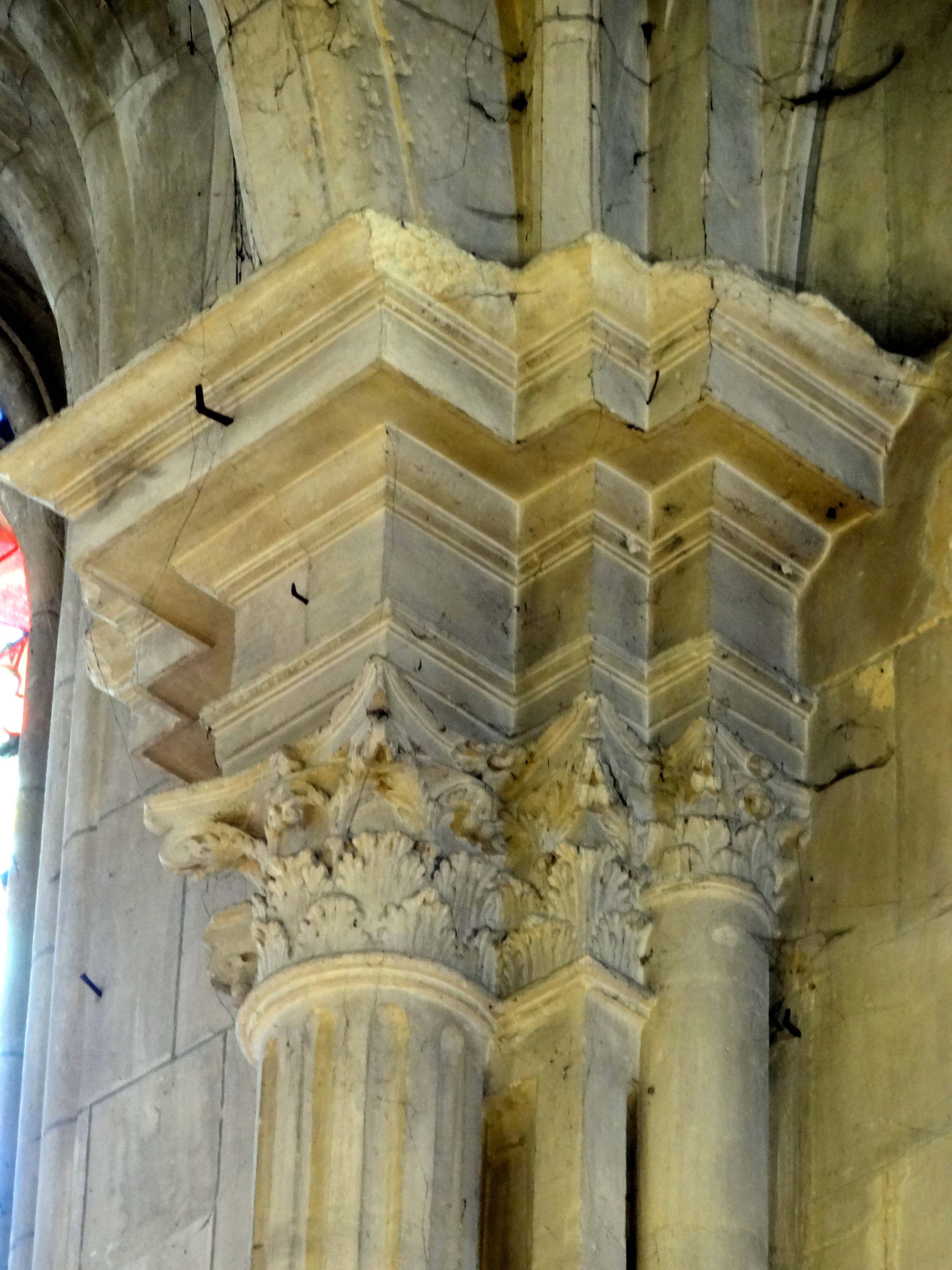
Chapiteaux  du 2e doubleau, côté sud.
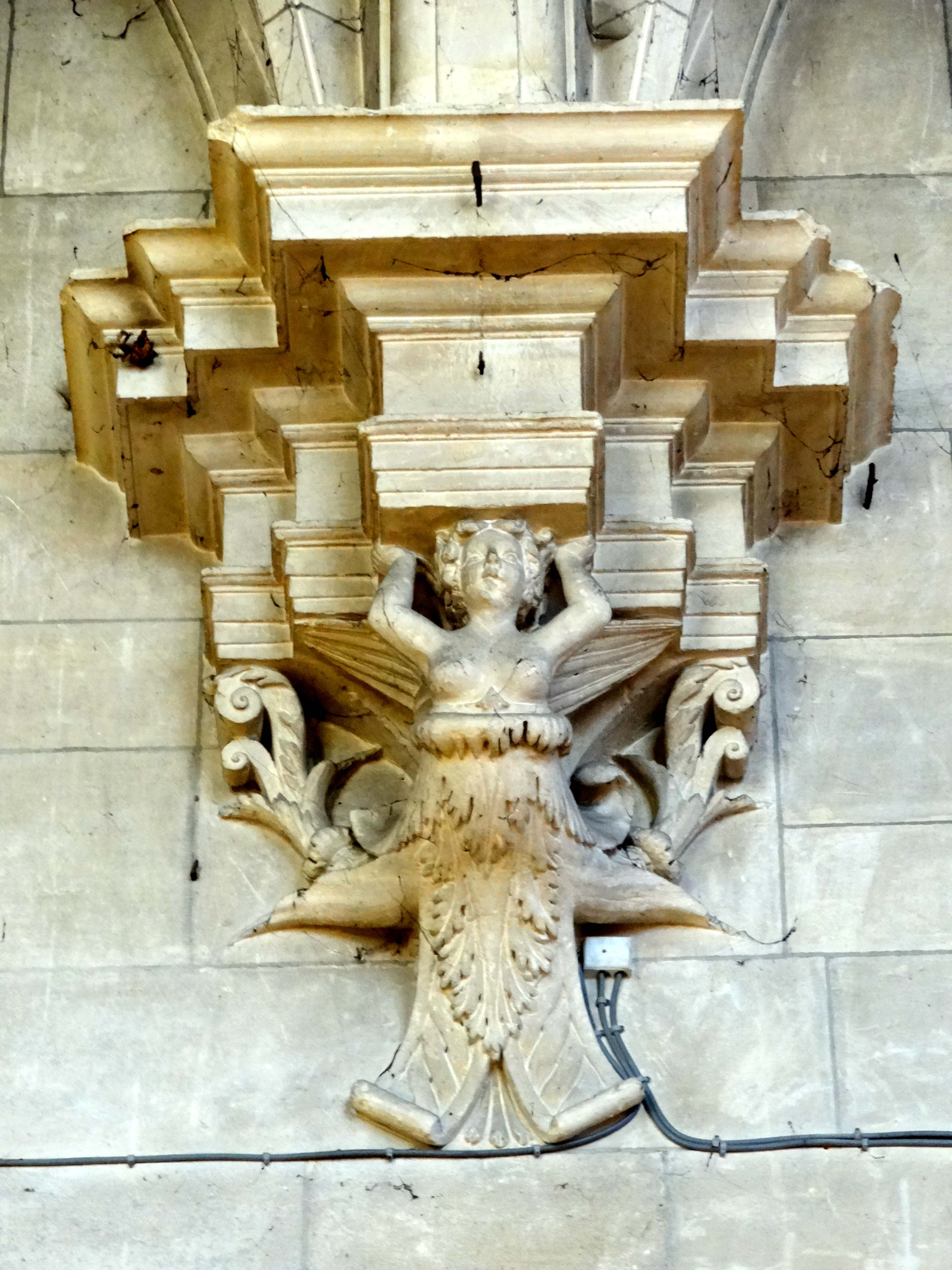
Console du 2e doubleau, côté nord.
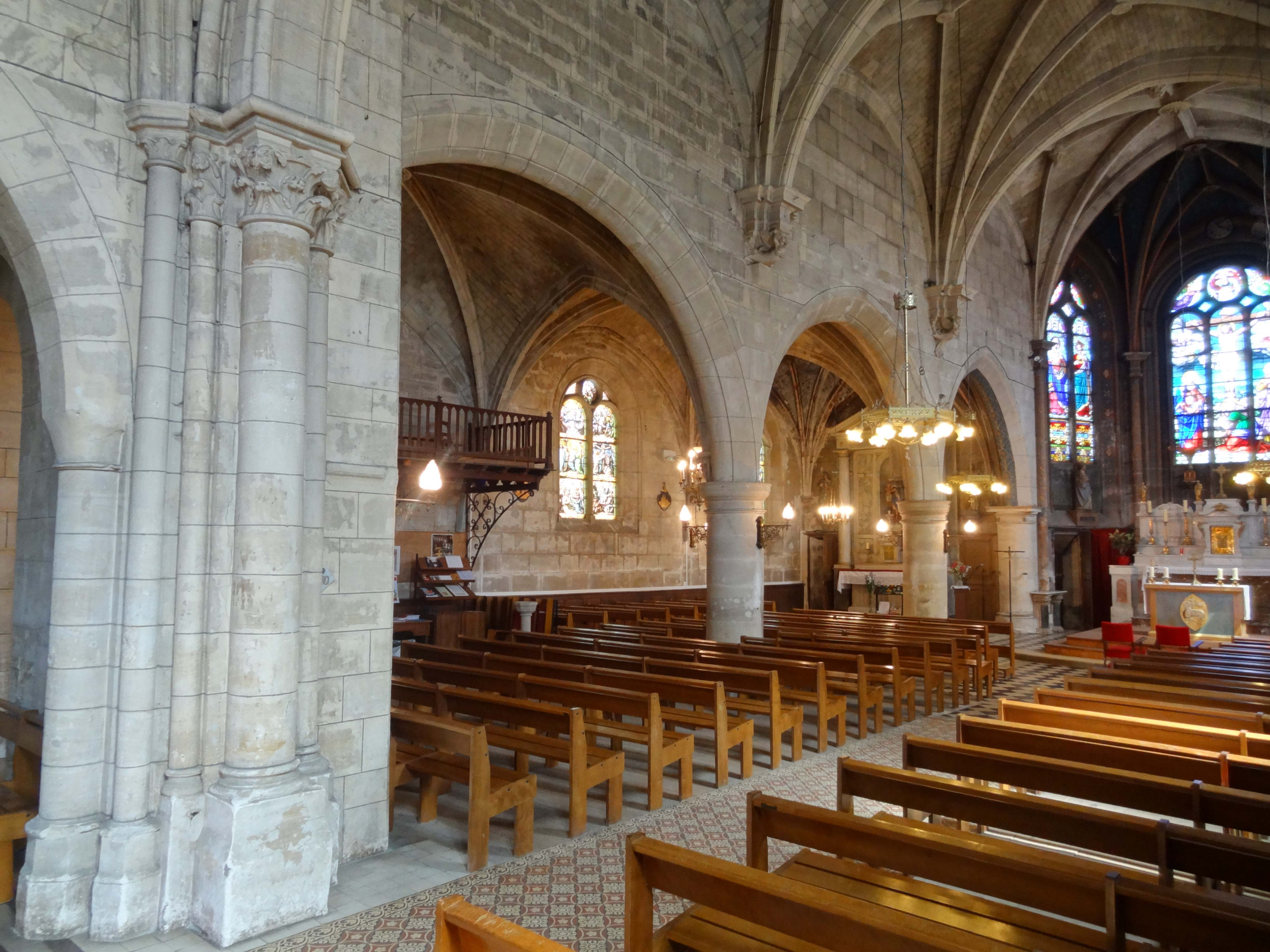
Vue vers le nord-est.
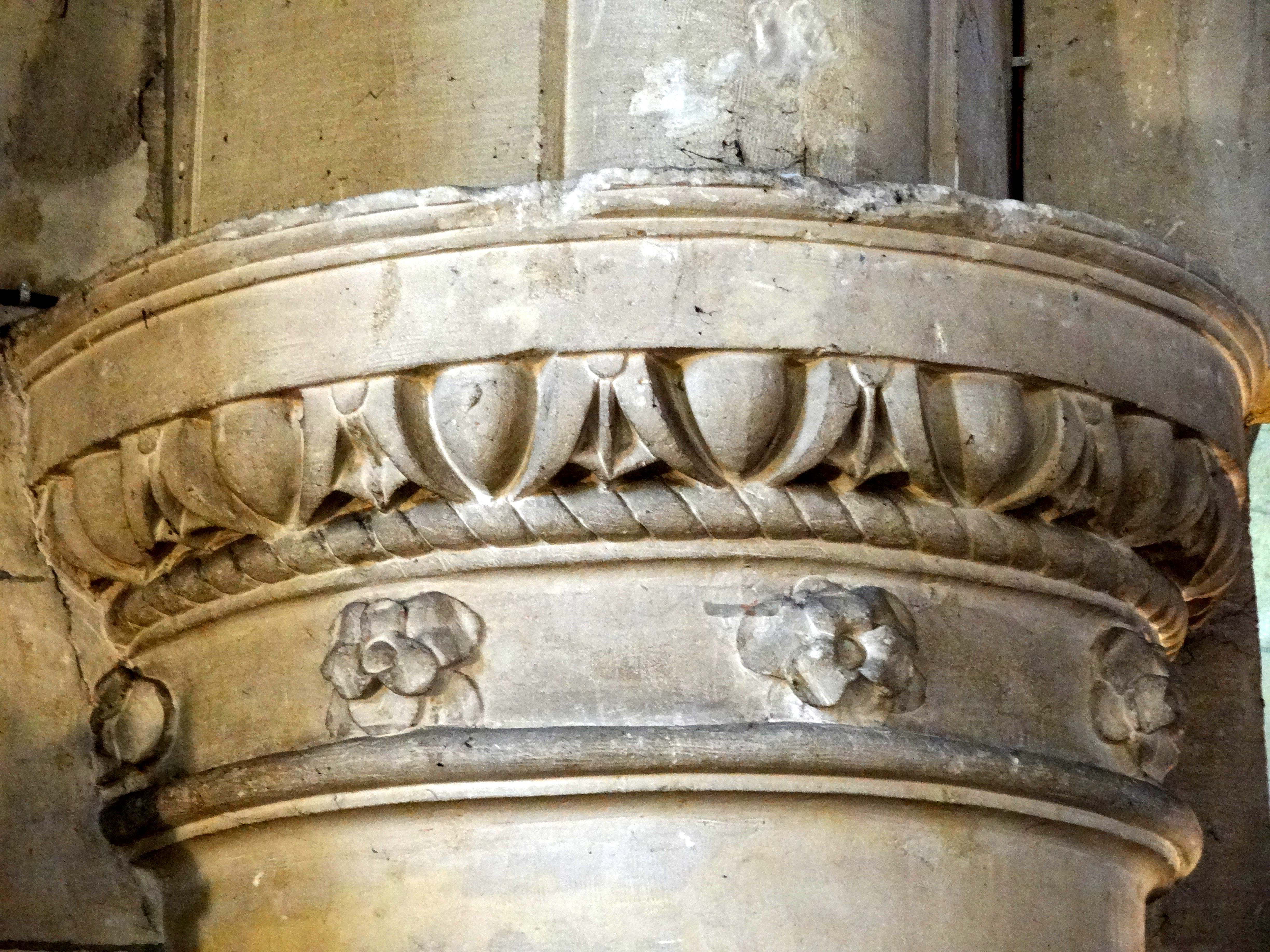
Chapiteau au début des grandes arcades.

#### Collatéral

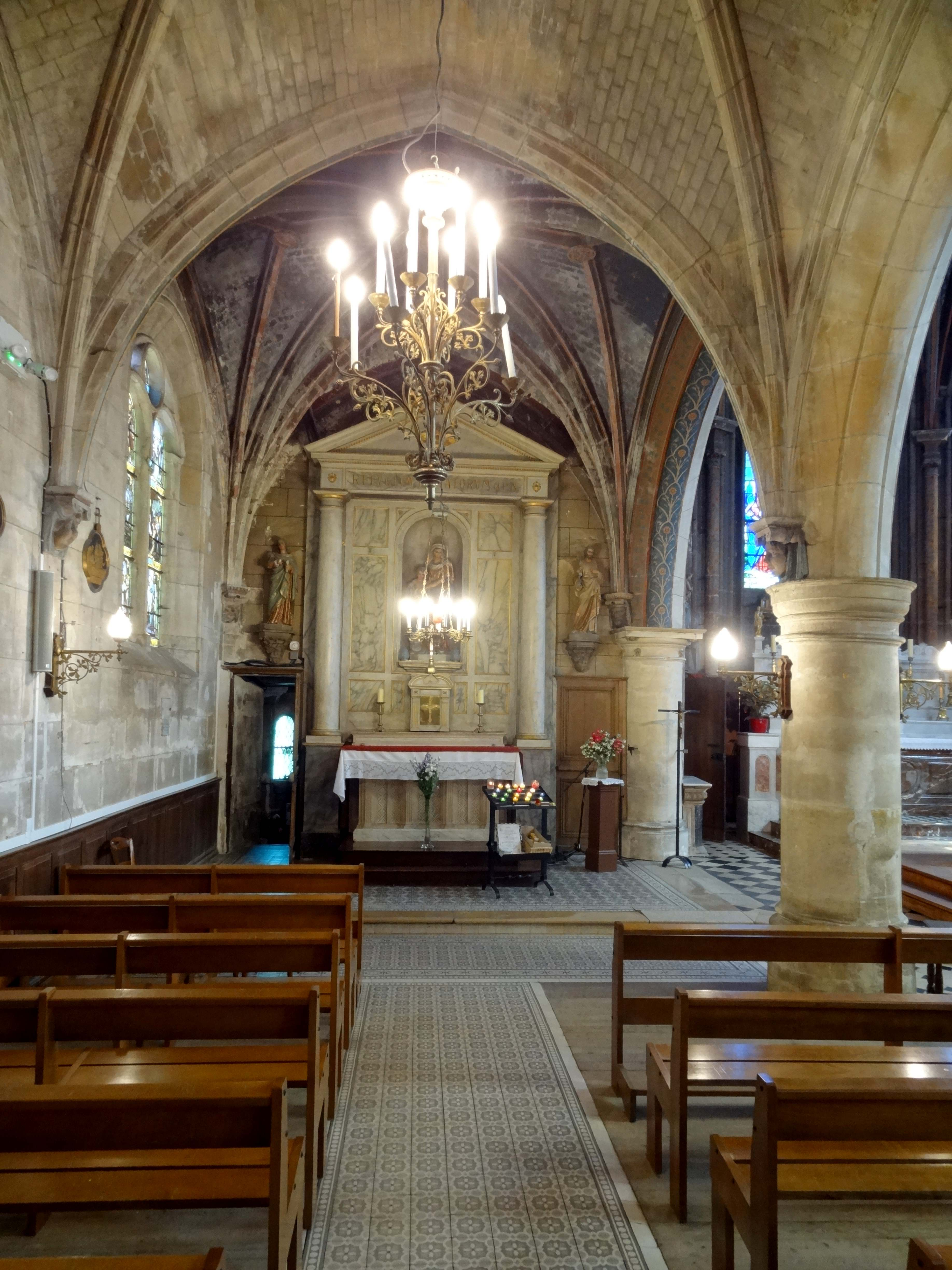
Vue vers l'est.

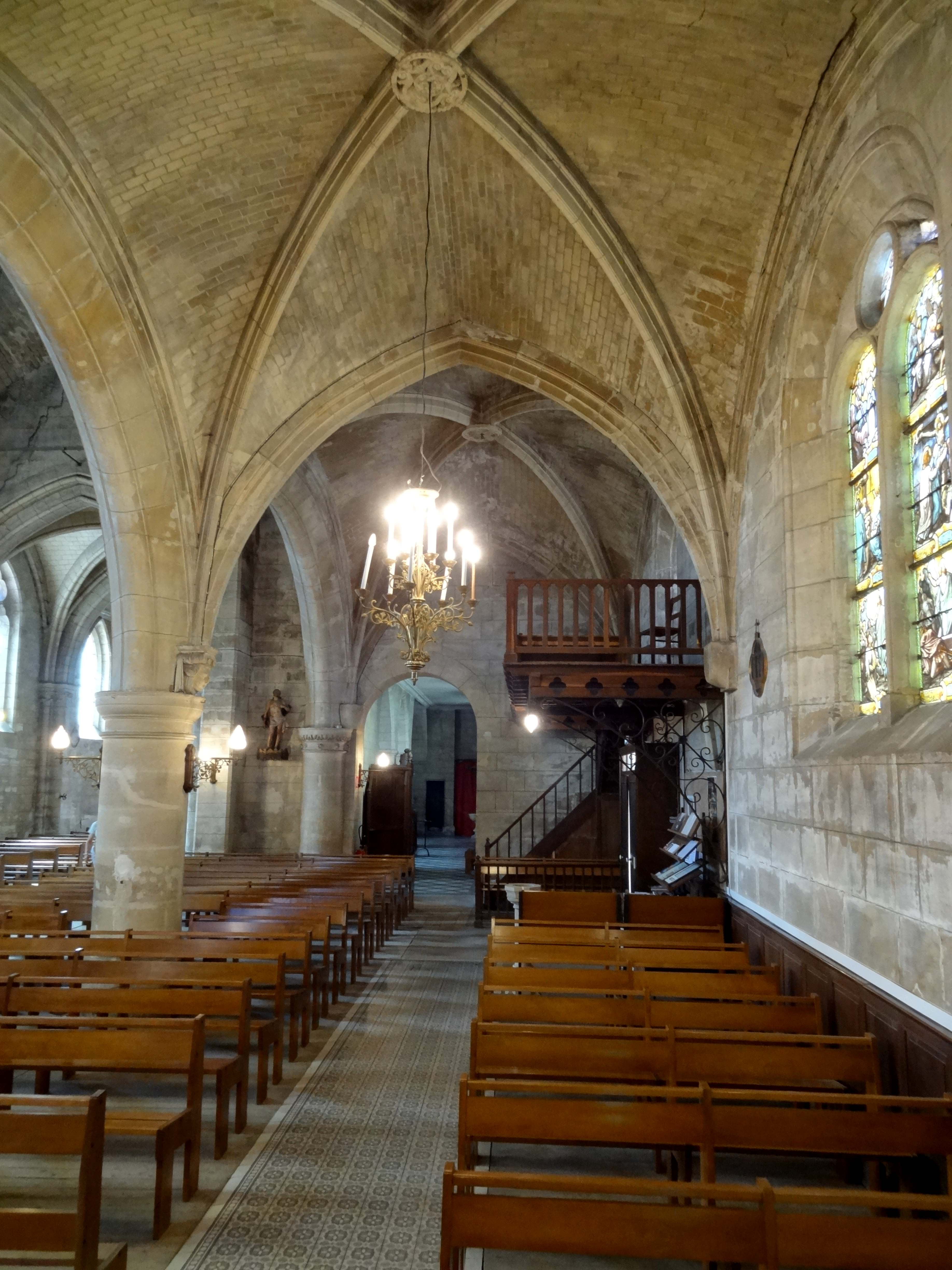
Vue vers l'ouest.

Le collatéral du chœur est de hauteur moyenne, et se compose de trois travées barlongues dans le sens longitudinal, ce qui favorise une bonne continuité visuelle vers le sanctuaire. La large ouverture des grandes arcades est donc une conséquence positive du plan carré des travées droites du vaisseau central du chœur. Elle donne aussi une certaine légèreté à l'architecture du collatéral. Cette partie de l'église ne semble pas être issu de la même campagne de construction que le chœur, car la modénature est différente. Elle est plus conforme à ce que l'on attend d'une église de la Renaissance, ce qui n'empêche pas que l'inspiration vient davantage du style flamboyant que de l'antiquité. Ainsi, les ogives ont leurs arêtes adoucies par un quart-de-rond, et sont flanquées de deux arêtes, ce qui donne un profil autrement complexe que dans le vaisseau central. Les doubleaux accusent un profil méplat, et présentent deux ressauts de chaque côté, dont un adouci par un quart-de-rond. Les formerets sont analogues à la moitié des doubleaux, et non à la moitié des ogives, comme le veut l'usage. Deux voûtes sont établies sur des croisées d'ogives simples, et la troisième adopte le dessin conventionnel à liernes et tiercerons, à l'instar de la deuxième et de la troisième travée du chœur. Les clés de voûte des deux premières travées sont des disques découpés à jour, que l'on voit aussi dans le vaisseau central. Ils sont le fruit de la remise au goût du jour des découpages flamboyants grâce à la substitution des accolades, soufflets et trilobes par des volutes, des vases de fruits, des perles et des fleurs. Les cinq clés de la voûte à liernes et tiercerons rappellent la deuxième travée du chœur. L'on cherchera donc en vain des clés pendantes dans ce collatéral.
Les fenêtres à deux formes en plein cintre surmontées d'un oculus entre deux écoinçons ajourés, semblables à celles en face au sud, n'ont-elles pas leurs formes entourées d'une arête saillante, mais d'un tore, et leur ébrasement est entouré d'un seul tore, plus discret, et non des colonnettes et archivoltes pseudo-gothiques. Comme dans le chœur, la première travée fait figure de parent pauvre, et doit se contenter d'une petite baie en plein cintre sans remplage au-dessus du portail latéral. Dans le même ordre idées, la voûte y retombe sur des culots frustes dans les angles sud-ouest, nord-ouest, et au nord du premier doubleau, à l'instar de l'angle nord-ouest du chœur. Cet état des choses est certainement le fruit du vandalisme révolutionnaire. Les consoles au sud de ce même doubleau, de part et d'autre du deuxième doubleau, et dans les angles de chevet, sont en revanche les éléments du collatéral qui retiennent particulièrement l'attention. Elles reçoivent toutes les nervures des voûtes à la fois, ce qui, au sud, n'est pas tout à fait logique, puisque les grosses colonnes doriques des grandes arcades y auraient pu remplir cette mission. Les trois premières consoles se composent d'un tailloir sous la forme d'une tablette biseautée ; d'un chapiteau ionique réduit à sa plus simple expression ; et d'une tête de femme assez gracieuse sculptée en haut-relief, qui se détache devant des draperies. Les deux consoles dans les angles nord-est et sud-est ont des tailloirs ornés d'oves et de dards, et les coussinets des chapiteaux ioniques regardent curieusement vers les faces latérales du chapiteau. Les têtes appartiennent ici à des hommes barbues au visage peu amène, qui semblent regarder avec circonspection l'autel et retable de la Vierge Marie qu'ils encadrent. Malheureusement, seule la première console a été épargnée par la polychromie architecturale du XIXe siècle de la troisième travée. En même temps, la question de l'authenticité des cinq consoles à têtes humaines s'impose, mais la présence de têtes similaires à l'extérieur du chevet tend à confirmer qu'il s'agit bien d'œuvres originales du XVIe siècle.

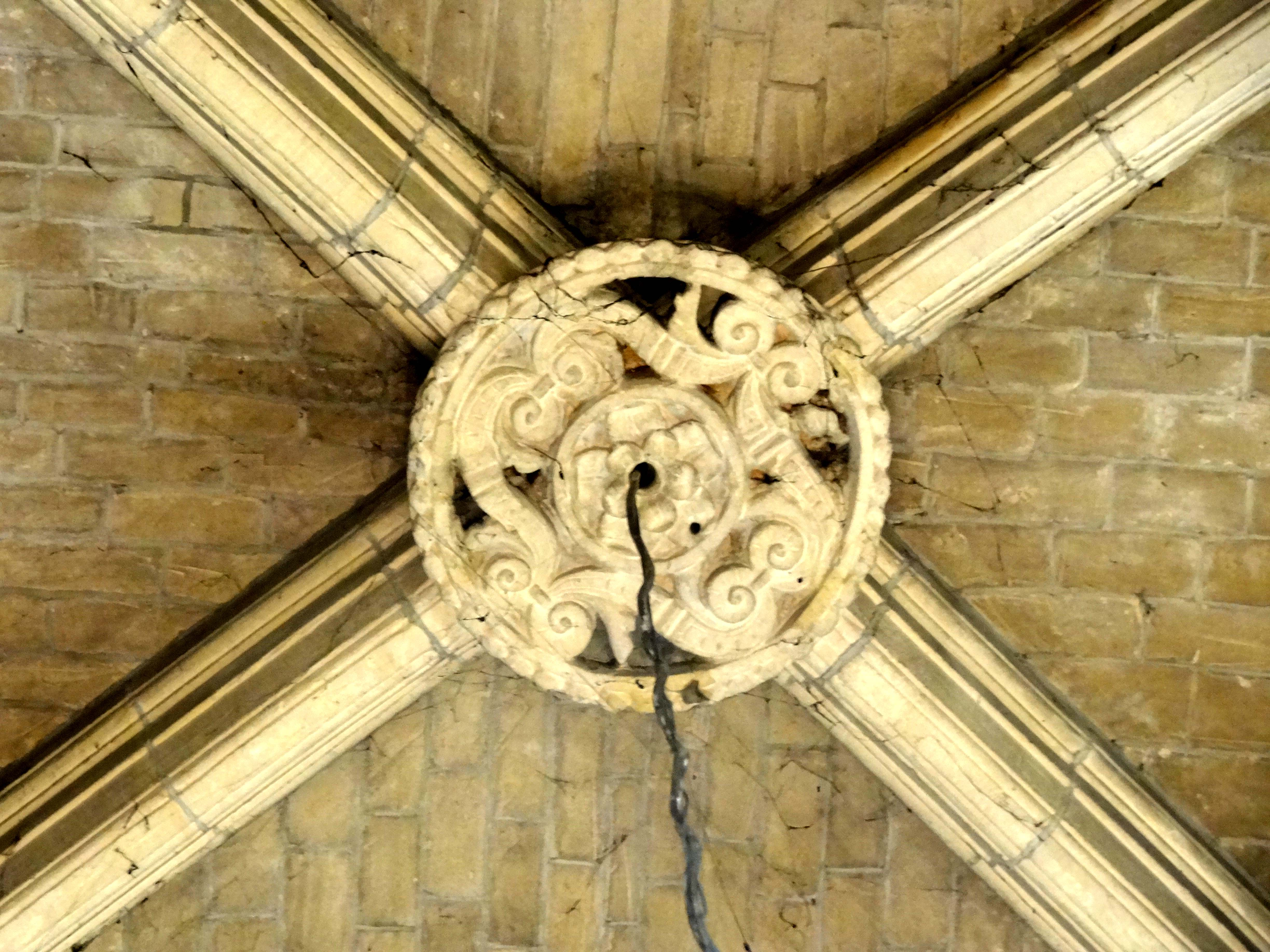
2e travée, clé de voûte.
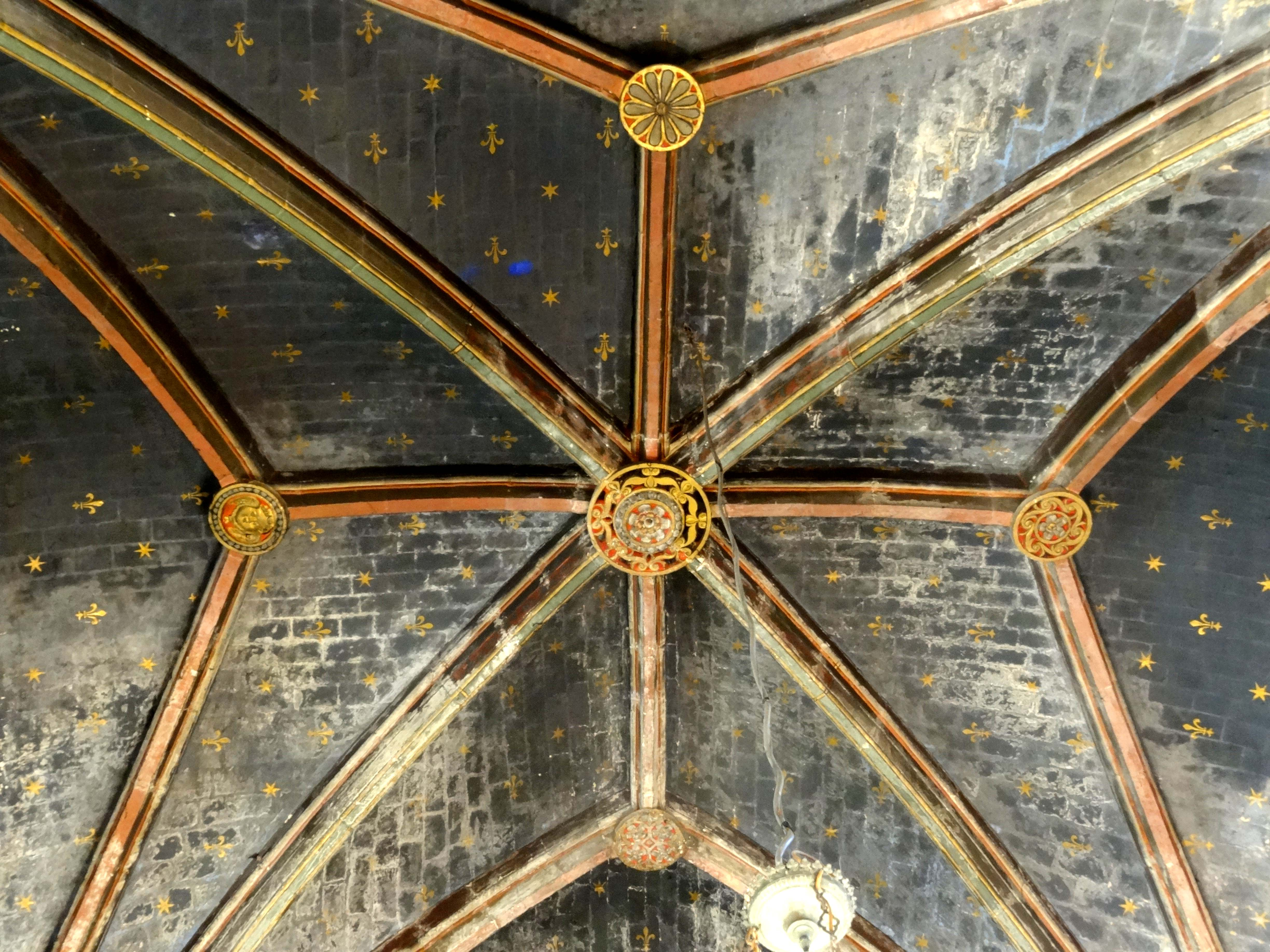
Voûte de la 3e travée.
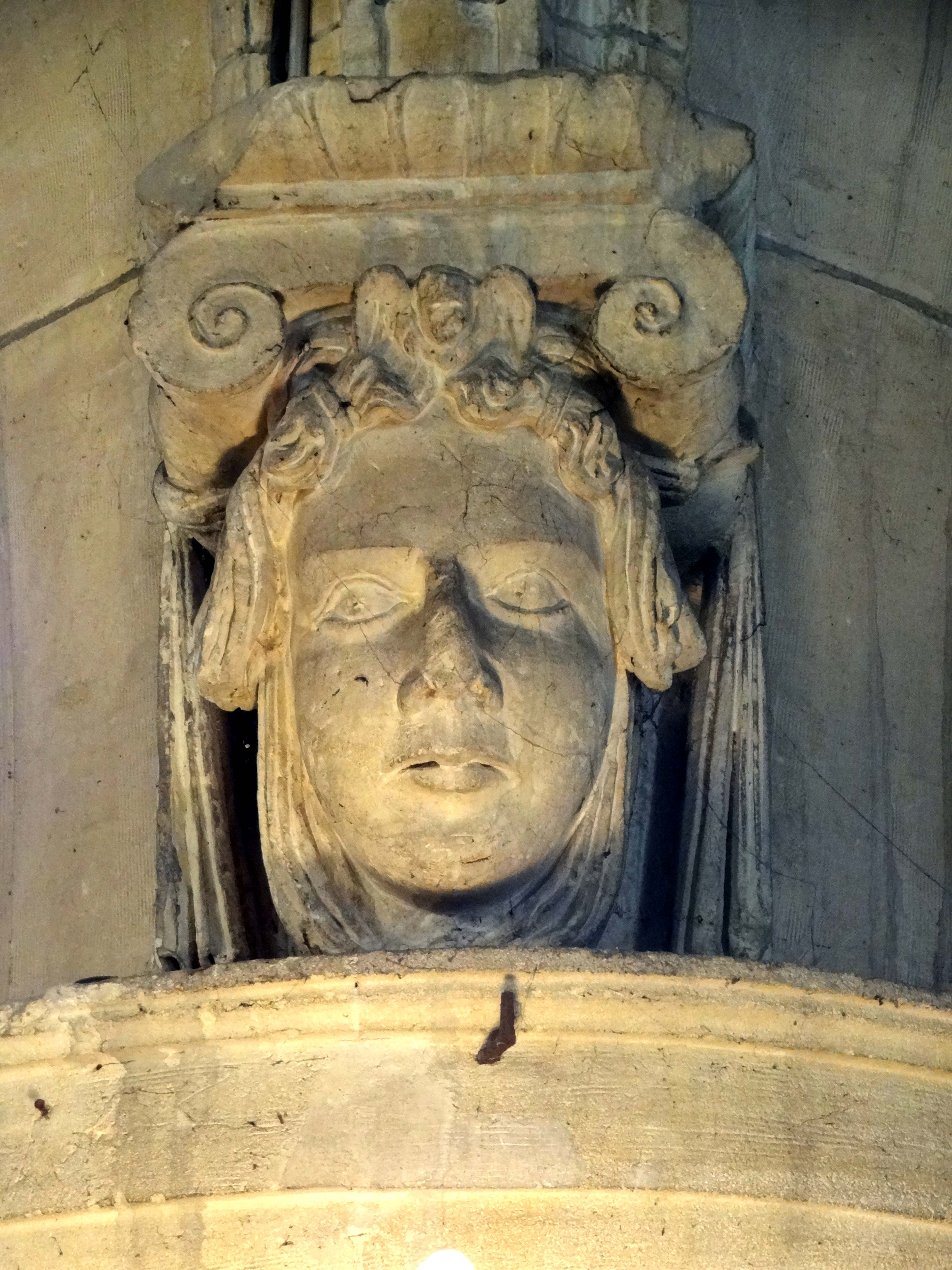
Console au sud du 1er doubleau.
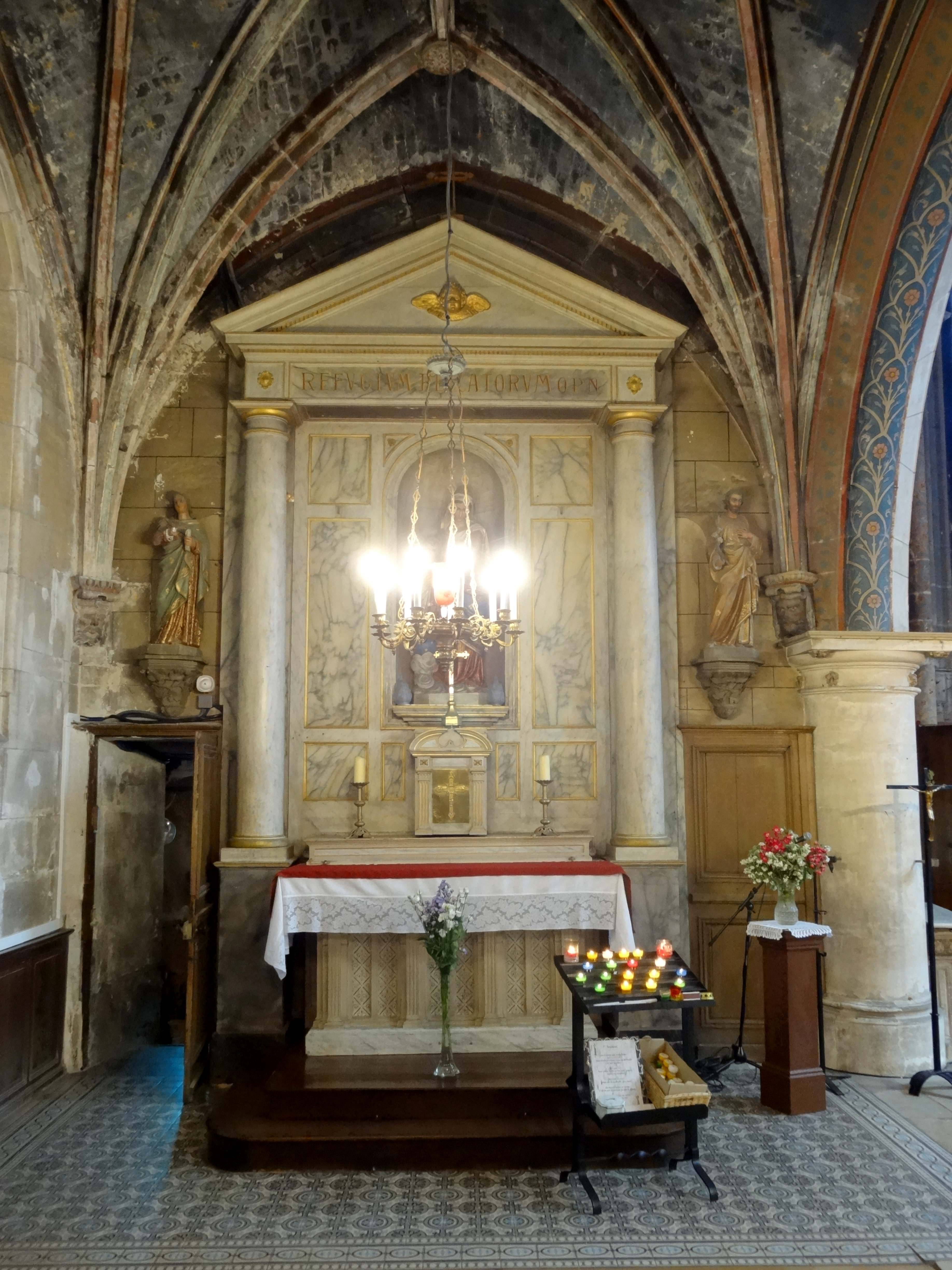
Chevet et autel de la Vierge Marie.
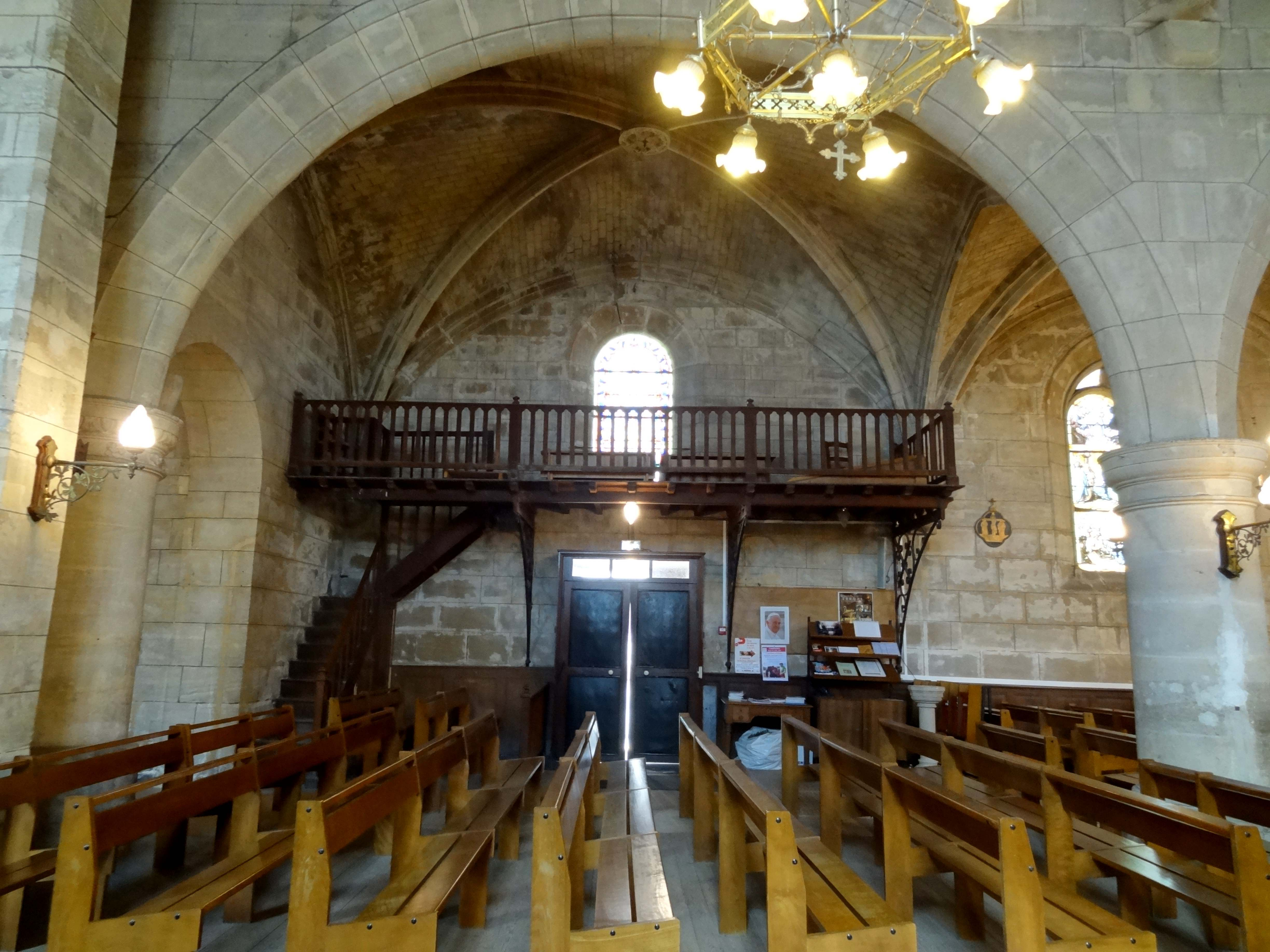
1re travée, vue vers le nord.
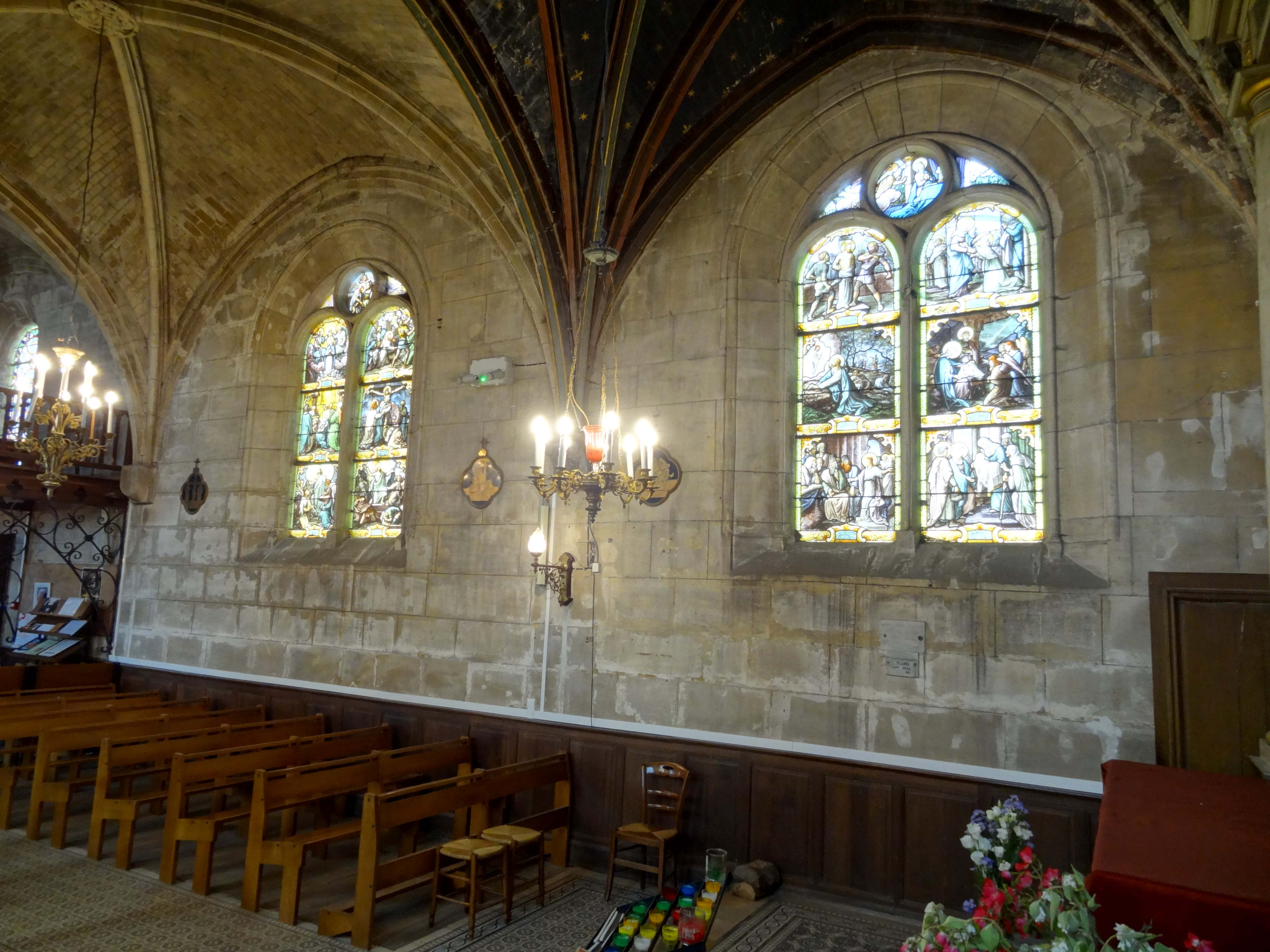
2e et 3e travée, vue vers le nord-ouest.

### Extérieur

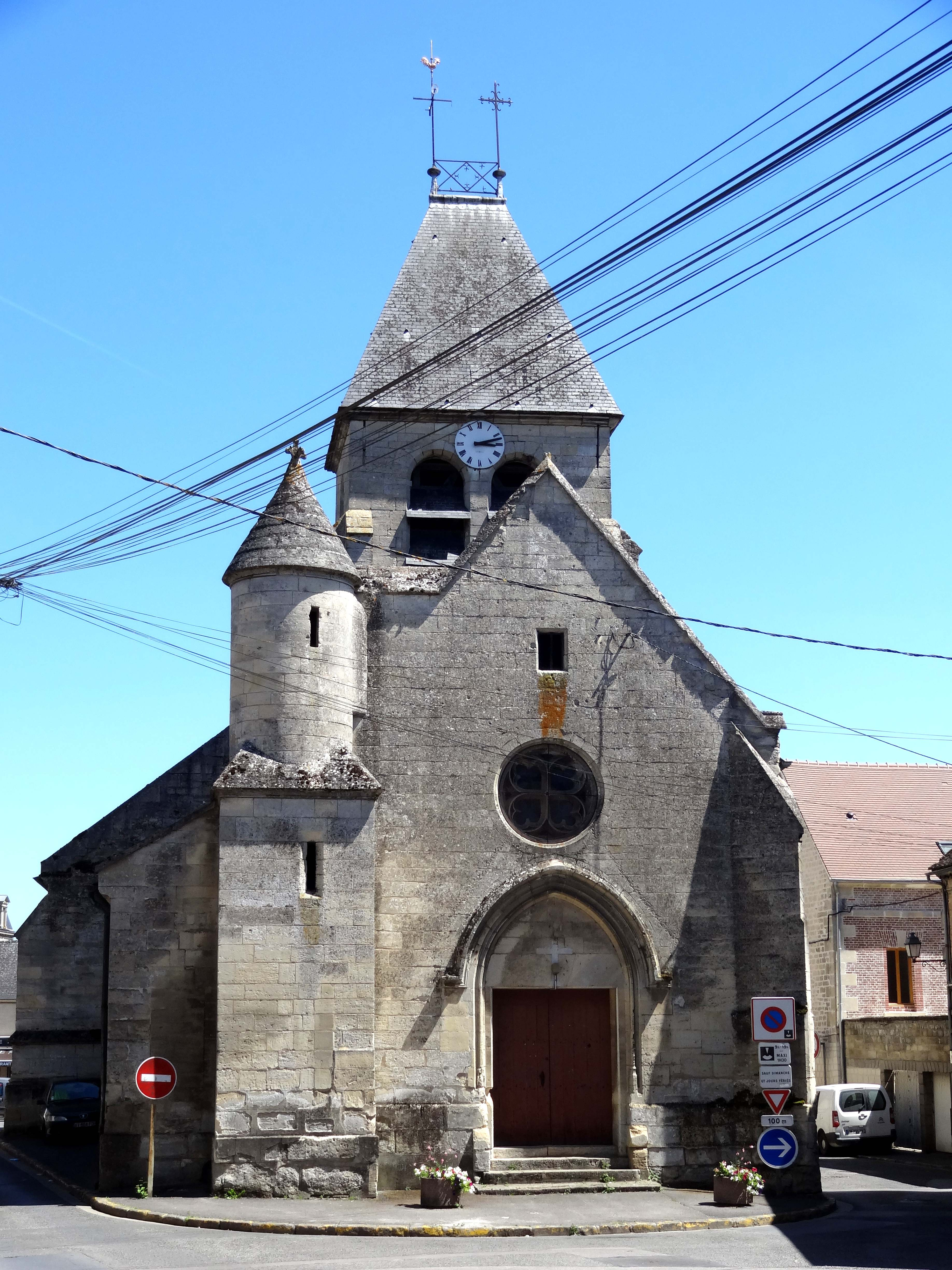
Façade occidentale.

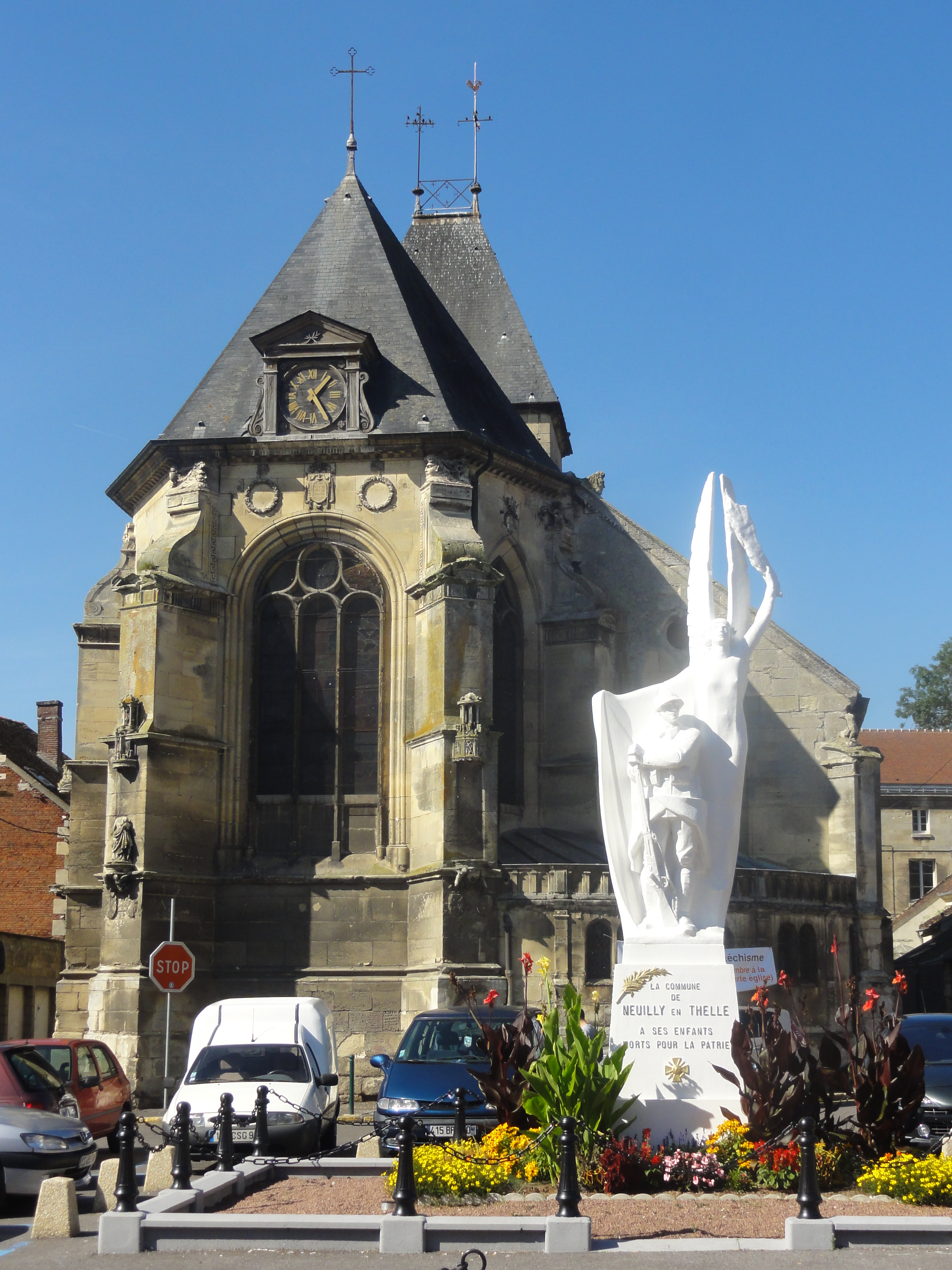
Vue depuis l'est.

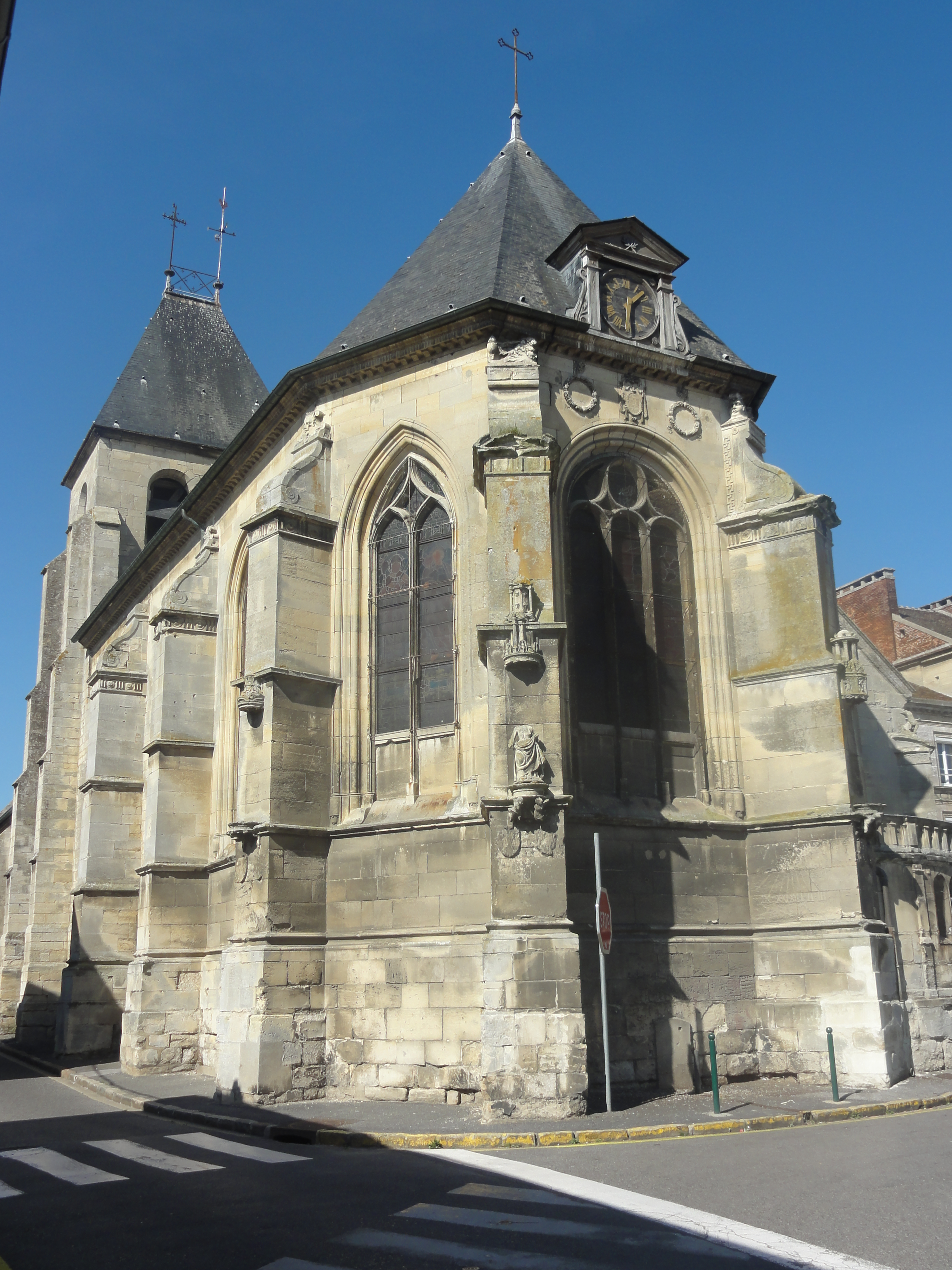
Vue depuis le sud-est.

La façade occidentale, d'allure austère, ne présage pas d'une église d'une telle importance. Elle est soigneusement appareillée en pierre de taille, et date essentiellement d'origine, c'est-à-dire de la fin du XIIe siècle ou du début du XIIIe siècle. La composition se démarque par sa dissymétrie. À gauche, le mur de la cage d'escalier fait légèrement saillie devant la façade de la nef. Plus haut, s'opère la transition du plan carrée vers un plan rond moyennant un glacis formant larmier. La partie haute de la tourelle d'escalier s'apparente ainsi à une échauguette, impression qui est renforcée par le toit en poivrière, entièrement en pierre de taille, et par les meurtrières qui assurent l'éclairage intérieur. L'échauguette est reliée aux combles de la nef par un passage, ce qui explique que le rampant gauche du pignon de la nef comporte une partie horizontale. Une petite ouverture rectangulaire au milieu du pignon est destinée à l'aération des combles.
Les autres éléments de la façade, à savoir la petite rosace avec son remplage composé de quatre soufflets flamboyants, le portail occidental et le contrefort biais à l'angle sud-ouest, sont les résultats de remaniements postérieurs. On voit encore l'arrachement d'un gâble, ou de la toiture d'un porche, dont le sommet se situait devant la rosace. Elle devrait être contemporaine des deux lancettes à tête trilobée au sud de la nef, et postérieure aux travaux de reconstruction après la Jacquerie. Le portail est considéré par Louis Graves comme un élément du XIVe siècle, et serait donc issu de ces travaux. On voit aisément que les pierres qui forment le portail ont été incrustées après coup. D'une conception très simple, il est muni d'un tympan lisse, entouré d'une arête saillante, et surmonté d'un larmier mouluré qui se poursuit latéralement sur de courtes sections. Avec sa modénature angulaire et l'absence de chapiteaux, son style est déjà résolument flamboyant, alors que les deux baies de la base du clocher et de la première travée du chœur, ainsi que les chapiteaux au sud de la base du clocher, incarnent davantage la transition du style rayonnant tardif vers le style flamboyant. Peut-être Louis Graves a-t-il un peu trop vieilli le portail, à moins qu'il ne soit néo-gothique, si l'auteur a réellement vu les grêles colonnettes dont il fait état. Le style du portail s'accommode en tout cas avec celui de la rosace. Quant au contrefort biais, on peut en dire autant, car au Moyen Âge, deux contreforts orthogonaux épaulent généralement les angles des édifices. Reste à mentionner le mur occidental du bas-côté avec son demi-pignon, qui est placé en retrait, et n'est pas perçu comme élément à part entière de la façade. Le mur gouttereau du bas-côté, qui fut monté en 1842, et le mur gouttereau sud de la nef, ne méritent guère qu'on s'y attarde. La première travée est en pierre de taille, et séparée de la deuxième par un contrefort. Les deux autres travées ont un mur maintes fois repris, tantôt en moellons noyés dans un mortier, tantôt en pierres de moyen appareil, et une porte bouchée y est visible dans le soubassement de la dernière fenêtre. La corniche moulurée commune aux trois travées n'a rien de gothique, et semble contemporaine du plafond de la nef.
Les parties orientales seules sont d'un réel intérêt architectural. Le chœur se caractérise par un appareil très régulier en pierre de taille, avec des joints très minces ; les fenêtres à la modénature particulière, déjà décrite dans le contexte de l'intérieur ; une scansion horizontale rigoureuse, absente toutefois sur la première travée, qui subsiste du XIVe siècle ; une corniche Renaissance très soignée ; et notamment la décoration des contreforts, qui porte sur le couronnement et aussi des niches à statues avec dais architecturés et consoles flanquées d'angelots, en ce qui concerne les contreforts de l'abside. La niche à gauche de la baie d'axe conserve même sa statue, une femme dont la robe est ramenée en tablier devant la poitrine, et qui a hélas été décapitée. Une spécificité de l'église de Neuilly-en-Thelle est l'horloge qui domine le pan d'axe du chevet. Son cadran est intégré dans une lucarne, qui est cantonnée de deux pilastres cantonnées de volutes, et surmontée d'un entablement en-dessous d'un fronton triangulaire. Tous ces éléments sont en bois. Les surfaces murales sont généralement lisses, à l'exception de la cartouche au-dessus de la baie d'axe, déjà signalée dans le contexte de l'histoire ; de deux guirlandes formant couronne de part et d'autre ; et de deux palmes nouées ensemble au-dessus de la baie nord-est.
Au-milieu des allèges court une plinthe moulurée, et des larmiers marquent la limite des allèges et l'intersection des contreforts. Ceux-ci sont strictement verticaux, et ne comportent donc pas de retraites. Les deux contreforts qui encadrent la baie d'axe et celui au nord-est de l'abside sont plus saillants que les autres. Chacun arbore en haut une frise d'entablement, où des triglyphes alternent avec des rosettes ou besants. S'y ajoute, pour les trois contreforts plus saillants, un chaperon avec un petit fronton en arc de cercle, ainsi qu'un rang de grecques vertical à l'arrière de la console, pour les deux contreforts regardant l'est. Le couronnement est toutefois, dans les grandes lignes, commun à l'ensemble des contreforts. Il se présente sous la forme d'une console renversée. Sur le deuxième et le troisième contrefort du sud, un homme vert sculpté en bas-relief se profile au-dessus. Le motif a déjà été observé sur la clé de voûte refaite de la base du clocher. Sur les trois contreforts plus saillants, il y a assez de place pour des têtes et autres motifs sculptés en ronde-bosse. De part et d'autre du pan d'axe du chevet, les deux têtes se regardent. L'une est accompagnée d'une urne, et l'autre d'un angelot jouant à la trompette. Un angelot figure aussi sur le sommet du contrefort nord-est. On peut signaler, dans ce contexte, une tête d'homme sculptée en ronde-bosse au sommet du demi-pignon oriental du collatéral. Plus haut, vient la corniche. Elle repose sur des modillons sculptées chacun d'une feuille d'acanthe, et se compose, du haut vers le bas, d'une doucine, d'un rang de perles, et d'un rang de cannelures. Cette corniche est même présente sur la première travée, qui a été exhaussée lors de la construction du chœur Renaissance.
Tout comme à l'intérieur, le collatéral diffère du chœur sur le plan de la modénature et de la décoration. Les fenêtres se présentent de la même manière qu'à l'intérieur. Une fenêtre supplémentaire devient visible au chevet. Bien que bouchée, en raison de la présence du retable de la Vierge à l'intérieur, son remplage demeure intact. La plinthe à la limite du soubassement ressemble à celle du vaisseau central, mais est située plus bas. Le larmier à l'appui des fenêtres est plus marqué, et apparenté à un court glacis, comme à la période gothique. Il n'y a pas de second niveau de larmier, en raison de la hauteur plus modeste. Un contrefort biais épaule l'angle nord-est. Tout en haut, il est agrémenté d'une frise d'entablement affichant un entrelacs, et son glacis sommital est couronné d'une sculpture, qui semble représenter un animal mythologique, devenu méconnaissable du fait de l'érosion. Les deux contreforts intermédiaires s'achèvent, de manière abrupte, par un larmier, et le contrefort biais à l'angle nord-ouest s'amortit par un glacis sommital ordinaire. La corniche se compose d'un rang d'oves et de dards, et d'une frise, dont le soffite arbore un rang de perles. Le portail latéral de la première travée se compose d'une porte rectangulaire à double vantail, qui est simplement entourée d'une succession de moulures.

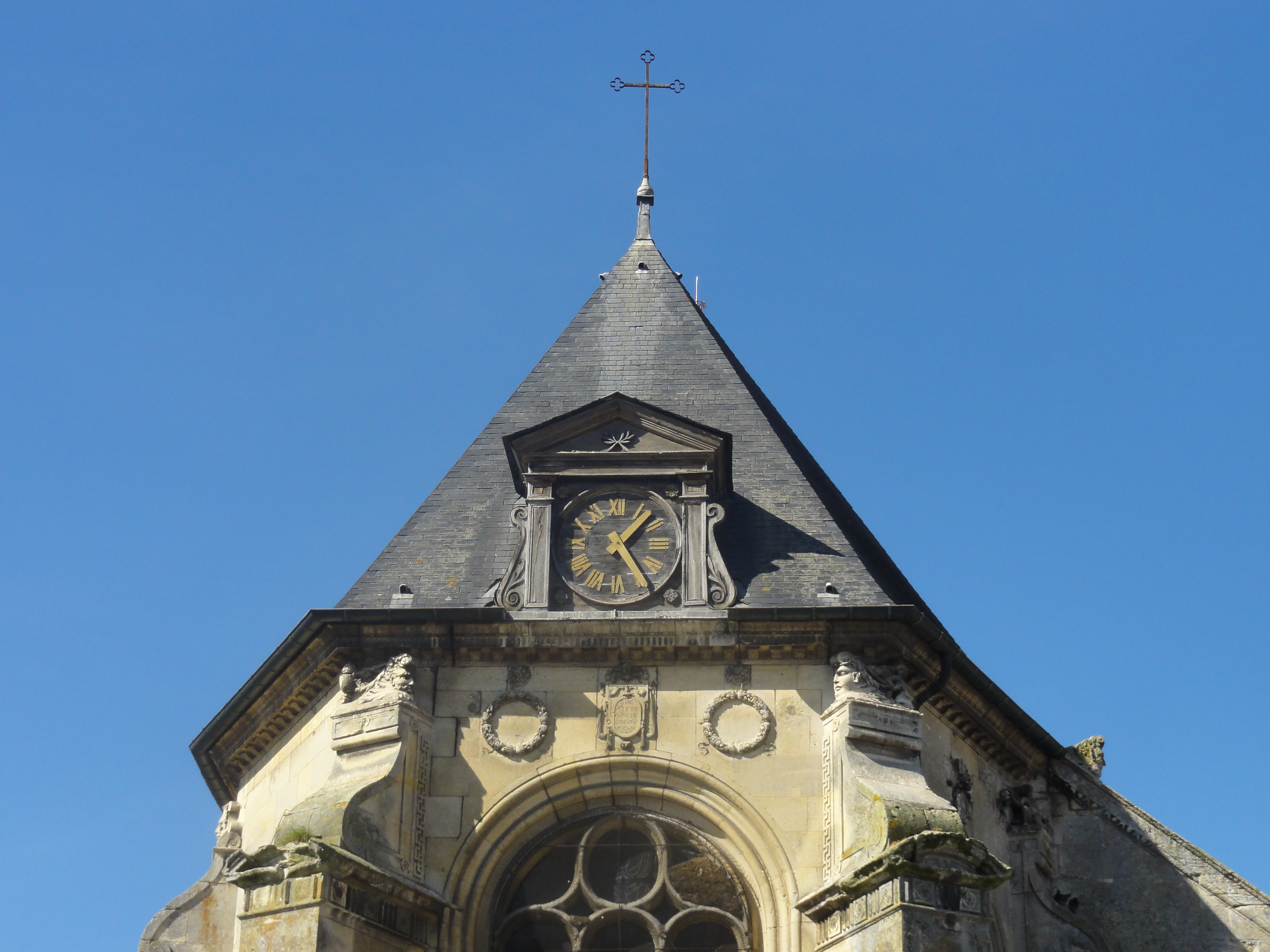
Chevet, parties hautes.
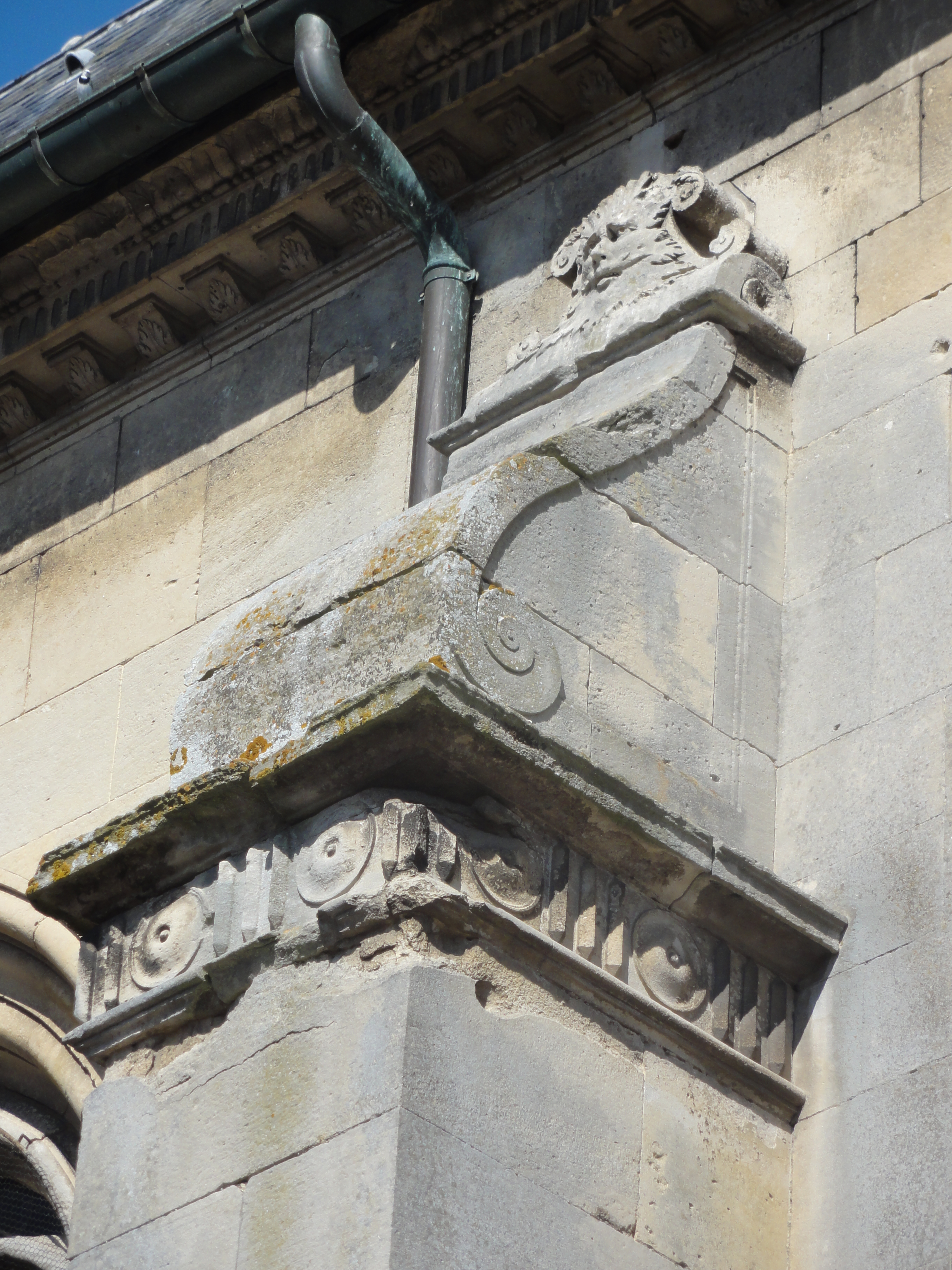
Couronnement d'un contrefort au sud.
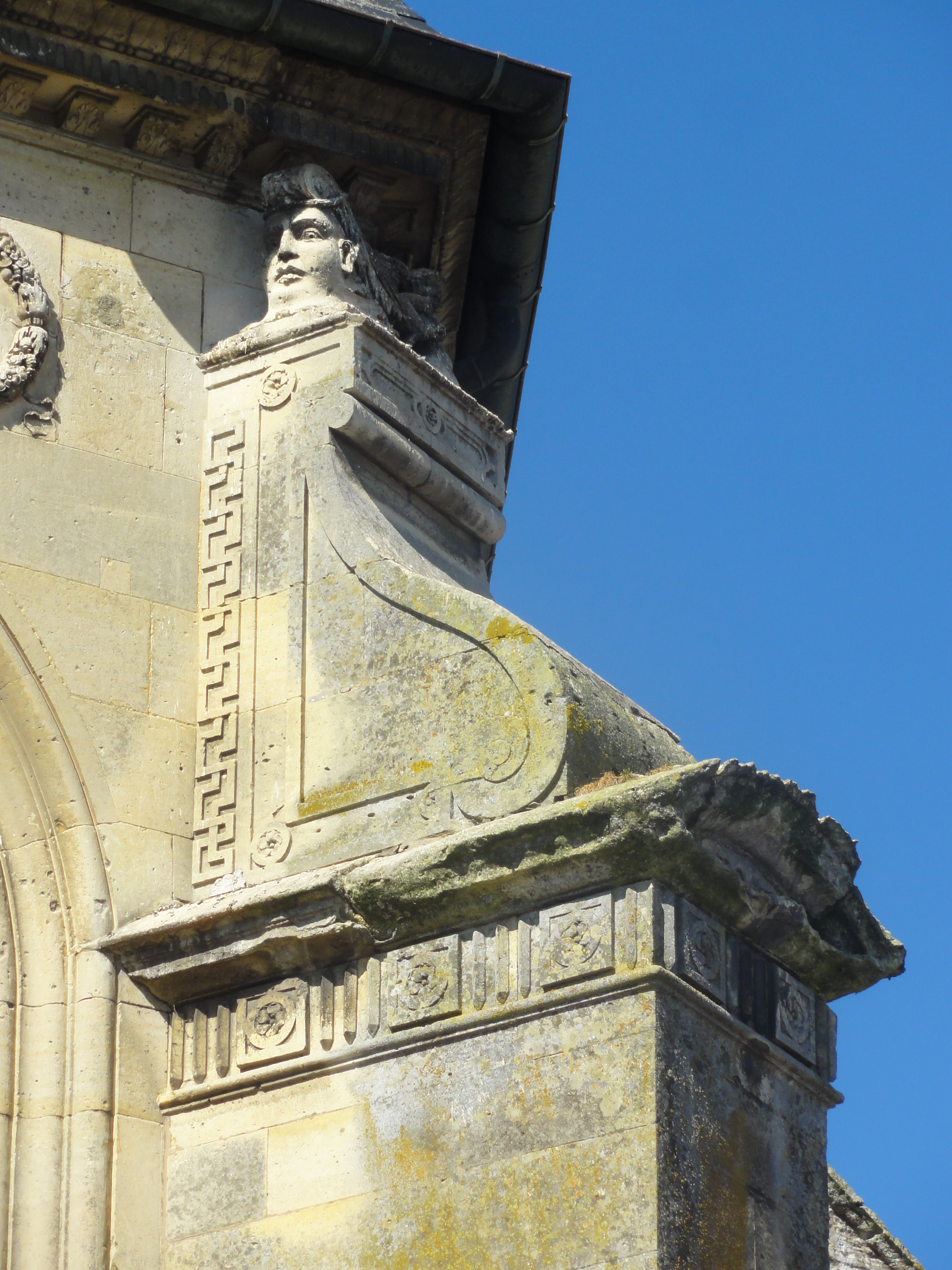
Couronnement du contrefort à droite de la baie d'axe.
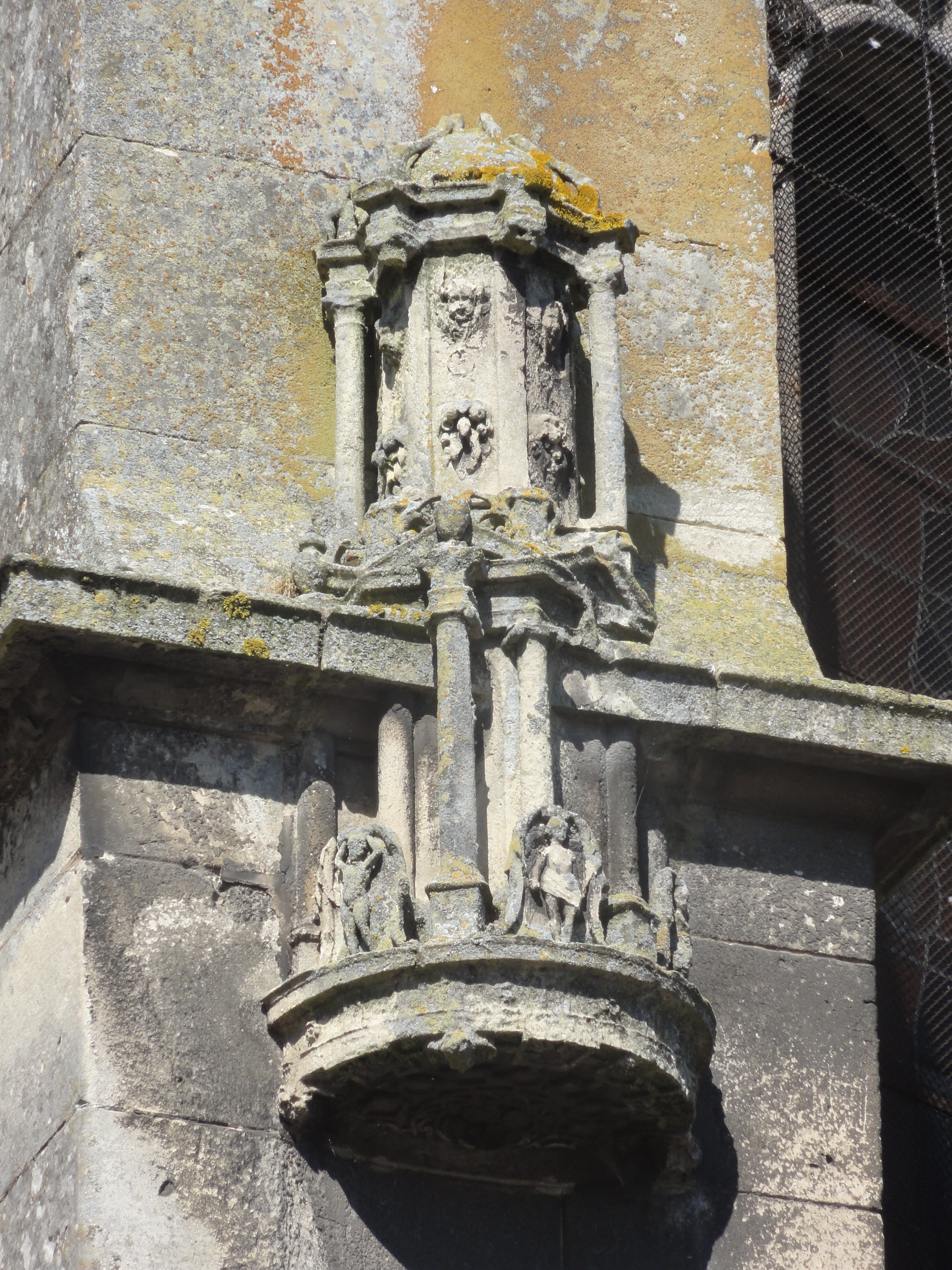
Dais sur le contrefort à gauche de la baie d'axe.
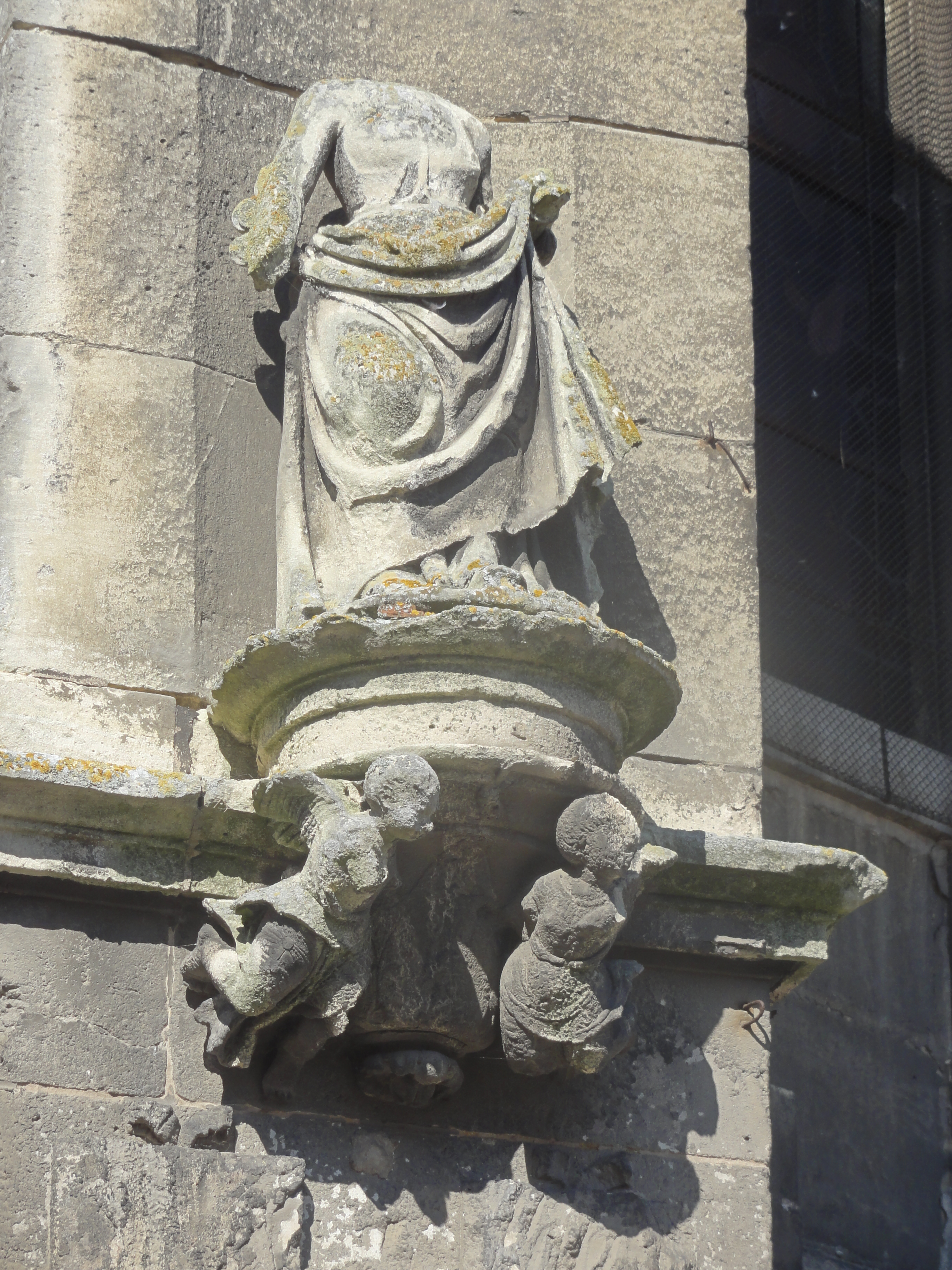
Statue et console sur le même contrefort.
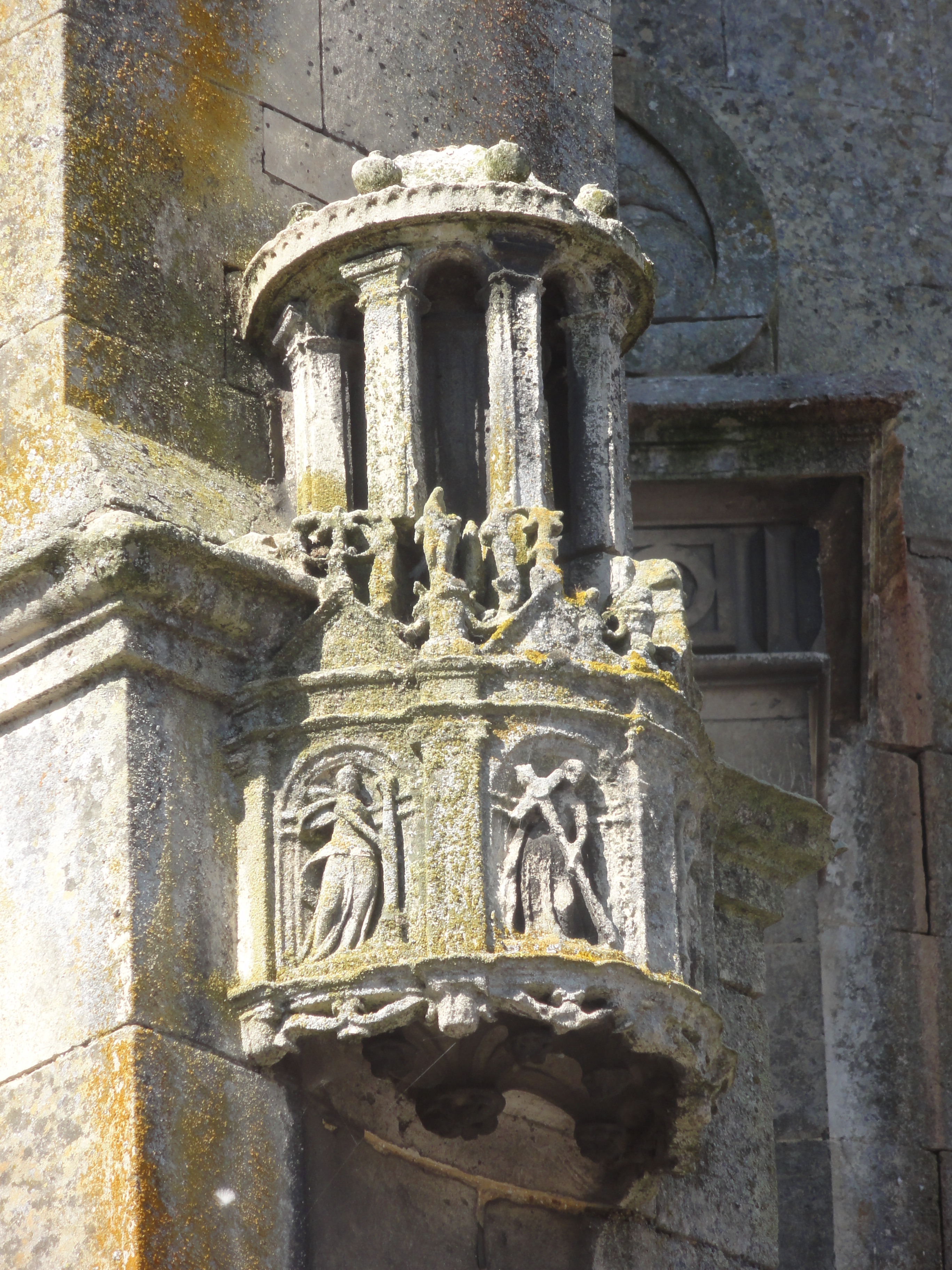
Dais sur le contrefort à droite de la baie d'axe.

## Mobilier

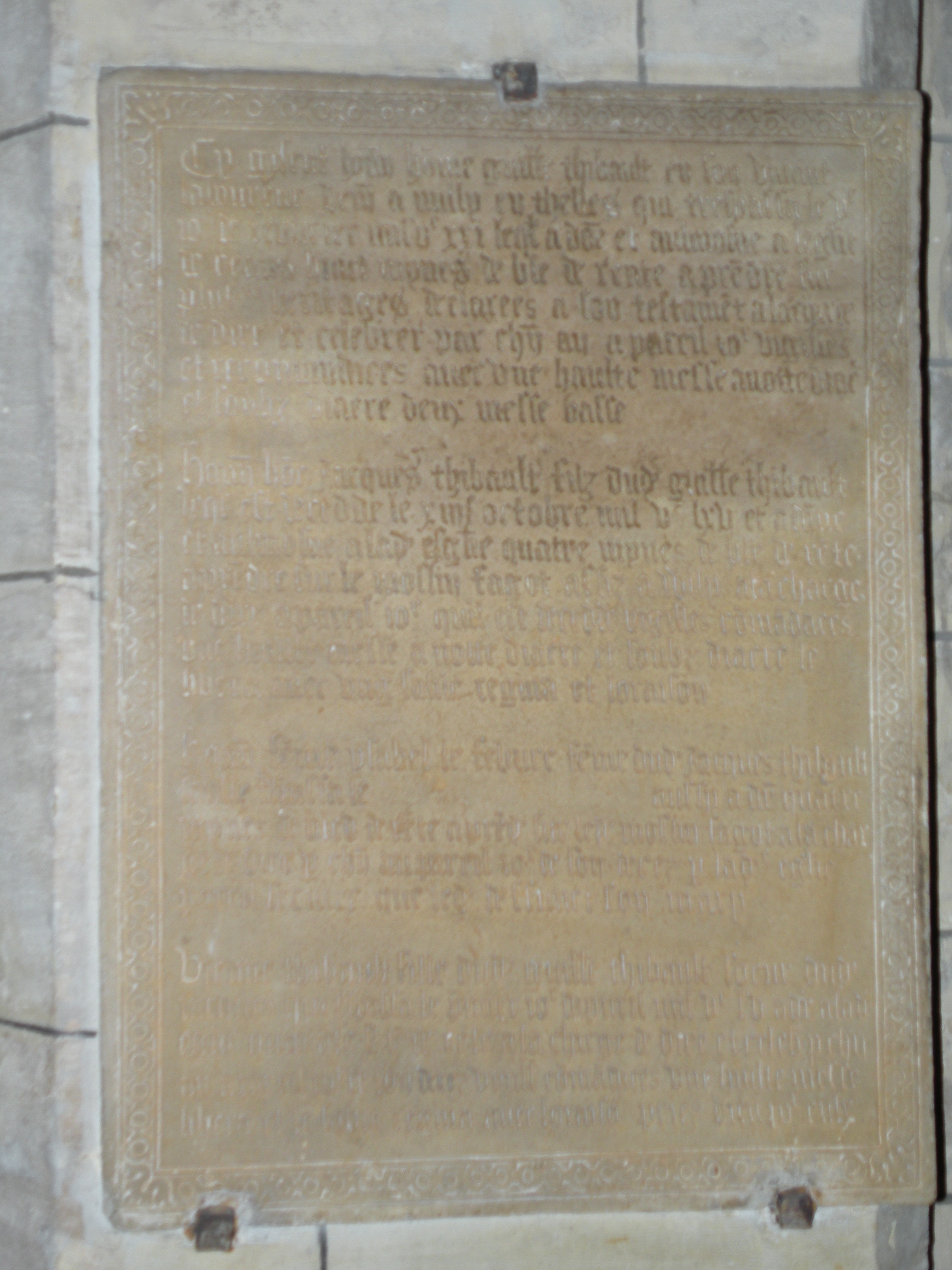
Plaque de fondation.

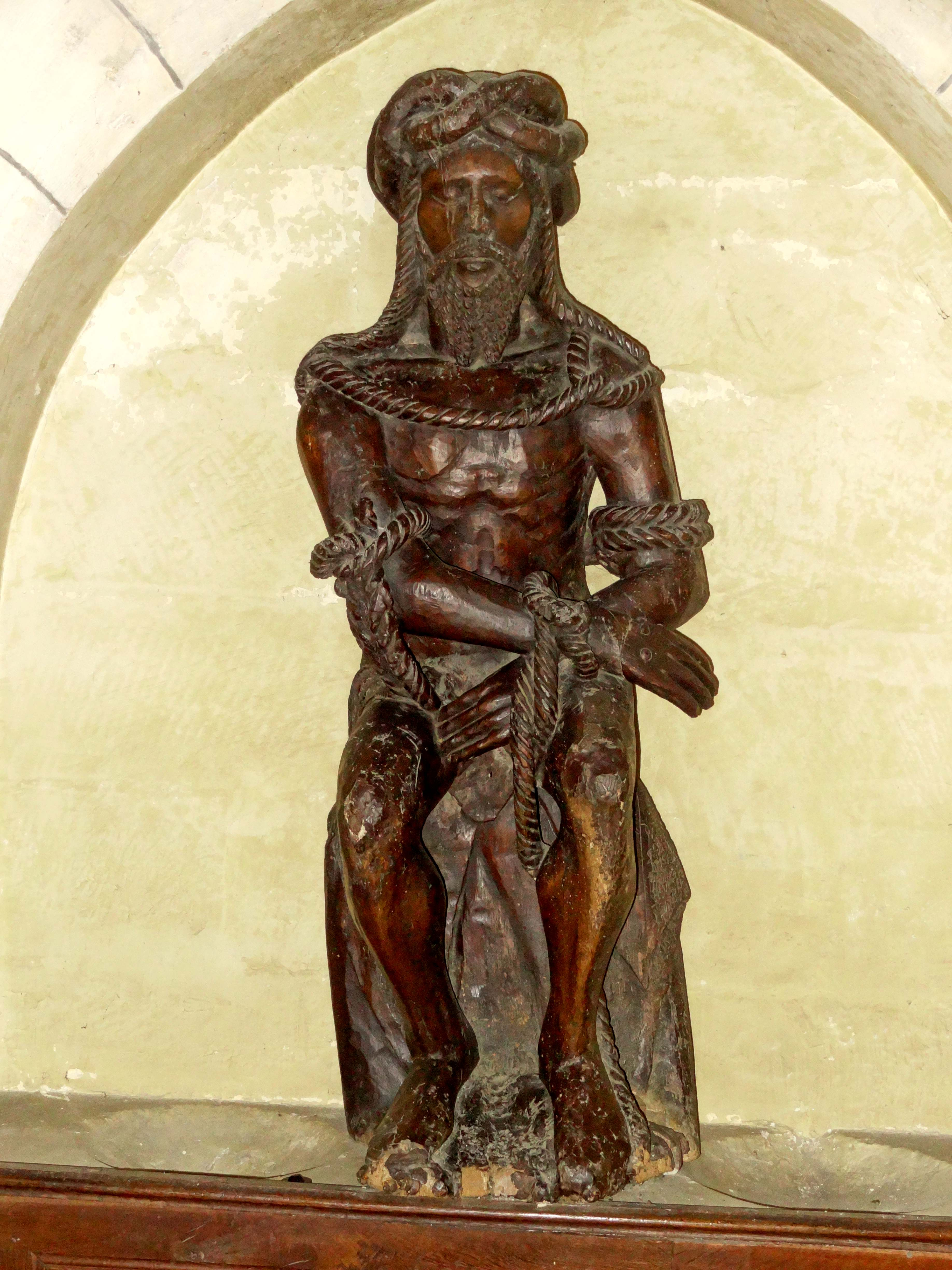
Christ aux liens.

Parmi le mobilier de l'église, seule une plaque de fondation et une pièce murale disparue sont classées au titre objet. La plaque de fondation est en pierre calcaire, et mesure 87 cm de hauteur pour 64 cm de largeur. Désignée par erreur comme dalle funéraire à effigie gravée dans le dossier de classement, elle ne comporte en réalité comme seul décor gravée un entrelacs très simple qui forme le cadre de l'épitaphe. Celui-ci est transcrit dans le dossier de classement, et il ne peut alors pas y avoir de doute que c'est bien la plaque visée qui soit classée. Le texte est gravé en caractères gothiques, en minuscules exclusivement hormis la première lettre, et divisé en quatre paragraphes séparés par des interlignes, ce qui est assez rare pour être signalé. Il se lit comme suit : « Cy gisent homme et femme guillaume thibault en son vivant / laboureur demeurant à neuilly-en-thelle qui trespassa le ve /jour de mil vc xxx lequelle a donne et aumosne a l'eglise / de ceans vingt mynes de ble de rente a prendre sur / plusieurs heritages declares a son testament a la charge / de dire et celebrer par chacun an à pareil […] vigilles et recommandices avec un haulte messe […] diacre et soulz diacre deux messes basses / […] homme (?) jacques thibault fils dudit guillaume thibaut / lequel decedde le vingt octobre M vc lxv et a donne et aulmone a ladite eglise quatre mynes de ble de rente/a prendre sur le moulin fargot assiz à Nully à la charge / de dire pareil jour qu'il est decede, vigilles, commandices / un haulte messe à […] diacre et soulz diacre le / […] ung salve regina et […] femme ysabel lefebure femme dudit jacques thibault / laquelle deceda le […] aussy a donné quatre / mynes de bled de rente a prendre sur ledit moulin fargot à la char / ge de dire pour chacun au pareil pour son […] pour ladite […] pareil le […] que le deffunct son mary / viarme thibault fille dudit guillaume thibault, sœur dudit / Jaques qui trespassa le premier jour du pareil mil vc xv a donne a la dite / eglise quarante sous de rente à la charge de dire et celebrer pour chacun / an a pareil jour de son decez vigilles, commandices une haulte messe / libera et le salve regina avec […] / priez dieu pour eulx ». La date la plus récente mentionnée dans le texte est 1565. La plaque ne peut donc être antérieure à cette date. — La pièce murale, en tapisserie, représentait saint Pierre en priant, le regard dressé vers le haut, assis devant une petite table où sont posées un livre ouvert et un trousseau de clés. Elle a été datée du XVIIe siècle. Une mauvaise photographie par Henri Mansard de Sargonne en est conservée aux archives départementales de l'Oise, sous la cote 11 Fi 355
.
Si l'église Saint-Denis ne compte pas davantage d'objets classés, c'est que son mobilier ne comporte quasiment plus aucun élément antérieur à la Révolution, si ce n'est la statue du Christ de pitié ou Christ aux liens en bois taillé. Étant donné son sujet, elle est susceptible de provenir de la chapelle de l'Ecce homo, au sud du village, et pourrait donc dater des années 1710, quand cette chapelle fut construite. Le maître-autel en forme de tombeau, en marbre rouge ou faux marbre, galbé et décoré uniquement de moulures, correspond à ce qui se faisait au XVIIIe siècle. En dehors du mobilier proprement dit, l'on peut signaler deux crédences au nord et au sud de l'abside, qui sont en fait des installations fixes. Elles reposent sur deux colonnes de marbre noir, avec toutefois des bases et des chapiteaux d'un style fantaisiste en pierre calcaire, et ont des tablettes de marbre blanc. Il y a aussi, au sud de la troisième travée du chœur, une niche murale de faible profondeur, qui est cantonnée de deux pilastres corinthiens, et surmontée d'un entablement couronné d'un fronton trapézoïdal entre deux urnes. Les inscriptions sur l'entablement et sur le cartouche qui couvre la plus grande partie du fronton ont été effacées, sans doute à la Révolution. On pourrait interpréter cette niche comme une ancienne piscine liturgique, mais le support sous la forme d'une courte colonne trapue qui est placé au sol de la niche semble avoir été conçu pour recevoir une urne. Il s'agit donc plutôt du monument funéraire pour le cœur d'un comte de Fresnoy, qui aurait été conservé dans l'urne avant la Révolution française.

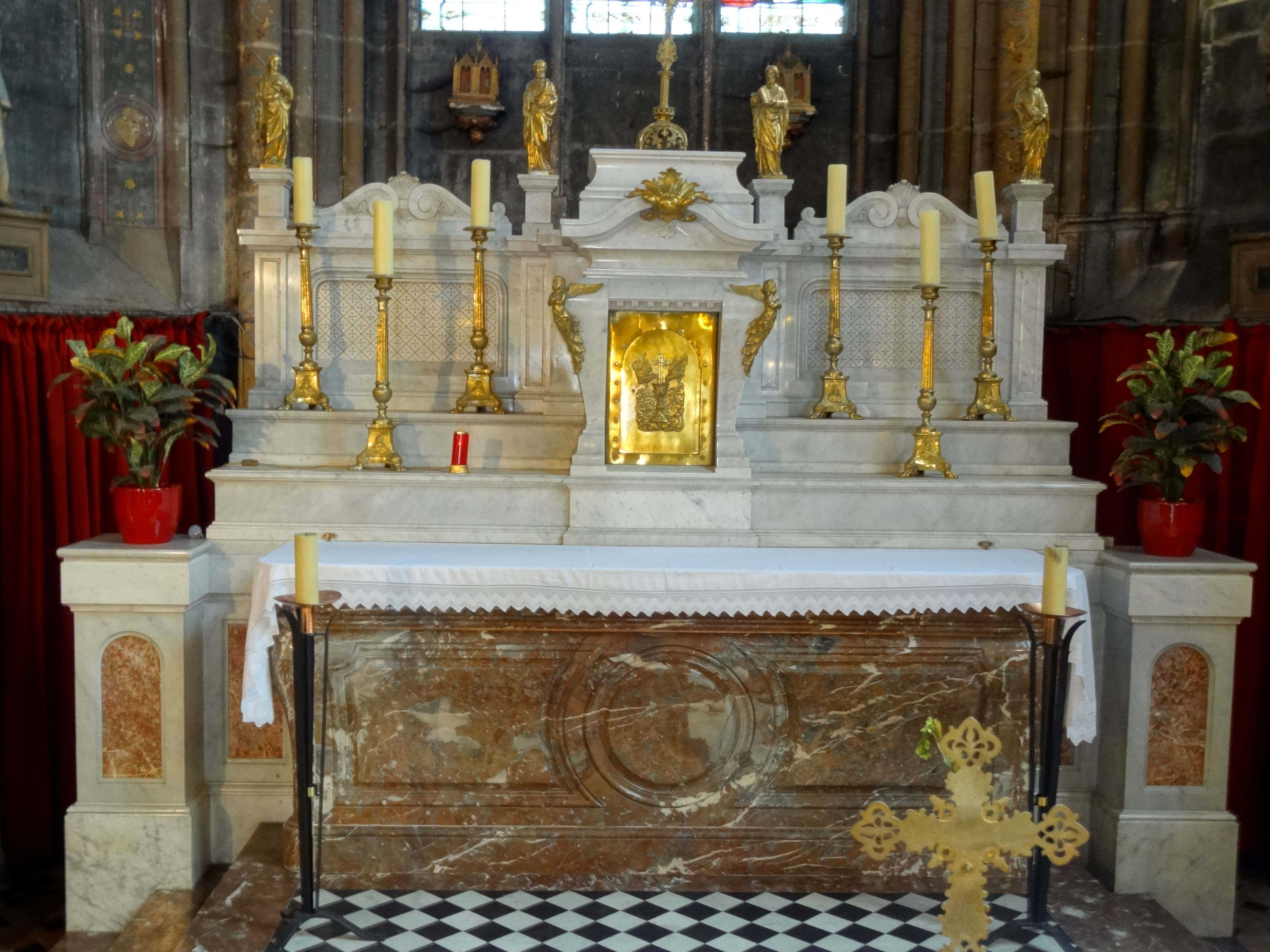
Ancien maître-autel.
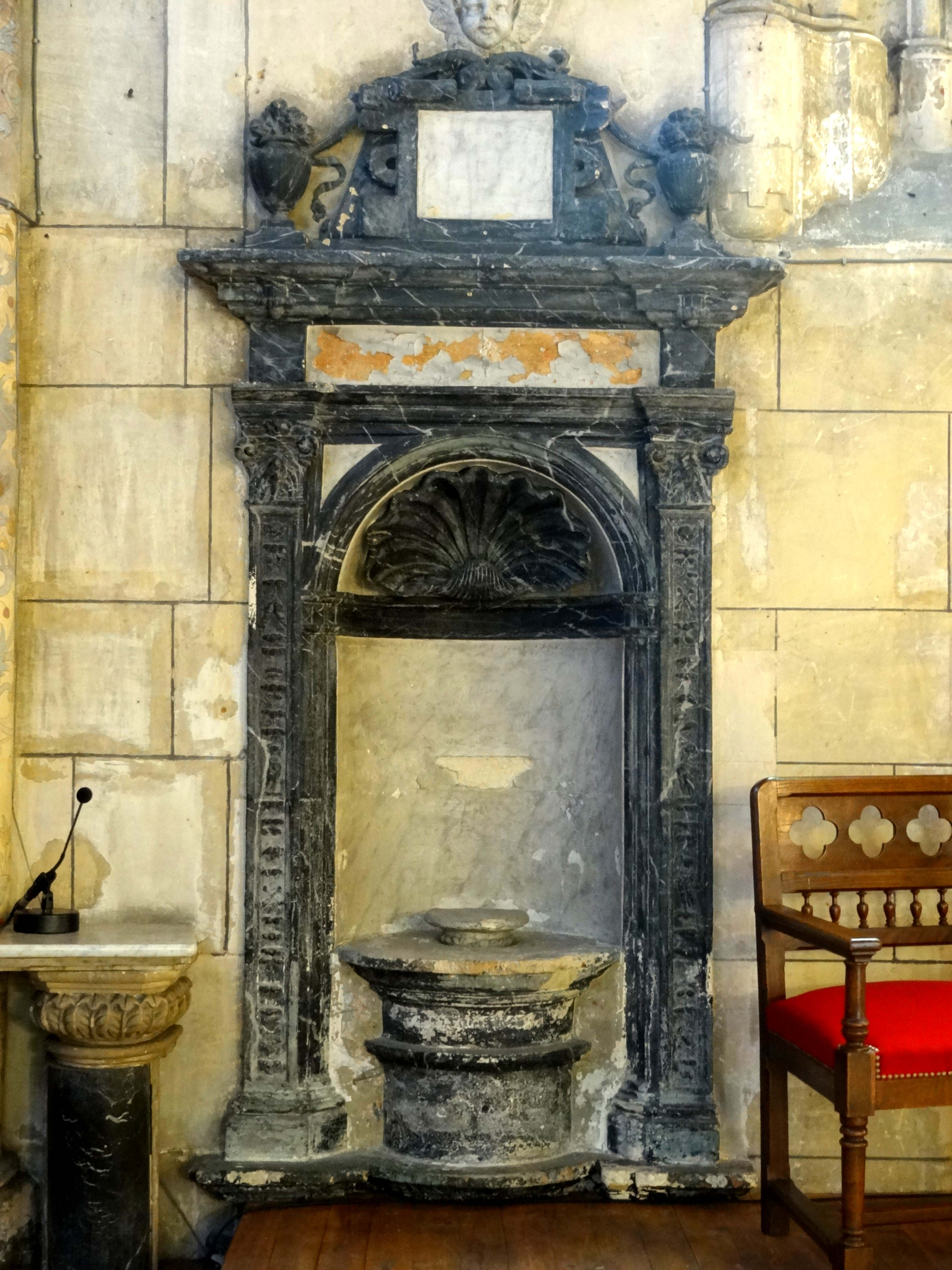
Monument funéraire.
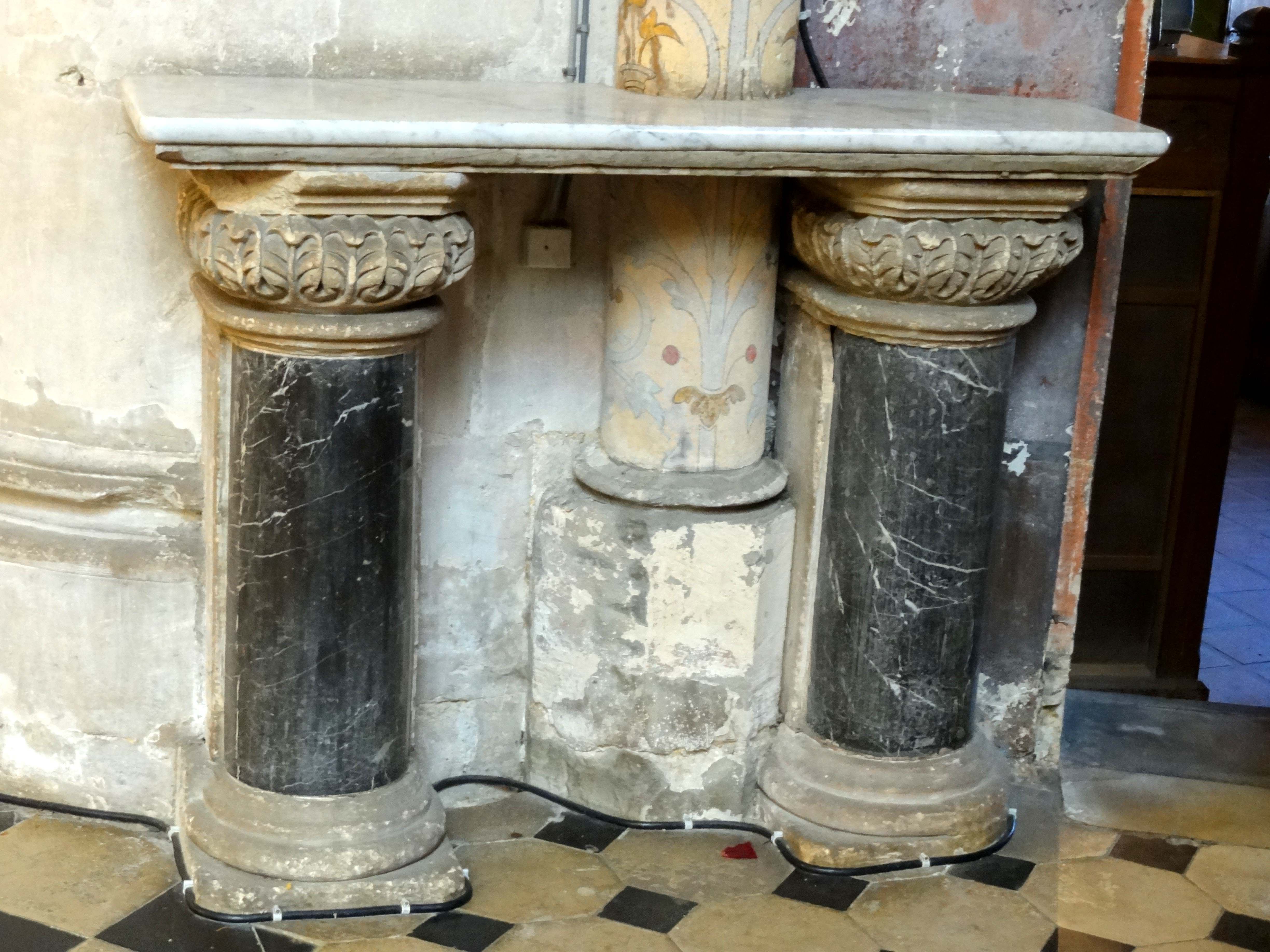
Crédence.